# Vizille
Vizille (prononcer [vi.zil]) est une commune française située, géographiquement dans la vallée de la Romanche, administrativement dans le département de l'Isère et en région Auvergne-Rhône-Alpes.
Autrefois rattachée à la province du Dauphiné et berceau de la Révolution française, Vizille est située sur la route Napoléon qui relie Golfe-Juan à Grenoble. La ville abrite notamment le musée de la Révolution française, hébergé dans le château de François de Bonne (1543-1626), duc de Lesdiguières, dernier connétable de France, gouverneur du Dauphiné, ancien seigneur des lieux.
Lieu de Résistance durant la seconde Guerre mondiale, la commune fut libérée par des combattants locaux. Vizille possède un passé riche en évènements historiques dont témoignent encore aujourd'hui la présence de ce château du XVIIe siècle et de son domaine qui furent, durant plus d'un siècle, une des résidences officielles du président de la République française.
Les habitants de Vizille se dénomment les Vizillois.

## Géographie

### Localisation

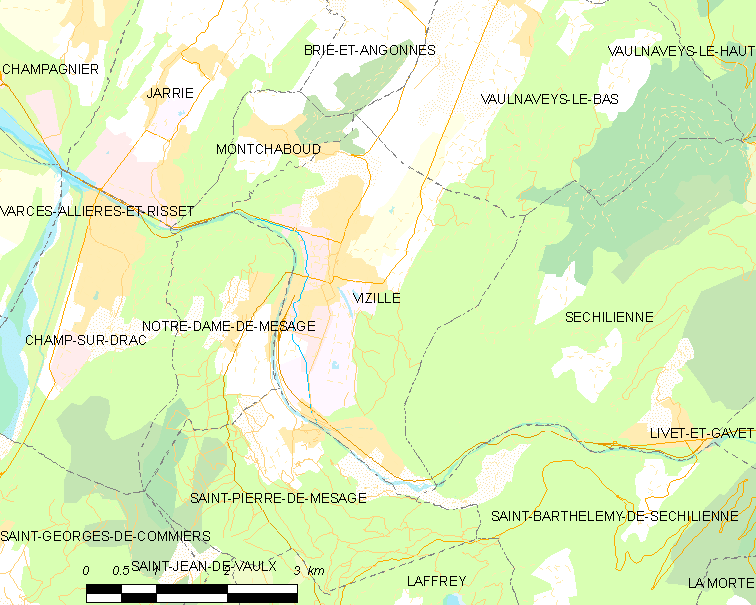
Carte de Vizille et de ses environs.

La commune de Vizille est située dans le département de l'Isère et dans la partie sud de l'agglomération grenobloise, à environ 18 km de Grenoble, 100 km de Gap, 107 km de Valence, 130 km de Lyon, 320 km de Marseille, 590 km de Paris et 248 km de Turin (Italie).
Depuis Vizille, dans la direction du sud, après avoir franchi la Romanche qui borde le territoire communal, on accède au plateau matheysin par la rampe de Laffrey, au massif de l'Oisans, par la route de Gap et dans la direction nord, on accède au Grésivaudan, à la station thermale d'Uriage-les-bains et la station de ski de Chamrousse, toutes très proches.

### Description
La majeure partie du territoire vizillois et la quasi-totalité de la zone urbanisée se situent dans une cuvette formée par la Romanche, rivière qui longe le territoire communal dans sa limite occidentale.
Le bourg central qui s'articule principalement au nord et au nord-ouest du domaine du château (lequel occupe une grande superficie du territoire communal), présente de nombreuses maisons dites « de ville » ainsi que des immeubles peu élevés regroupés en îlots et ayant pour vocation principale d’habitat privé. Ce secteur présente également des bâtiments accueillant des équipements publics et des services de proximité (dont la mairie) situés à proximité d'une rue centrale dénommé rue du Général de Gaulle (ex Grand'rue) et qui comprend de nombreux commerces de proximité. la présence d'une voûte passant sous le domaine permet de relier le bourg central à la partie orientale de la commune (quartiers des Allas et des Corniers)
On peut noter en périphérie immédiate du bourg, notamment au nord de celui-ci, la présence d'immeubles de constructions de type résidentiel plus modernes et de bâtiments de type industriel et commercial.

### Géologie et relief
Au nord du territoire Vizillois, des collines situées sur le secteur de Montchaboud sont séparées de l'échine de Mont Sec qui est une extrémité méridionale du socle de Belledonne, par la combe de Vizille qui se poursuit vers le nord en direction des thermes d'Uriage. Un ensemble de failles dit « faisceau des failles de Vizille » se dirige dans un axe nord-est - sud-ouest depuis le nord du bourg de Vizille, jusqu'au village des Pelliets pour se diriger, à son tour mais dans un axe différent, vers le massif de Belledonne. Au sud de Vizille, au-delà des gorges de la Romanche, les collines qui marquent l'extrémité septentrionale du chaînon du Conest sont parcourues pas un système de cassures identiques à celles du faisceau de Vizille. À noter qu'une autre faille (celle de Cornage) apparaît dans le même secteur.
Le point culminant de Vizille (1 016 mètres) se situe à l'est du territoire communal, au-delà du hameau des Corniers sur le sentier (GR 549) qui conduit au mont Sec, à la limite avec le territoire communal de Séchilienne.
Les gisements de gypse avec anhydrite de la commune ont été exploités de façon industrielle, notamment l'anhydrite comme marbre.

### Climat
Pour des articles plus généraux, voir Climat d'Auvergne-Rhône-Alpes et Climat de l'Isère.
En 2010, le climat de la commune est de type climat océanique altéré, selon une étude du Centre national de la recherche scientifique s'appuyant sur une série de données couvrant la période 1971-2000. En 2020, Météo-France publie une typologie des climats de la France métropolitaine dans laquelle la commune est exposée à un climat de montagne ou de marges de montagne et est dans la région climatique Alpes du nord, caractérisée par une pluviométrie annuelle de 1 200 à 1 500 mm, irrégulièrement répartie en été.
Pour la période 1971-2000, la température annuelle moyenne est de 11,5 °C, avec une amplitude thermique annuelle de 19,5 °C. Le cumul annuel moyen de précipitations est de 1 339 mm, avec 9,8 jours de précipitations en janvier et 7 jours en juillet. Pour la période 1991-2020, la température moyenne annuelle observée sur la station météorologique de Météo-France la plus proche, « Chamrousse », sur la commune de Chamrousse à 9 km à vol d'oiseau, est de 5,8 °C et le cumul annuel moyen de précipitations est de 1 219,3 mm,. Pour l'avenir, les paramètres climatiques de la commune estimés pour 2050 selon différents scénarios d'émission de gaz à effet de serre sont consultables sur un site dédié publié par Météo-France en novembre 2022.
| Mois                                  | jan.           | fév.           | mars           | avril         | mai           | juin          | jui.          | août          | sep.          | oct.          | nov.           | déc.           | année      |
| ------------------------------------- | -------------- | -------------- | -------------- | ------------- | ------------- | ------------- | ------------- | ------------- | ------------- | ------------- | -------------- | -------------- | ---------- |
| Température minimale moyenne (°C)     | −4,6           | −5,3           | −2,9           | 0,9           | 3,9           | 8,2           | 10,1          | 10,1          | 6,9           | 4,1           | −0,2           | −3,3           | 2,3        |
| Température moyenne (°C)              | −1,3           | −1,7           | 0,6            | 4,3           | 7,4           | 11,9          | 14            | 13,8          | 10,2          | 7,4           | 3              | 0,1            | 5,8        |
| Température maximale moyenne (°C)     | 2              | 1,9            | 4              | 7,8           | 10,9          | 15,5          | 18            | 17,4          | 13,5          | 10,7          | 6,1            | 3,4            | 9,3        |
| Record de froid (°C) date du record   | −18,5 27.01.05 | −23,3 05.02.12 | −17,9 01.03.05 | −12 07.04.08  | −7,7 06.05.19 | −3,4 02.06.06 | 0,8 10.07.07  | 0,6 10.08.07  | −3,9 27.09.20 | −9,4 29.10.12 | −15,7 27.11.10 | −17,7 20.12.09 | −23,3 2012 |
| Record de chaleur (°C) date du record | 16,8 13.01.07  | 16,7 04.02.04  | 16,4 17.03.04  | 18,5 28.04.12 | 24,6 22.05.22 | 27,7 26.06.19 | 28,6 18.07.23 | 28,7 24.08.23 | 23,9 04.09.23 | 21,8 07.10.09 | 19,2 10.11.15  | 15,2 02.12.15  | 28,7 2023  |
| Précipitations (mm)                   | 89,4           | 74,6           | 95,7           | 93,7          | 144,7         | 99,5          | 97,5          | 119,3         | 87,7          | 104,6         | 106,4          | 106,2          | 1 219,3    |

#### Tableau des températures minimales et maximales sur trois années
- 2013

| Mois                              | jan. | fév. | mars | avril | mai  | juin | jui. | août | sep. | oct. | nov. | déc. |
| --------------------------------- | ---- | ---- | ---- | ----- | ---- | ---- | ---- | ---- | ---- | ---- | ---- | ---- |
| Température minimale moyenne (°C) | −1,4 | −2   | 2,2  | 6,4   | 7,7  | 12,7 | 16,3 | 14,9 | 12   | 10,5 | 3    | −1,7 |
| Température maximale moyenne (°C) | 5,4  | 5,3  | 12,1 | 17,7  | 18,4 | 25   | 29,6 | 27,8 | 23,6 | 19,5 | 9,1  | 6,1  |

- 2015

| Mois                              | jan. | fév. | mars | avril | mai  | juin | jui. | août | sep. | oct. | nov. | déc. |
| --------------------------------- | ---- | ---- | ---- | ----- | ---- | ---- | ---- | ---- | ---- | ---- | ---- | ---- |
| Température minimale moyenne (°C) | −0,3 | −0,3 | 3,5  | 6,6   | 10,8 | 14,6 | 17,3 | 14,8 | 10,9 | 7,5  | 2,1  | −1,1 |
| Température maximale moyenne (°C) | 8    | 6,8  | 14,6 | 20    | 22,3 | 28   | 31,6 | 28,3 | 22,6 | 16   | 14,2 | 10,7 |

- 2017

| Mois                              | jan. | fév. | mars | avril | mai  | juin | jui. | août | sep. | oct. | nov. | déc. |
| --------------------------------- | ---- | ---- | ---- | ----- | ---- | ---- | ---- | ---- | ---- | ---- | ---- | ---- |
| Température minimale moyenne (°C) | −5,8 | 1,2  | 4,6  | 4,9   | 10,1 | 15,8 | 15,3 | 14,7 | 9,5  | 6,2  | 1,6  | −1,2 |
| Température maximale moyenne (°C) | 2,7  | 13,6 | 17,5 | 19,1  | 23,6 | 29,2 | 28,8 | 28,6 | 21,7 | 20,5 | 10,2 | 5,1  |

### Hydrographie

#### La Romanche

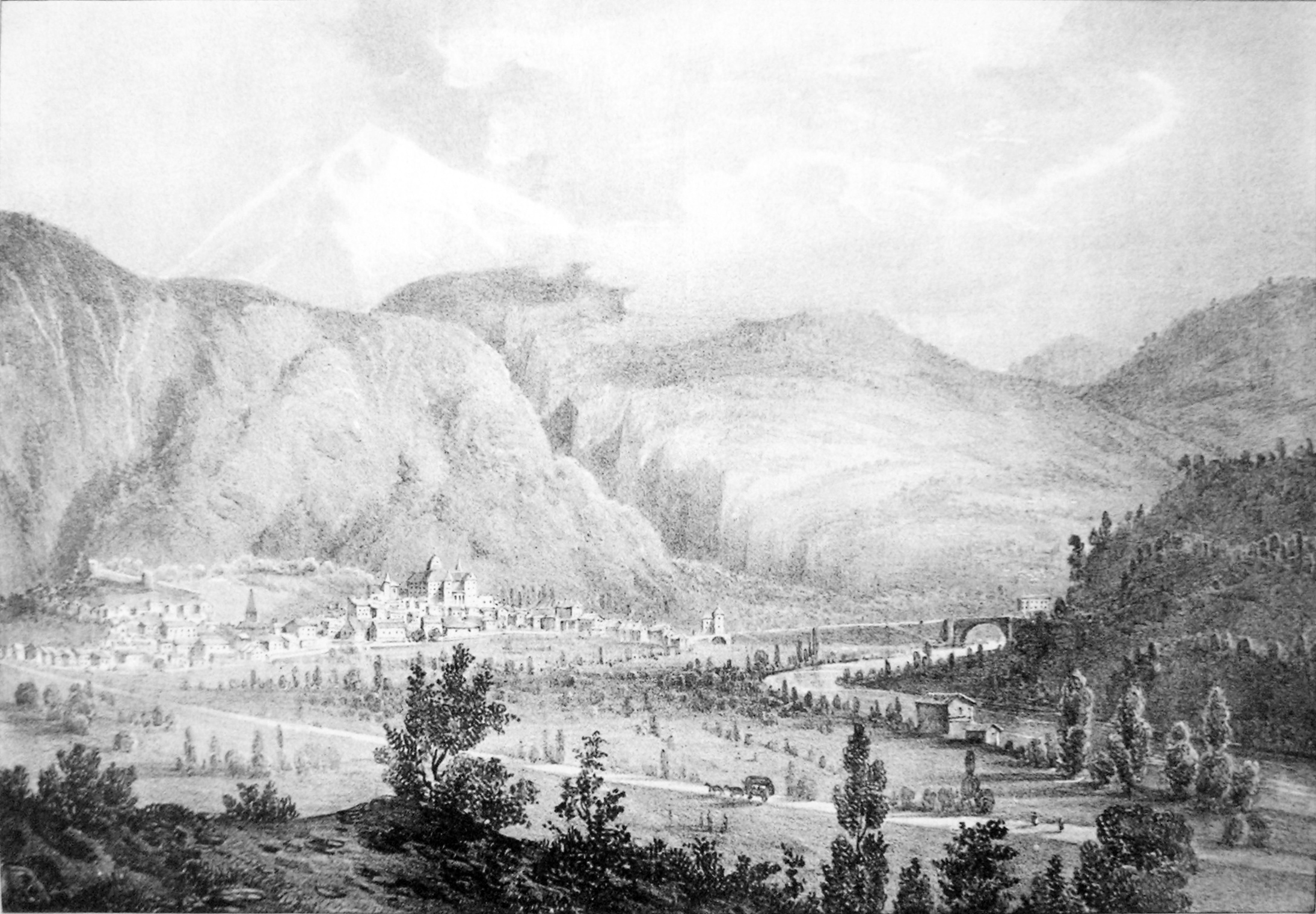
La vallée de la Romanche et Vizille, illustrées par Victor Cassien (1808 - 1893). Vue prise de Cornage.

Le territoire communal se situe sur les bords de la rive droite de la Romanche. Cette rivière, affluent du Drac et sous-affluent de l'Isère, est un torrent alpin qui présente un cours réduit (78,3 km de longueur) mais au débit rapide, sa source se situant dans le parc national des Écrins dans le département des Hautes-Alpes voisin, à environ 2 000 mètres d'altitude.
La Romanche a créé, durant les précédents millénaires, une vallée très encaissée (notamment entre sa source et la plaine du Bourg-d'Oisans, puis entre le site de Rochetaillée et Livet-et-Gavet) jusqu'à son confluent, le Drac, qu'elle rejoint quelques kilomètres après avoir traversé Vizille.
C'est le syndicat mixte des bassins hydrauliques de l'Isère (SYMBHI) qui s'occupe de fédérer les aménagements sur la Romanche.
Le risque d'éboulement au niveau des ruines de Séchilienne, en amont de Vizille est connu de longue date et suivi avec une attention particulière des services de l'État depuis 1985. Ce risque affecte surtout le versant sud du mont Sec, en rive droite de la Romanche à l'est de Vizille. Cet éboulement risquerait d'entraîner la coupure la route départementale 1091 mais également le cours de la Romanche, formant alors un barrage naturel entraînant un risque de débâcle et d'inondation en aval.
Depuis 2007, le SYMBHI a repris la maîtrise d'ouvrage des parades hydrauliques des ruines de Séchilienne. Plusieurs études complémentaires ont été lancées et indiquent que le risque semble avoir été surestimé. Ce sont, pour l'instant, un simple renforcement et une légère surélévation des digues de la plaine de Vizille qui ont été retenus par le groupe de suivi piloté par le préfet. À plus long terme, si les conclusions du Collège d’experts devaient évoluer, la construction d’une galerie de dérivation de l’éboulement serait envisagée.
Au niveau halieutique, sur le territoire de la commune, le bassin de la Romanche et de ses affluents vizillois sont gérés par l'AAPMA de Vizille

#### Autres cours d'eau
Les autres cours d'eau sont : le Vernon, le ruisseau des Peillets, le canal de Vizille et le canal de la Romanche qui comprend plusieurs bras qui drainent le parc du domaine de Vizille.

Quelques vues de la Romanche sur le territoire vizillois
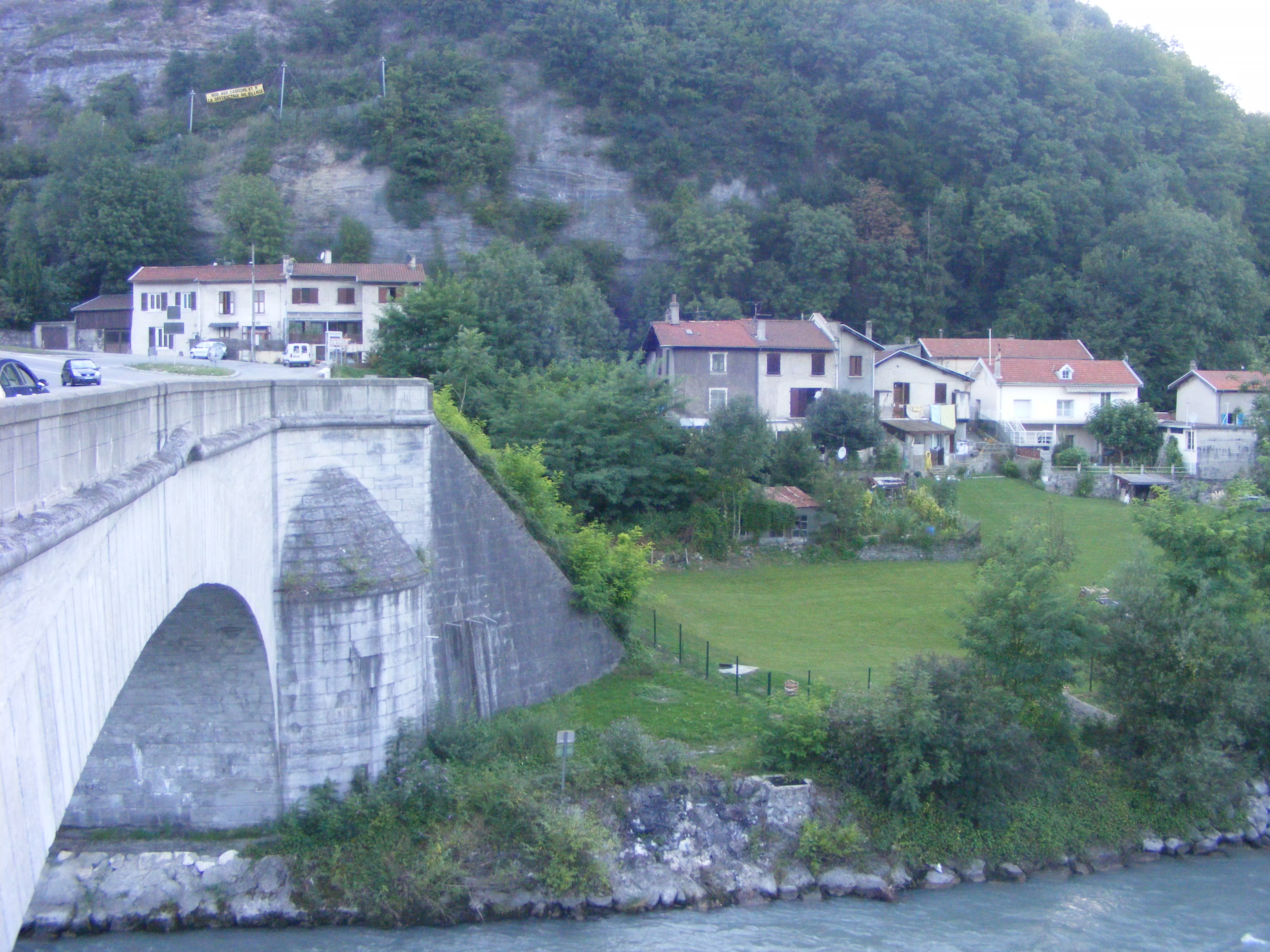
Le pont sur la Romanche avant la montée de Laffrey
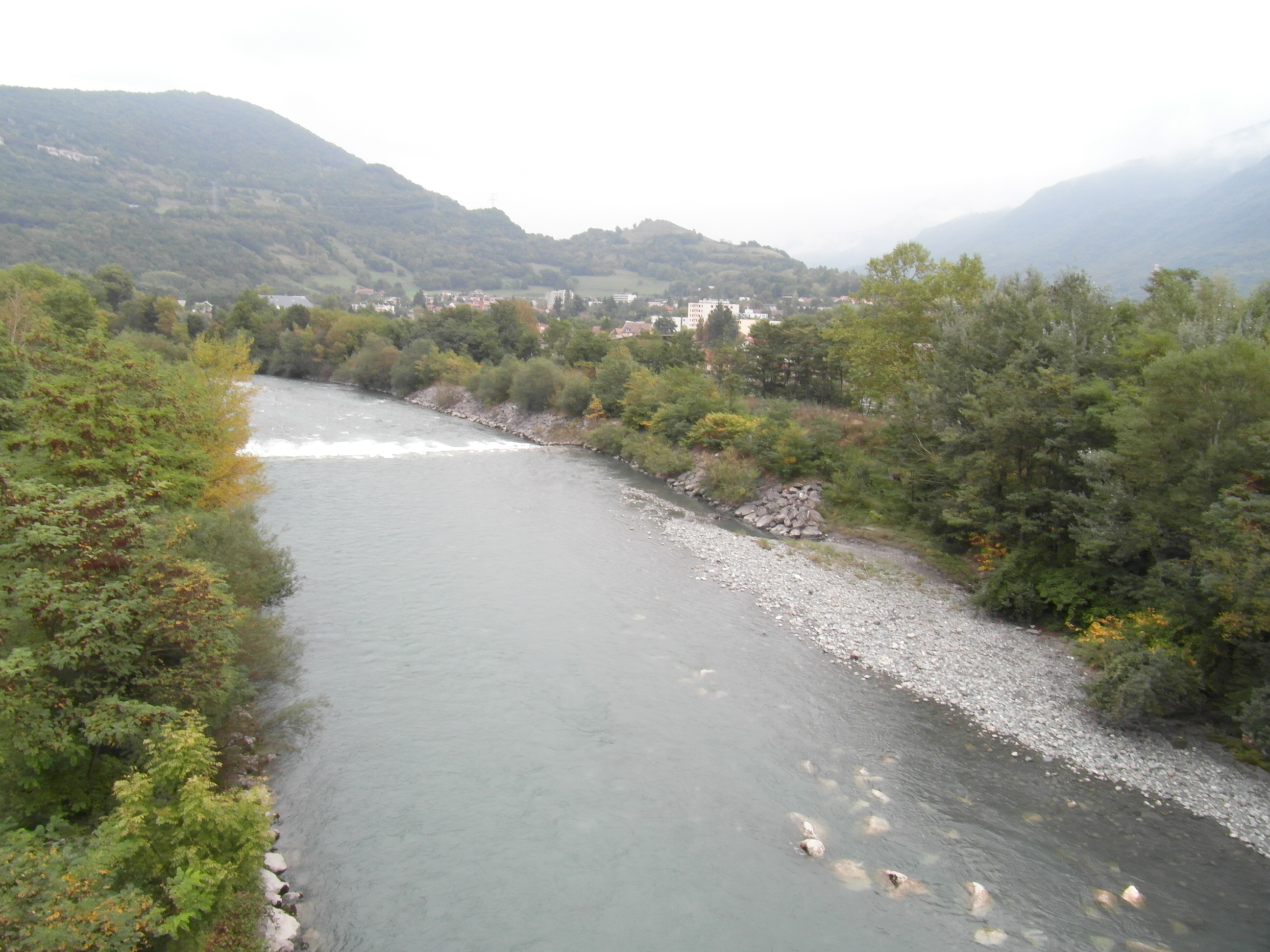
La Romanche à Vizille.
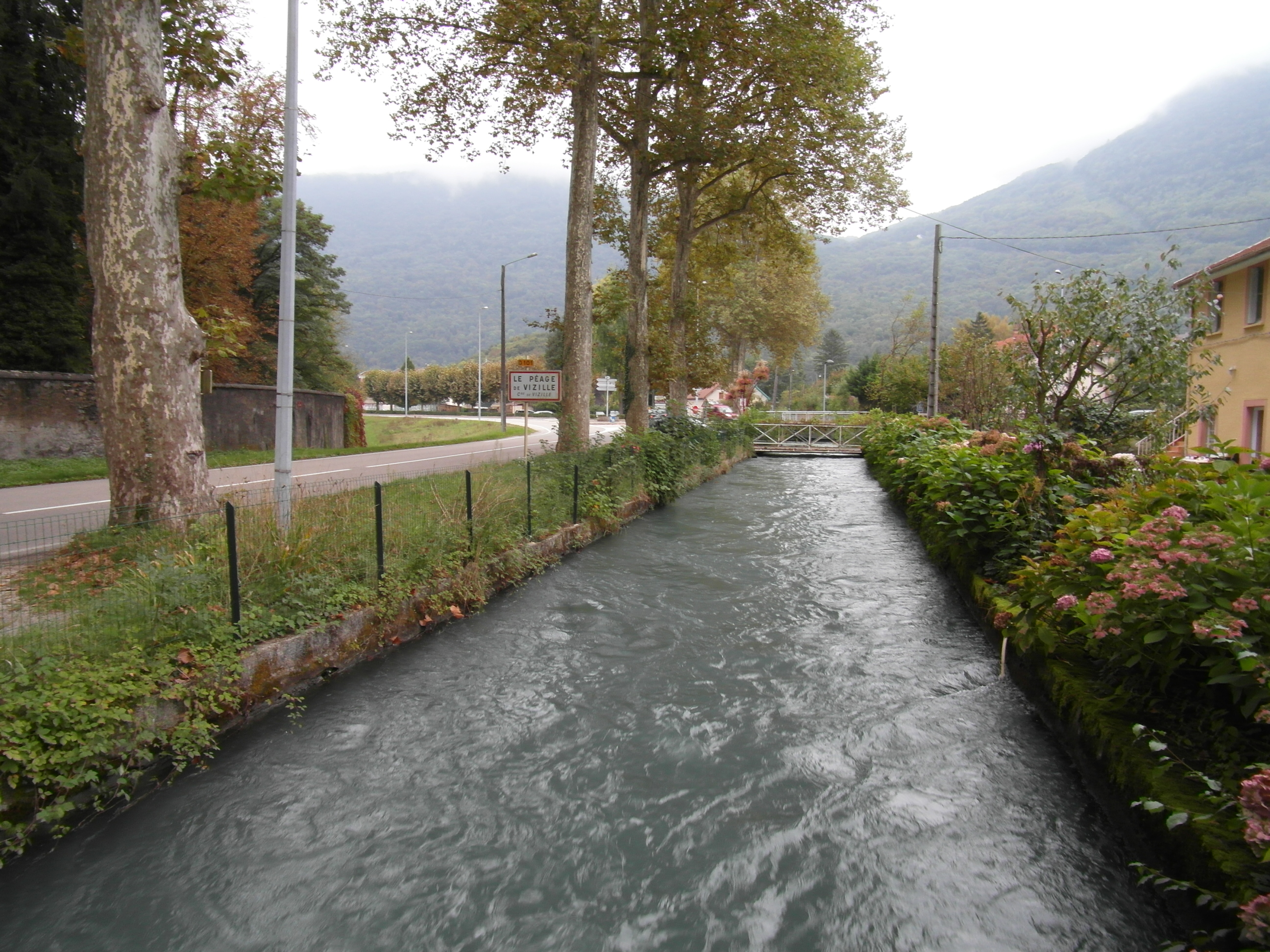
Le canal de Vizille à l'entrée du péage de Vizille.
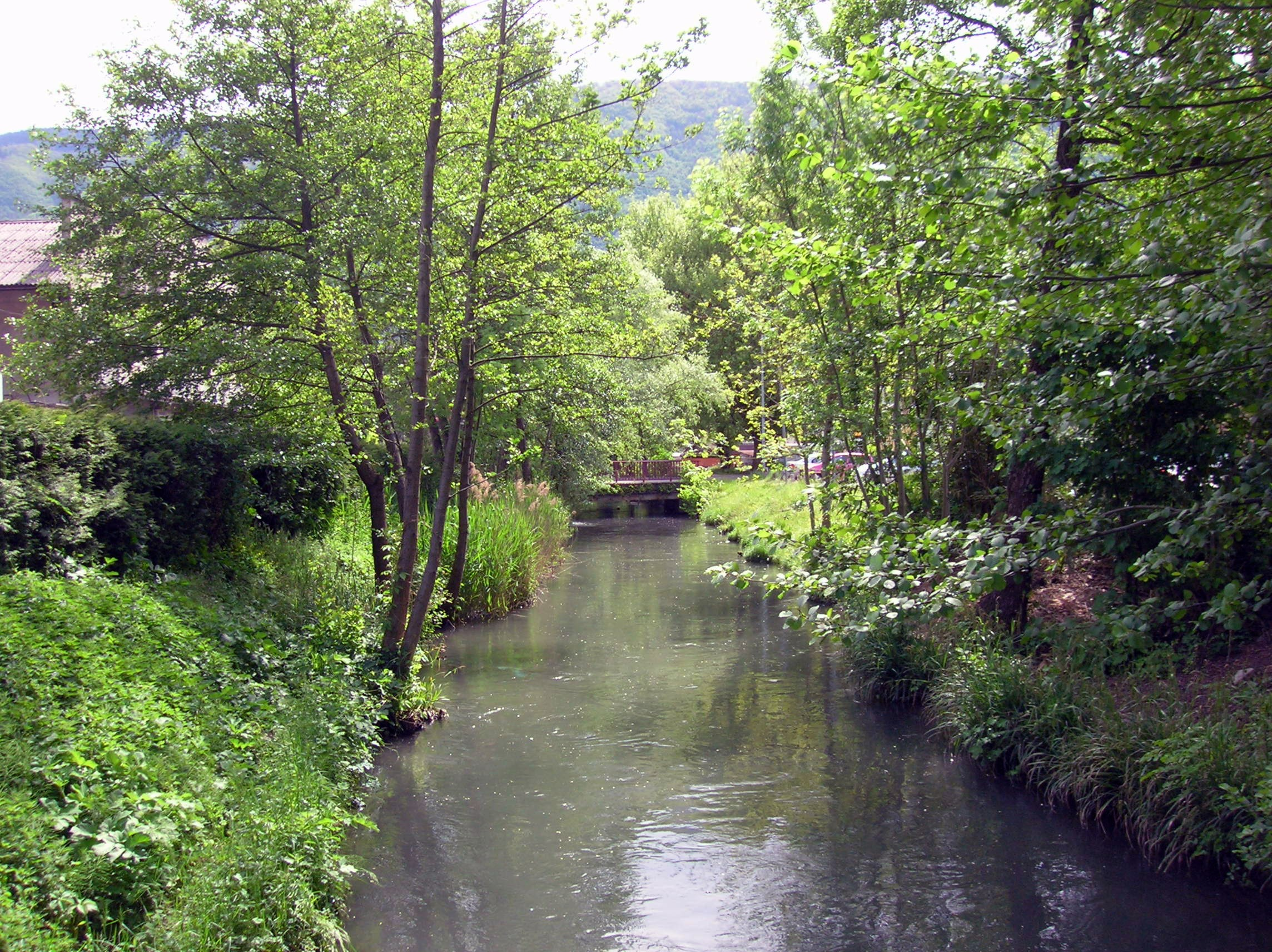
Bras canalise de la Romanche dans le domaine de Vizille

### Voies de communication

#### Voies routières

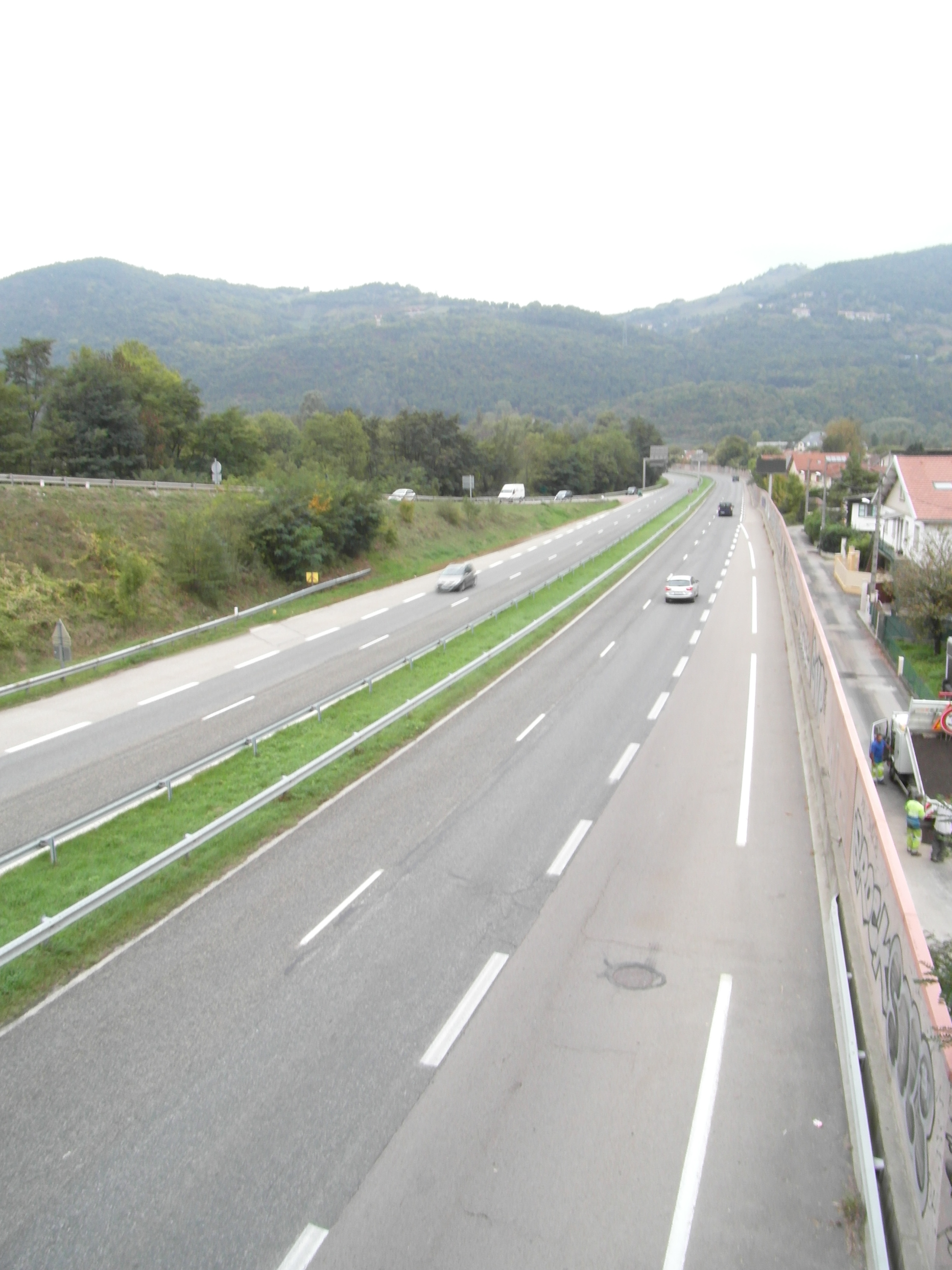
Déviation de la RD 1091.

La route nationale 85 (RN 85), ou route Napoléon est une célèbre route nationale française qui relie Bourgoin-Jallieu à Golfe-Juan sur la Côte d'Azur. Cette route qui passe à Grenoble, atteint Vizille au kilomètre 83 avant de prendre la célèbre rampe de Laffrey et prendre la direction de Gap, Sisteron, Digne-les-Bains et Cannes. Elle doit son nom à L'empereur Napoléon Ier qui après avoir débarqué au Golfe Juan en 1815, avec une petite armée de 1 200 hommes, prit la direction des Alpes par la vallée de la Durance pour regagner son trône à Paris durant la période des Cent-Jours.
La route nationale 91 (RN 91), était une route nationale française reliant Grenoble à Briançon ; elle a été déclassée en route départementale et renommée route départementale 5 (RD 5) dans sa section entre Grenoble et Vizille, puis route départementale 1091 (RD 1091). Cette route, qui passe par Eybens, atteint Vizille au kilomètre 17 avant de prendre la direction de Livet-et-Gavet puis du Bourg-d'Oisans, situé sous la station de sports d'hiver de l'Alpe d'Huez, d'une part, et celle des Deux Alpes, d'autre part, avant de se prolonger jusqu'à Briançon, en passant par le barrage du Chambon, La Grave, le col du Lautaret et Serre-Chevalier, ce qui en fait l'un des passages régulièrement emprunté par les coureurs du Tour de France, selon divers parcours. Cette voie est également un moyen de joindre la région grenobloise au nord des Hautes-Alpes et à l'Italie par le biais du col du Montgenèvre (après Briançon).
La Voûte de Vizille
Le territoire communal est nettement coupé en deux par l'éperon rocheux sur lequel repose une partie du château. Augustin Perier, fils de Claude Perier, négociant et banquier, élu député de l'Isère en 1827 décida, cette même année, du creusement du tunnel sous le rocher de Vizille, permettant ainsi de relier le bourg à la route de Vaulnaveys-le-Haut, passage qui s'effectuait auparavant par la rampe du château et devenu dès lors sans-issue. Cette voûte ne sera mise en service qu'à partir de 1836. Empruntée encore actuellement par la plupart des usagers, cette voûte permet de relier directement le centre principal avec les hameaux des Corniers et des Allas.

### Transports publics

#### Transport en commun routier
Depuis Grenoble, la commune est desservie par le réseau M TAG et les cars du réseau « Cars Région Isère ». La ville étant dans le périmètre des transports urbains du SMTC, les lignes Cars Région sont accessibles avec la tarification M TAG.

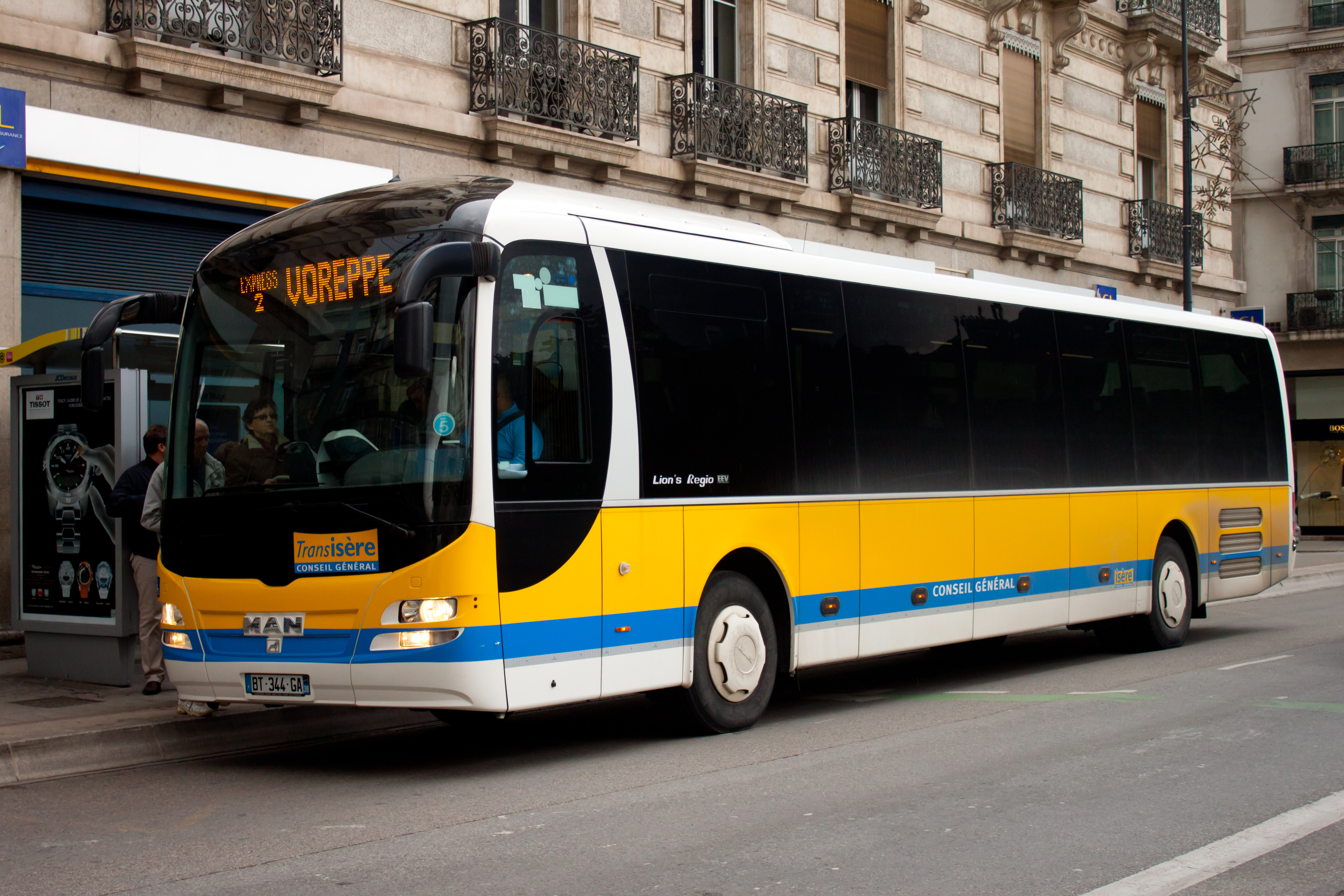
Autocar du réseau Transisère.

La commune est desservie par plusieurs lignes de bus :
- la ligne Proximo 23 du réseau TAG : Vizille Le Péage ↔ Vaulnaveys-le-Haut ↔ Gières Gare-Universités ↔ Saint-Martin-d'Hères Bibliothèques Universitaire
- la ligne Flexo 65 du réseau M TAG : Vizille ↔ Brié-et-Angonnes ↔ Eybens ↔ Grenoble ;
- la ligne Flexo 70 du réseau M TAG : Montchaboud ↔ Champ-sur-Drac ;
- la ligne Flexo 72 du réseau M TAG : Vizille ↔ Saint-Pierre-de-Mésage ↔ Notre Dame-de-Mésage
- la ligne X03 du réseau Cars Région : Vizille ↔ Grenoble ;
- la ligne T75 du réseau Cars Région : Le Bourg-d'Oisans ↔ Vizille ↔ Grenoble ;
- la ligne T90 du réseau Cars Région : Corps ↔ La Mure ↔ Grenoble ;
- la ligne T91 du réseau Cars Région : Gap ↔ La Mure ↔ Laffrey ↔ Grenoble.

#### Transport ferroviaire

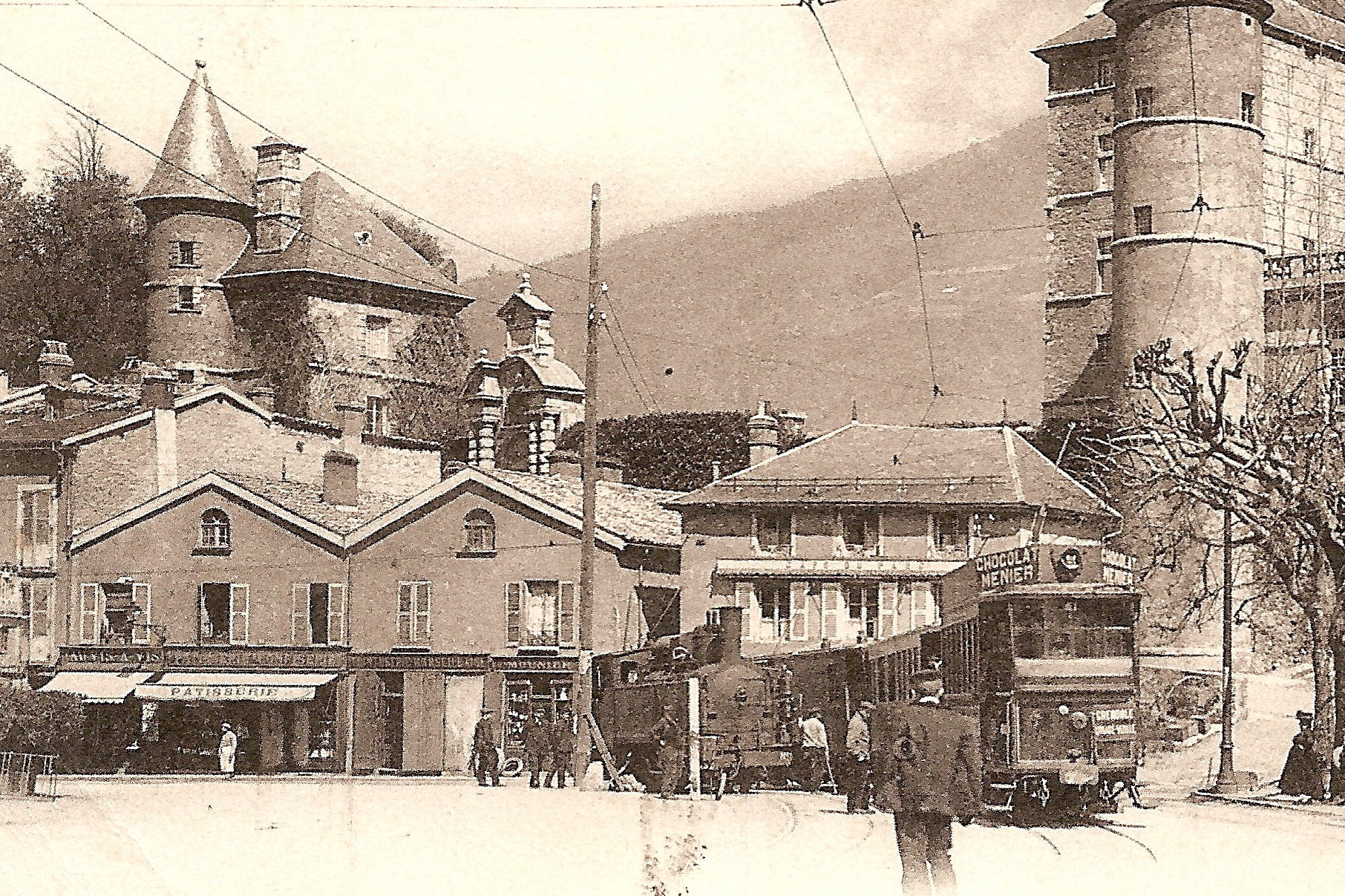
Station de Vizille-ville au début du XXe siècle. Locomotive 040T Pinguely et motrice à châssis Brill.

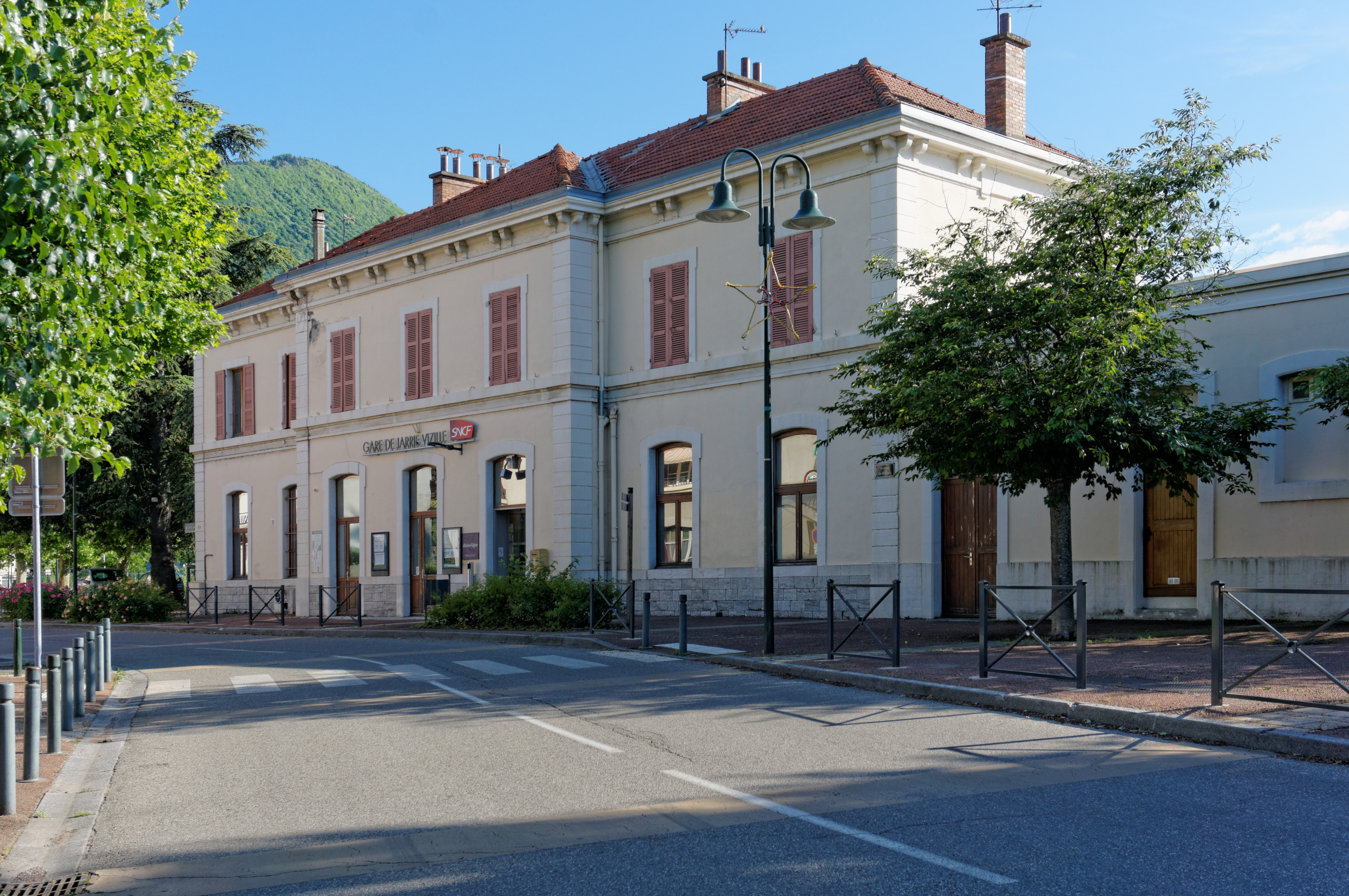
Gare de Jarrie - Vizille.

La commune dispose d'une gare à son nom, situé sur le territoire de Jarrie. Elle est desservie par les trains TER Rhône-Alpes et TER PACA de Grenoble à Gap et Briançon, avec correspondances à Veynes pour Sisteron, Aix-en-Provence et Marseille.
Avant la fermeture aux voyageurs de la ligne de Jarrie au Bourg-d'Oisans en 1951, elle était une gare de correspondance entre le réseau du PLM et celui à voie métrique des VFD en direction de Bourg-d'Oisans.
L'ancienne ligne qui traversait Vizille fut fermée à partir de 1946, et des autocars Chausson remplacèrent les rames voyageurs le 1er août 1946 entre Vizille et Bourg-d'Oisans et le 1er décembre 1946 entre Jarrie et Vizille.
En 1951, la ligne Grenoble-Vizille par Uriage-les-Bains est fermée à tout trafic.

## Urbanisme

### Typologie
Au 1er janvier 2024, Vizille est catégorisée centre urbain intermédiaire, selon la nouvelle grille communale de densité à sept niveaux définie par l'Insee en 2022.
Elle appartient à l'unité urbaine de Vizille, une agglomération intra-départementale regroupant sept  communes, dont elle est ville-centre,,. Par ailleurs la commune fait partie de l'aire d'attraction de Grenoble, dont elle est une commune de la couronne,. Cette aire, qui regroupe 204 communes, est catégorisée dans les aires de 700 000 habitants ou plus (hors Paris),.

### Occupation des sols
L'occupation des sols de la commune, telle qu'elle ressort de la base de données européenne d’occupation biophysique des sols Corine Land Cover (CLC), est marquée par l'importance des forêts et milieux semi-naturels (43,3 % en 2018), une proportion sensiblement équivalente à celle de 1990 (43 %). La répartition détaillée en 2018 est la suivante : forêts (43,3 %), zones urbanisées (16,1 %), espaces verts artificialisés, non agricoles (10,6 %), zones agricoles hétérogènes (10,3 %), zones industrielles ou commerciales et réseaux de communication (7,2 %), terres arables (6,7 %), prairies (5,9 %). L'évolution de l’occupation des sols de la commune et de ses infrastructures peut être observée sur les différentes représentations cartographiques du territoire : la carte de Cassini (XVIIIe siècle), la carte d'état-major (1820-1866) et les cartes ou photos aériennes de l'IGN pour la période actuelle (1950 à aujourd'hui).

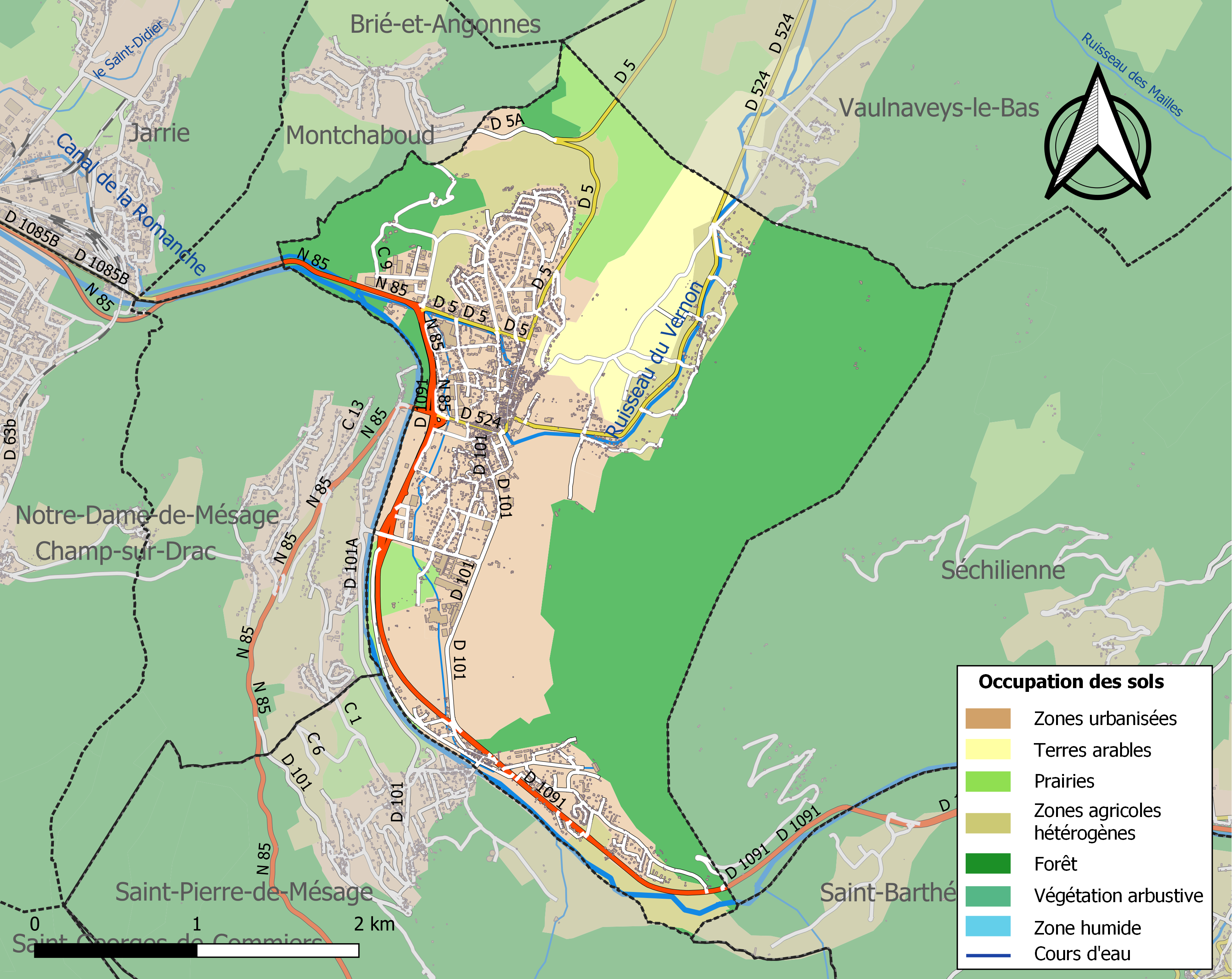
Carte des infrastructures et de l'occupation des sols de la commune en 2018 (CLC).

### Morphologie urbaine
Regroupant près d'un quart de la population de son canton composé de seize communes, Vizille, bien qu'implantée en secteur rural, présente, de par son nombre de constructions et de logements, un réel aspect urbain. La commune était membre de la Communauté de communes du Sud Grenoblois, qui avait son siège à Jarrie. Mais, depuis le 1er janvier 2014, elle a fusionné avec la Métro et le Balcon Sud Chartreuse pour former la « nouvelle » communauté d'agglomération Grenoble Alpes Métropole.
Dans son cadre de moyenne montagne, de parcs et de jardins dont celui du château, on peut considérer Vizille comme une ville à la campagne et très proche des grands massifs alpins.
Avec cet environnement de qualité et de nombreux équipements commerciaux, sportifs et culturels, Vizille joue un rôle de ville centre avec des pôles de services et d'animations au débouché de la vallée de la Romanche.

Quelques vues du territoire urbain de Vizile
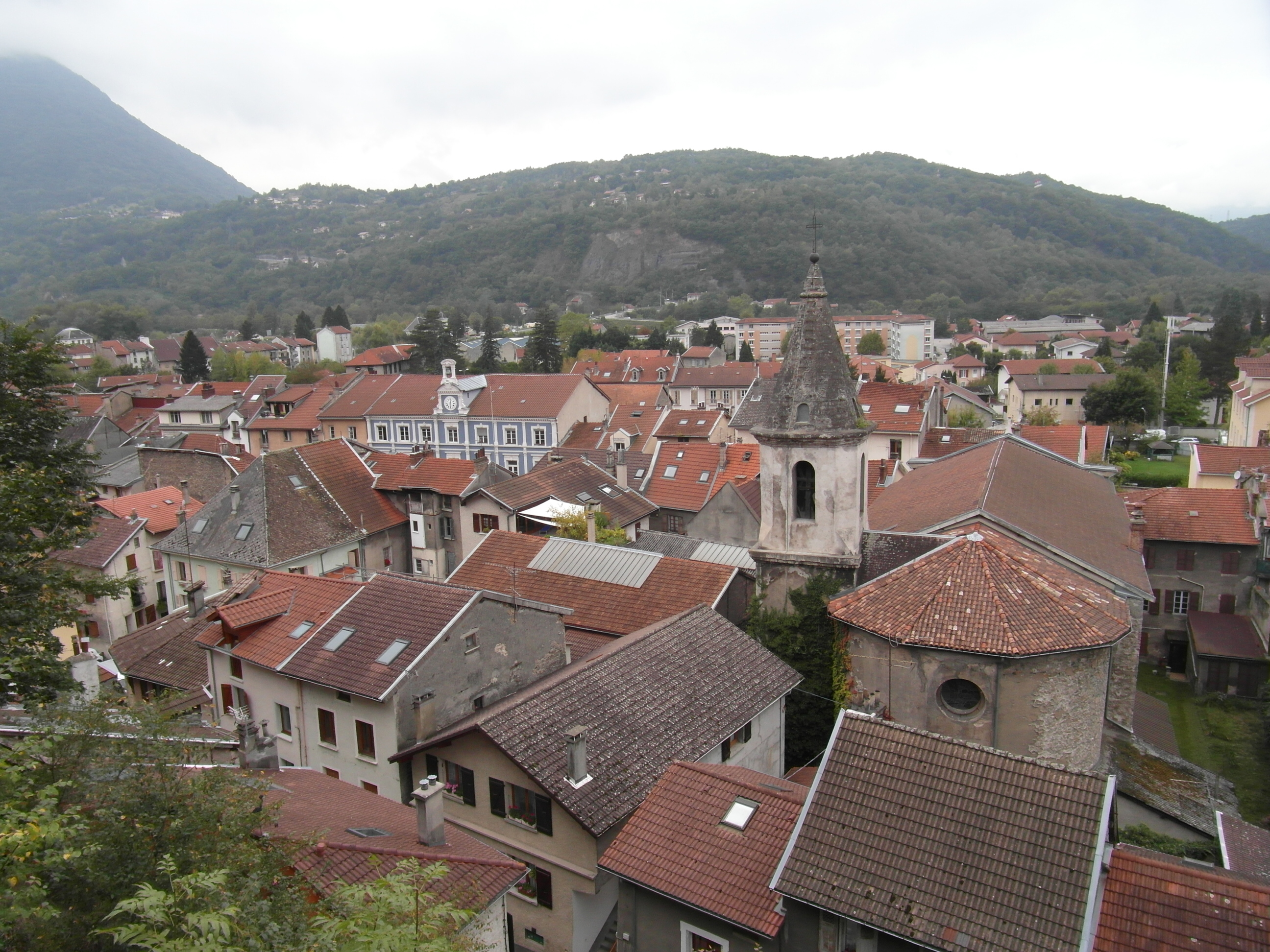
Vizille vue de la Rampe du Château.
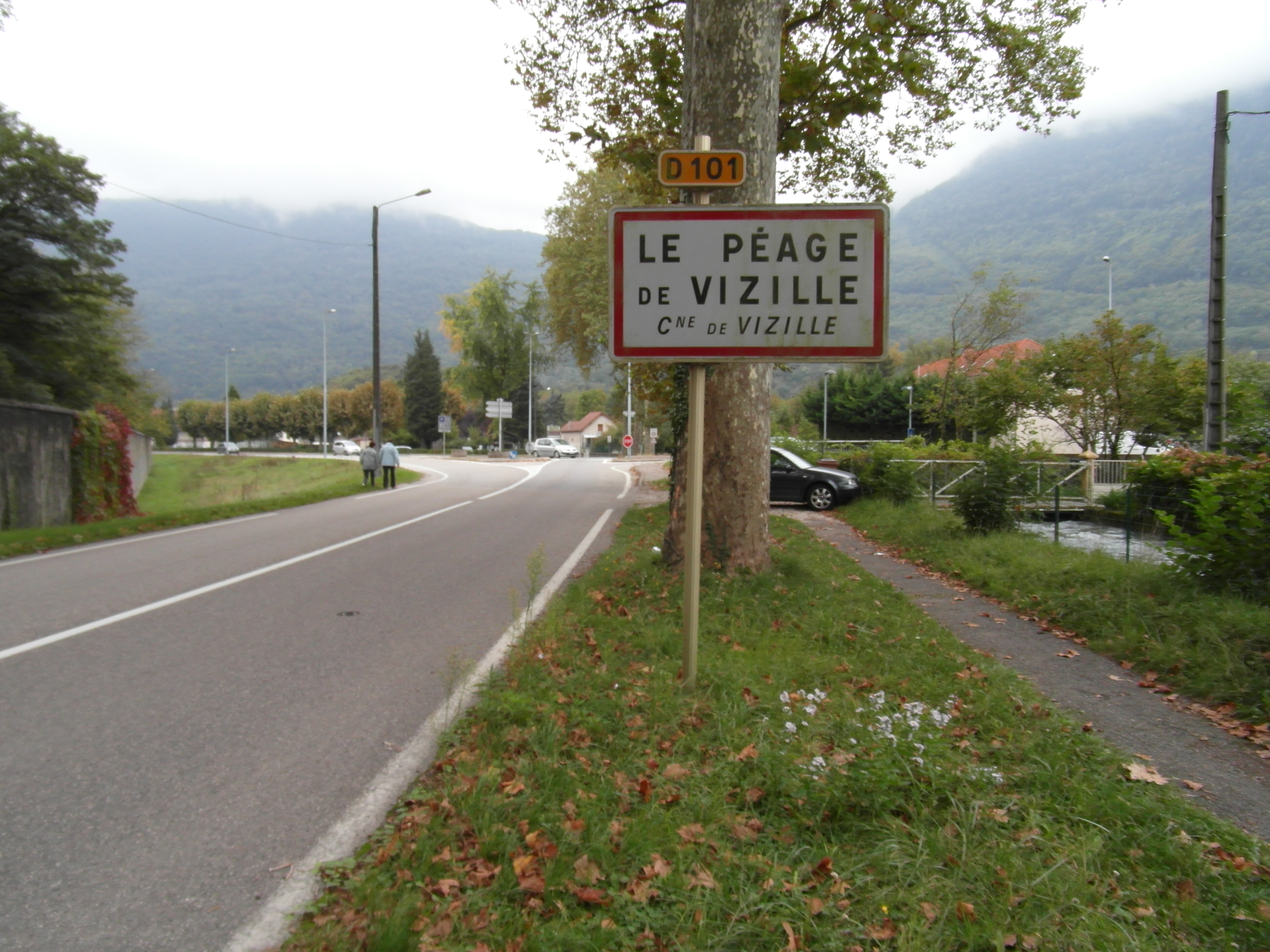
Le Péage-de-Vizille.
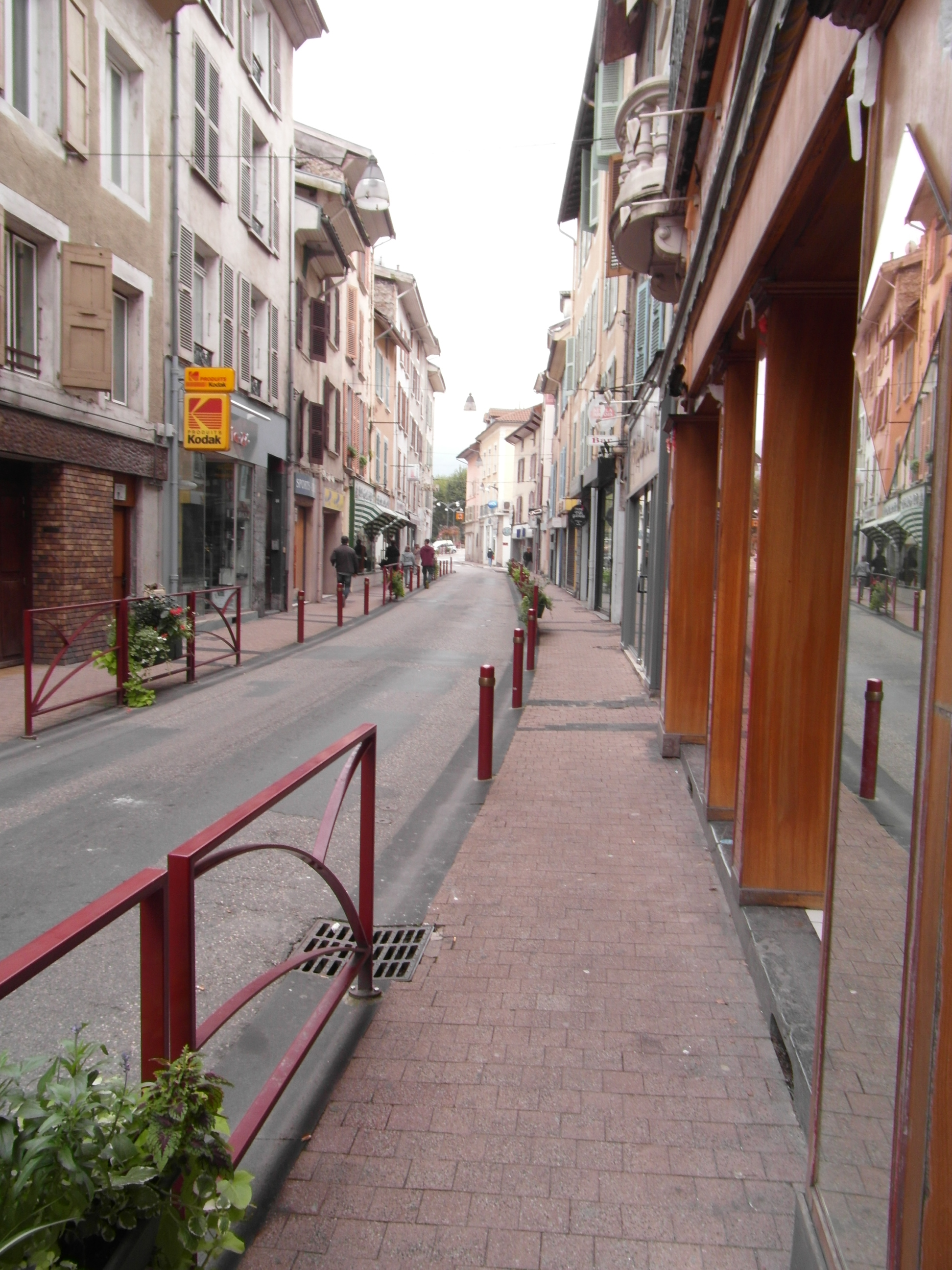
grand Rue (Rue général De Gaulle)
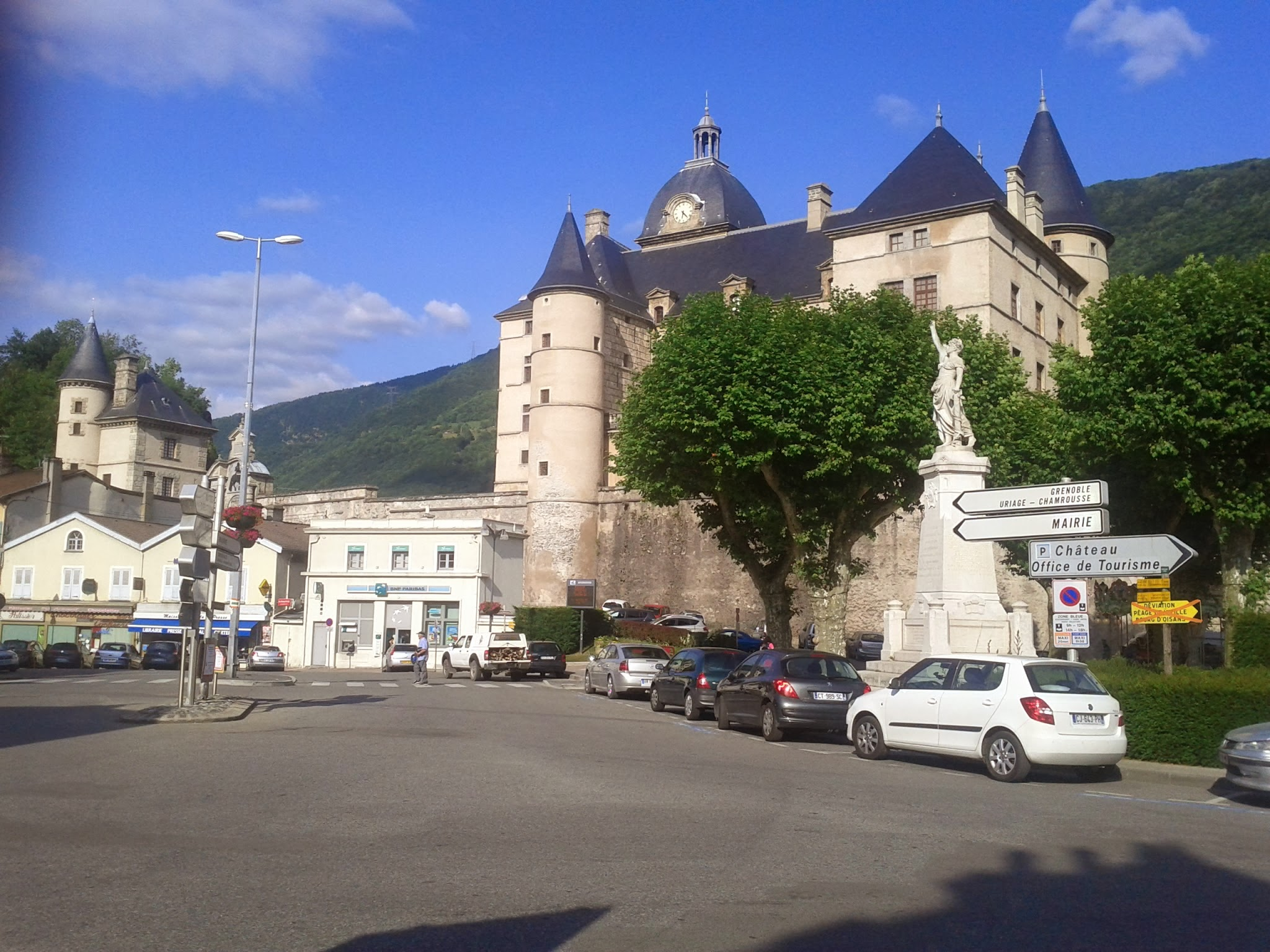
Place du Château.
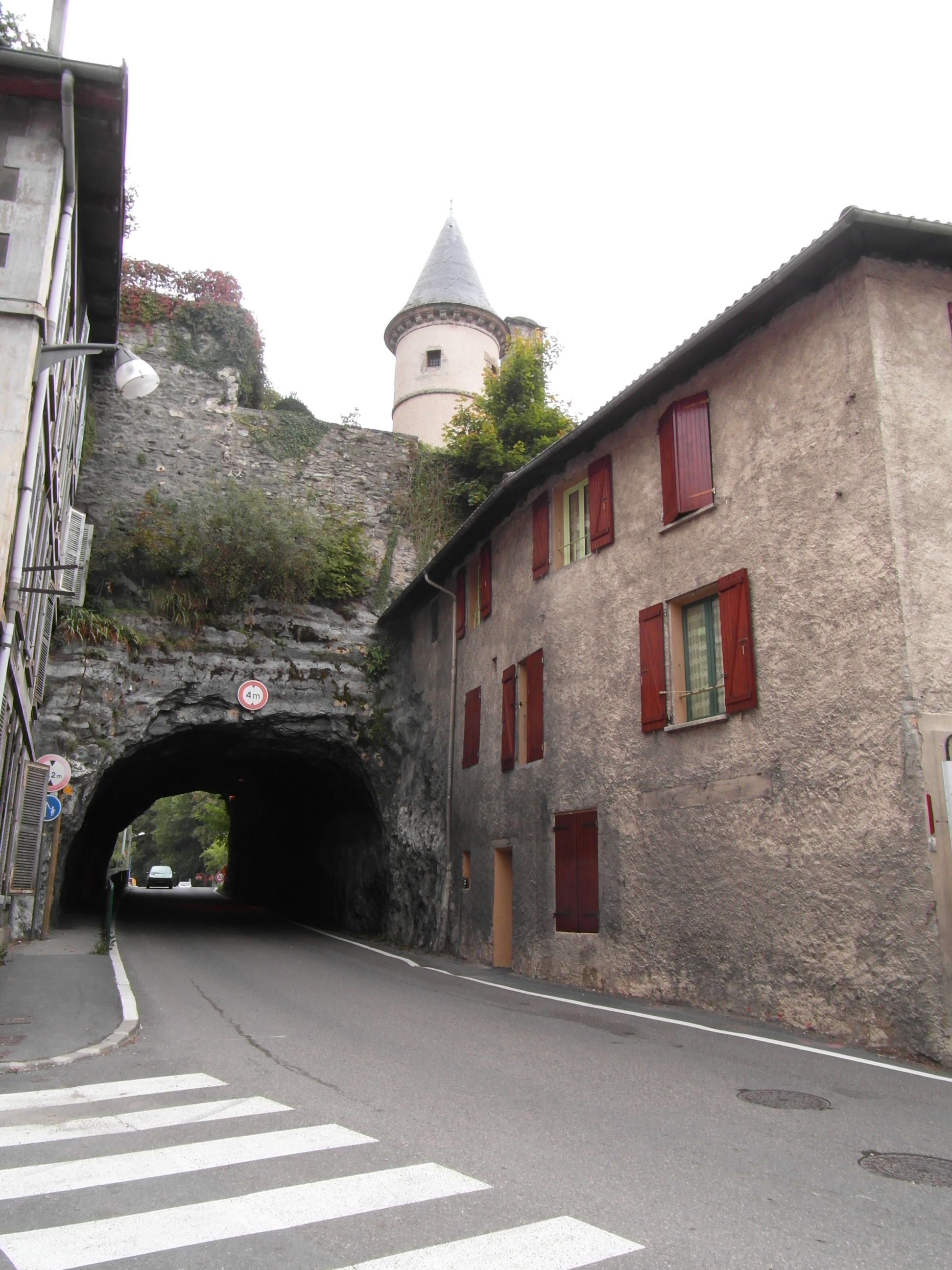
La voûte de Vizille.

À ce jour[Quand ?], le Plan d'occupation des sols (POS) de la commune de Vizille modifié en 1993 subsiste en tant que tel. Une révision a été relancée à l’automne 2001.

### Logements
Le nombre de logements comptabilisé sur le territoire de Vizille a été estimé à 3 765 en 2007. Ces logements se composent de 3 456 habitations en résidence principale, 25 habitations en résidences secondaires ainsi que 284 logements vacants.
Selon les chiffres fournis par le site de la mairie, il y avait 693 logements sociaux au 1er janvier 2002, soit 22,5 % de l'ensemble des résidences principales.

### Hameaux, quartiers et lieux-dits
Voici, ci-dessous, la liste la plus complète possible des divers hameaux, quartiers et lieux-dits résidentiels urbains comme ruraux qui composent le territoire de la commune de Vizille, présentés selon les références toponymiques fournies par le site géoportail de l'Institut géographique national. Les principaux hameaux et lieux-dits sont indiqués en caractères gras.
| - les Rippes (lieu-dit) - le Marais (quartier) - les Mattons (quartier) - le Plan (quartier) - les Allas (lieu-dit) | - les Corniers (lieu-dit) - la Gaffe (quartier) - le Péage-de-Vizille - le Mûrier (lieu-dit) - Langevin (quartier) |

### Le Domaine de Vizille

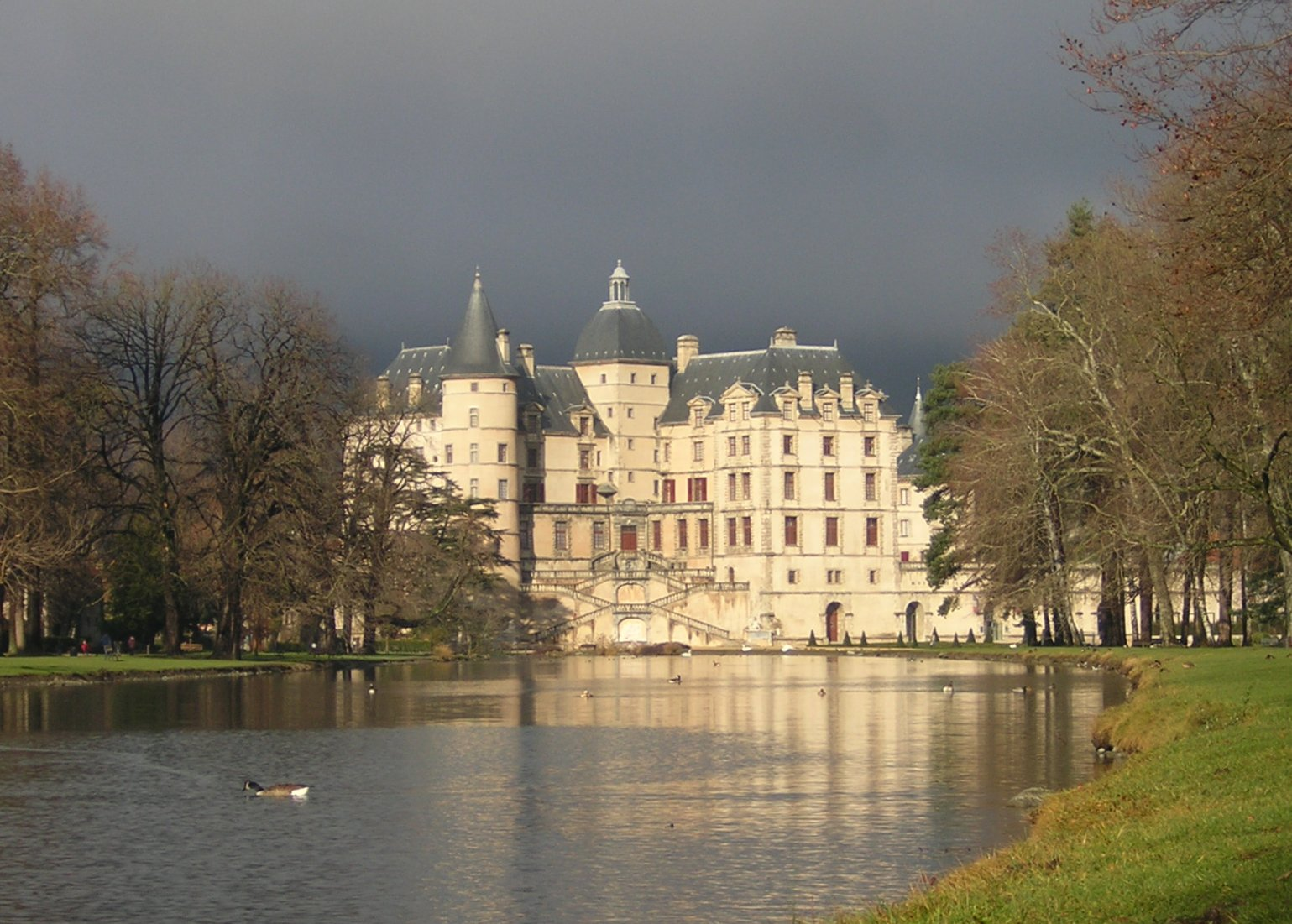
Le château du domaine de Vizille, vu du parc.

Propriété du département de l'Isère depuis 1973, le Domaine de Vizille, qui comprend le parc de cent hectares, le château Lesdiguières qui abrite depuis 1983 le musée de la Révolution française, occupe une grande partie de la surface du territoire communal (plus de 100 hectares). Son mur d'enceinte s'étend jusqu'au Péage de Vizille, situé au sud du domaine.

### Risques naturels et technologiques

#### Risques sismiques
L'ensemble du territoire de la commune de Vizille est situé en zone de sismicité n°4, en limite de la zone n°3 qui se situe vers le sud du département de l'Isère.
| Type de zone | Niveau            | Définitions (bâtiment à risque normal) |
| ------------ | ----------------- | -------------------------------------- |
| Zone 4       | Sismicité moyenne | accélération = 1,6 m/s2                |

## Toponymie
Selon le site de la ville, Vizille fut d'abord une ville forte connue sous le nom d’Oppidum Antiquum.
Le nom de la localité est attesté sous la forme Visilia au Xe siècle,. Il s'agit de la fixation d'un anthroponyme pris absolument,. Albert Dauzat suggère le nom de personne latin *Visilius (non attesté), dérivé de Visius, tandis qu'Ernest Nègre propose le nom de personne roman Visellius, suivi de la désinence féminine -a (sous entendu villa ou fundum), d'où le sens de « propriété, domaine rural de Visilius / Visellius ».
En arpitan dauphinois, le nom de la ville est Vèsèle [ve.ˈze.li].

## Histoire
Pour un article plus général, voir Histoire de l'Isère.

### Préhistoire et Antiquité

#### Antiquité

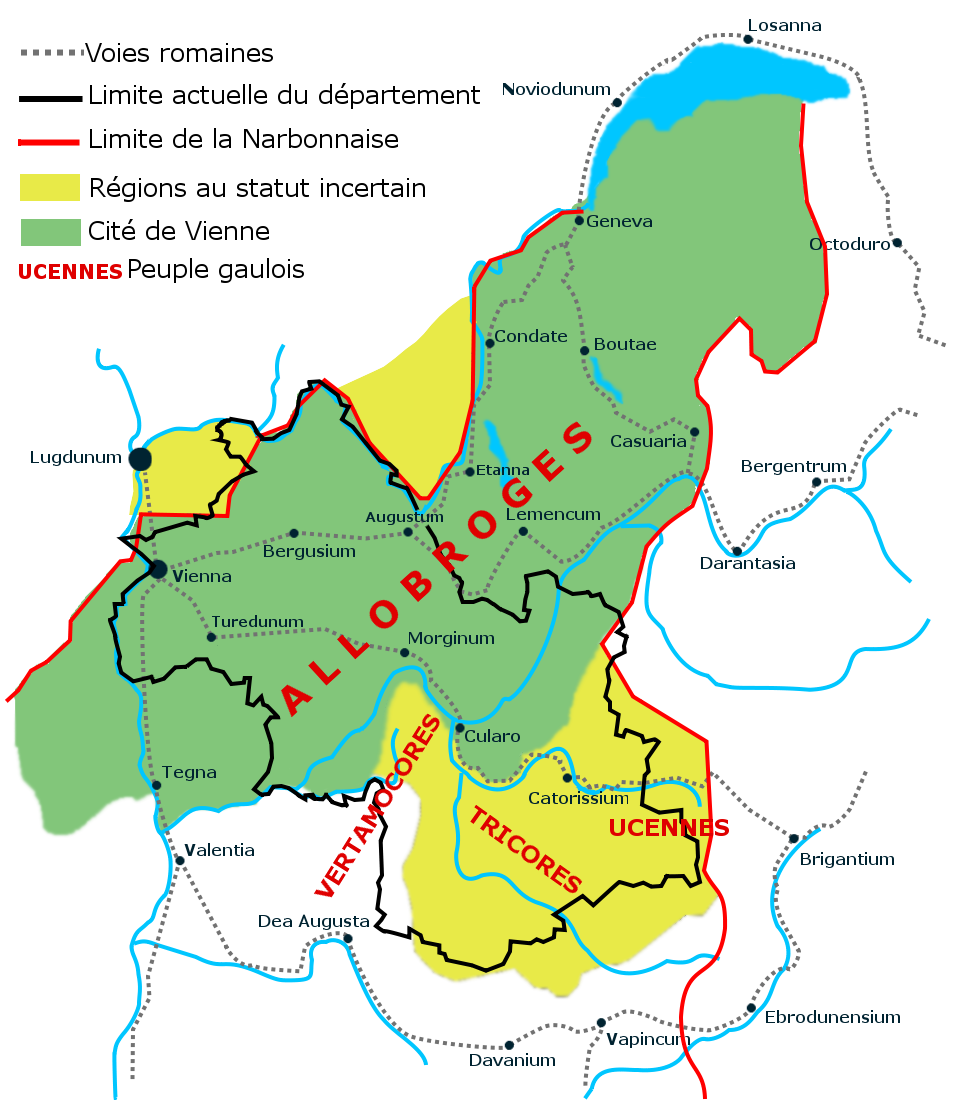
Carte de l'Allobrogie.

À l'époque de la soumission des Allobroges aux romains, Vizille fut une ville forte qui se dénommait Oppidum Antiquum[réf. nécessaire]. Après la conquête romaine, une voie y passait, venant de Suze par le col du Lautaret et la vallée de la Romanche et se dirigeait vers Cularo actuelle Grenoble. Plusieurs fois les Romains durent renoncer à ce passage, repoussés par les guerriers Allobroges[source insuffisante]. Elle deviendra par la suite Castra Vigiliae, une station militaire romaine[réf. nécessaire].

### Moyen Âge

#### La période dauphinoise

Armoiries des Dauphins de Viennois.

Vers le XIe siècle, Vizille appartient aux comtes d'Albon, qui deviendront les dauphins de Viennois, possédant l'état du Dauphiné de Viennois. Au Moyen Âge, Vizille est chef-lieu de mandement et doit faire face en 1219 à la terrible inondation de Grenoble. L'enquête de 1339, signale 17 « fortalicia », deux maisons fortes sont situées dans l'enclos fortifié (receptum castri). L'une est crénelée (merlatata), et est la possession de Guigues Pelissier est décrite comme : « Item est in eodem recepto ab uno latere quedam domus fortis merlatata guigonis pellicerii Et immédiate adheret predictis doniono castro et receptis burgum et villa dicti loci visilie ». L'autre est pourvue de trois tours. Cette dernière est citée comme « domus » en 1290 et est la possession d'Arthaude Bertrand.
Elle est en 1339 composée de « trois grandes et hautes tours », appartenant à Jacelme Bertrand et décrite comme : « Item ab uno latere dicti recepti est domus fortis de jacelmeti bertrandi domicelli in qua sunt tres magne et alte turres ». En 1417, lors de la visite du rempart, le maître des œuvres demande au propriétaire d'y effectuer des travaux.

#### Le «Transport» du Dauphiné à la France
Le 30 mars 1349, par le traité de Romans, le dauphin Humbert II de Viennois cède le Dauphiné au royaume de France. En contrepartie, le fils du roi de France doit dorénavant prendre le titre de dauphin et la France reconnaître une certaine autonomie de sa nouvelle province.
En 1427, un nouveau propriétaire est investi de Vizille et le pouvoir royal ordonne la non-séparation des bâtiments avec les revenus qui en dépendent.

### La Renaissance et le Grand Siècle

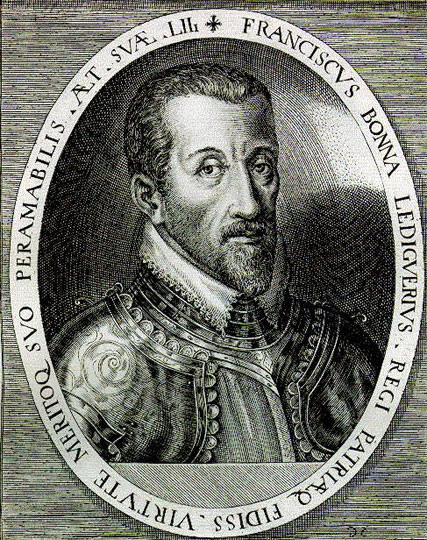
François de Bonne, duc de Lesdiguières.

#### Les guerres de Religion
La cité de Vizille fut prise par les protestants au XVIe siècle, puis reprise par les catholiques. Lesdiguières, devenu lieutenant-général du Dauphiné, acquit le vieux château et le fit reconstruire.

#### Le duc de Lesdiguières et son château

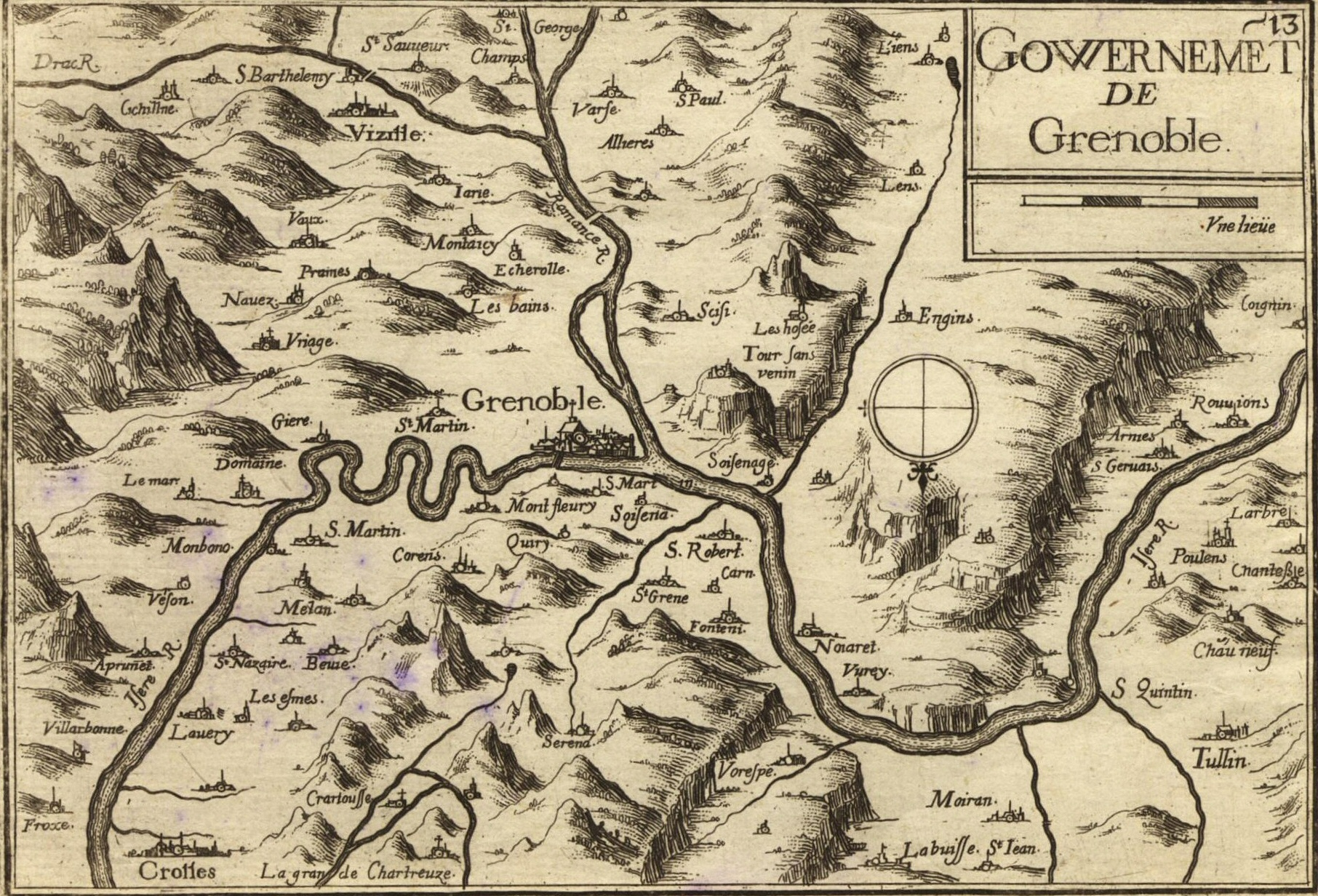
Gowernemet de Grenoble, par Tassin, vers 1638. La carte est orientée nord vers le lecteur.

François de Bonne, duc de Lesdiguières, dernier connétable de France est né le 1er avril 1543 à Saint-Bonnet (Hautes-Alpes) et mort le 28 septembre 1626 à Valence (Drôme), fut un militaire français du XVIe siècle et du début du XVIIe siècle.
Entre 1600 et 1619, il fait construire le château de Vizille tel qu'on peut le voir actuellement.
Il a réorganisé la région après les guerres de Religion, il a construit des ponts, des digues contre les inondations, des routes, des fortifications et a achevé le palais de justice de Grenoble.
En 1620, lors des rébellions huguenotes, Lesdiguières, nouvellement converti au catholicisme, répondit de la soumission du Dauphiné, dont il était gouverneur, et reçut en remerciement le collier du Saint-Esprit et l'épée de connétable de France. Il est aux sièges de Montauban.
Une partie des archives de la famille Lesdiguières est conservée aux Archives départementales de l'Isère dans le fonds du château de Vizille.

### Les Temps Révolutionnaires

#### Vizille, ville de la famille Perier et lieu où débutèrent les revendications de la Révolution française

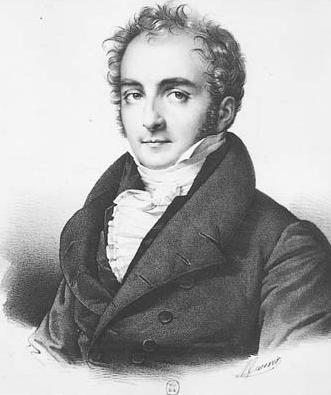
Casimir Perier (1777-1832), président du Conseil (France) entre 1831 et 1832, fils de Claude Perier.

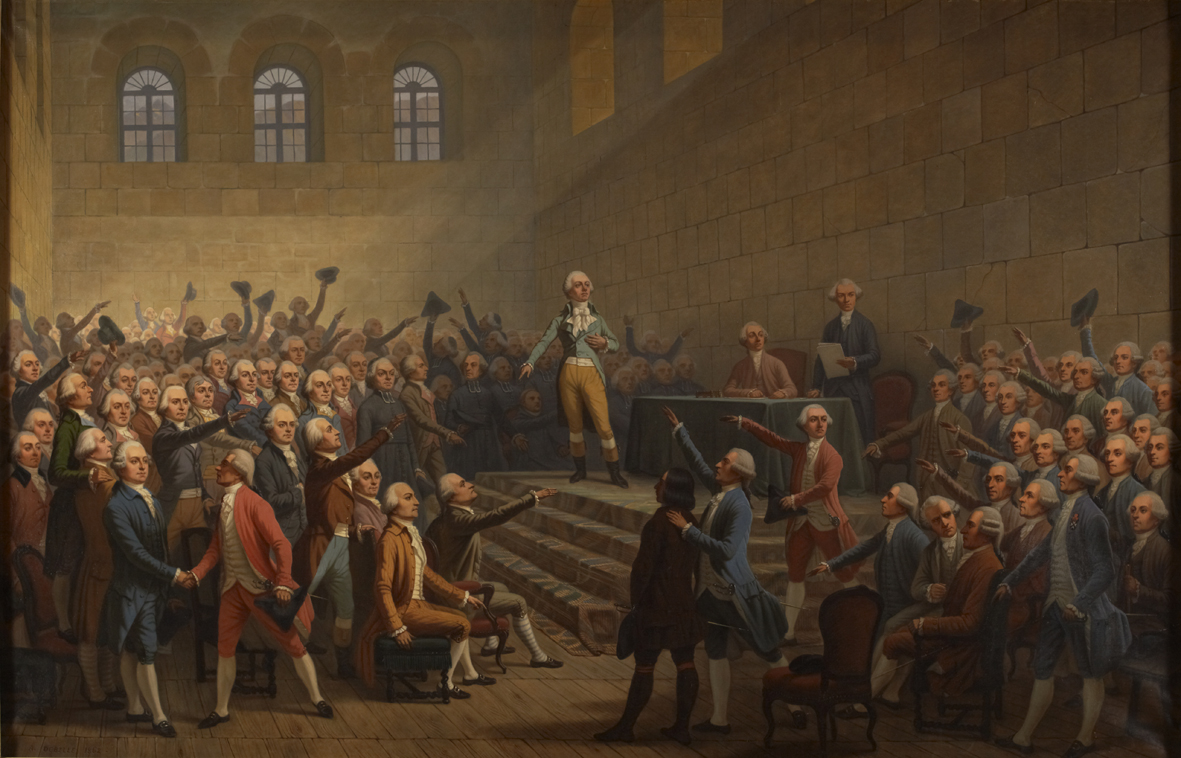
Assemblée des trois ordres du dauphine Vizille, 1788, par Alexandre Debelle. Cette assemblée est l'amorce de la Révolution française de 1789.

À la fin du XVIIIe siècle, un riche industriel de la région, Claude Perier, achète le château délaissé aux descendants des Lesdiguières et y installe une manufacture d’impression sur tissu.
Le 21 juillet 1788, il accepte de recevoir, dans la « salle du jeu de paume » du vieux château aristocratique de Vizille, l’assemblée des trois ordres de la province (Réunion des États généraux du Dauphiné), interdite de réunion à Grenoble.
Donc ce jour, faisant suite à la Journée des Tuiles du 7 juin 1788, des notables de la région de Grenoble (bourgeois et notamment juristes) organisent l'Assemblée de Vizille réunissant 50 prêtres, 165 nobles et 276 représentants du tiers état (et parmi eux Jean-Joseph Mounier et Antoine Barnave). L'assemblée réclame la réunion des États généraux et leur vote par tête (et non par ordre). Annonciatrice des revendications démocratiques de la Révolution française de 1789, l'Assemblée de Vizille est d'abord l'expression de l'opposition aux réformes, notamment fiscales, de Brienne.
Une partie des archives de la famille Perier est conservée aux Archives départementales de l'Isère au sein du fonds du château de Vizille. Le fils de Claude Perier, Casimir Perier (1777-1832), devient régent de la banque de France, puis président du Conseil (France) entre 1831 et 1832 ; en hommage, ses descendants adoptent le patronyme Casimir-Perier et plusieurs d'entre eux sont célèbres, dont Jean Casimir-Perier (1847-1907), 6e président de la République française.

### Époque contemporaine

#### LeXIXesiècle

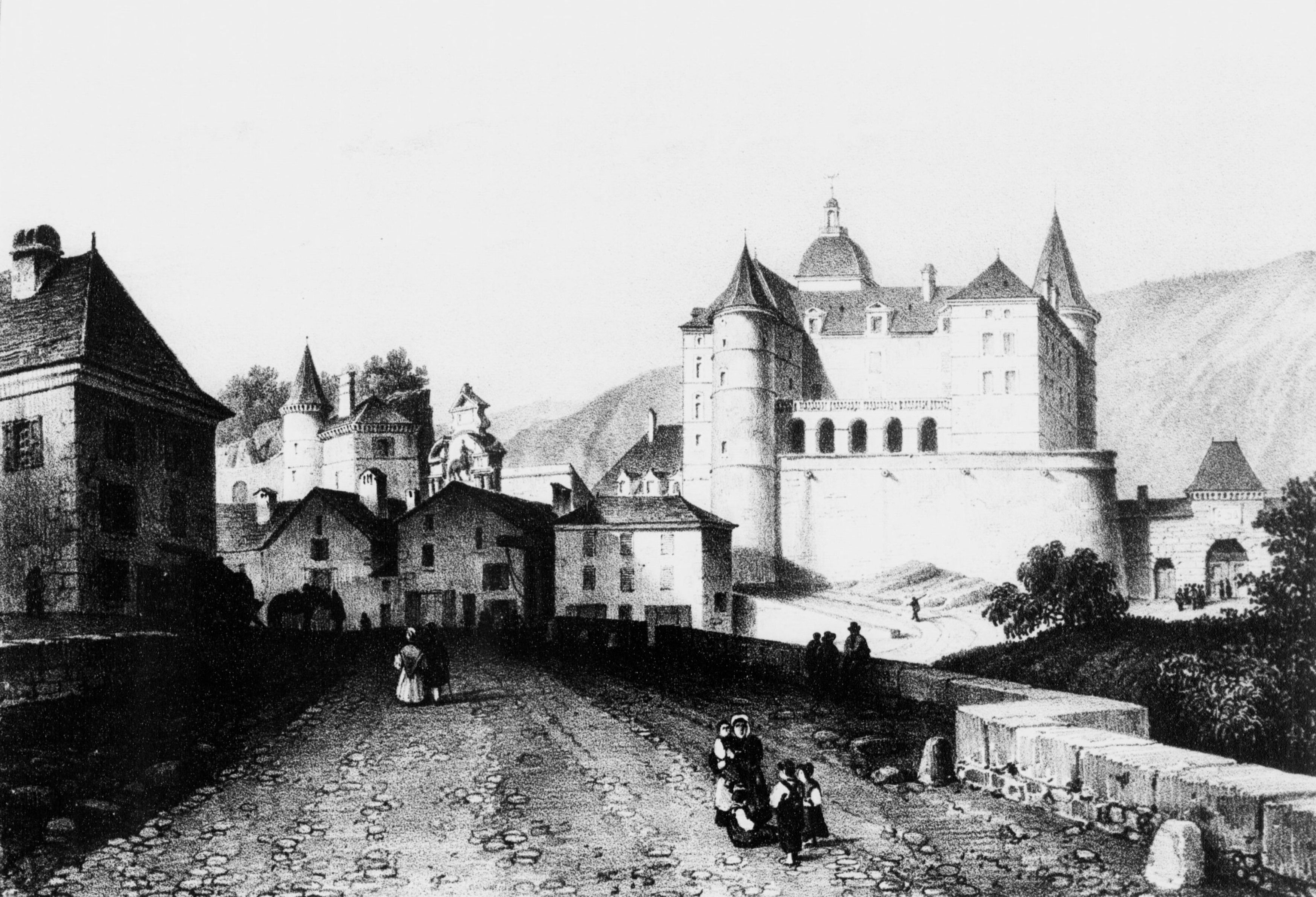
Vizille, par Alexandre Debelle, dans Album du Dauphiné (1835).

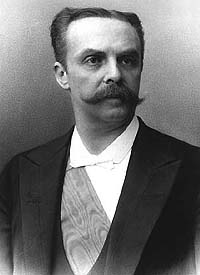
Jean Casimir-Périer.

Le peintre paysagiste Paul Huet, lors d'un de ses voyages, réalise en 1858 une aquarelle, Porte de la route d'Uriage, à Vizille qui y est conservée au Musée de la Révolution française.
La célébration du centenaire de l'assemblée des trois ordres en 1888 dans le château de Vizille permet à Jean Casimir-Perier d'accueillir les plus hauts dignitaires de la IIIe république dont le président de la république Sadi Carnot à qui il succédera. Sadi Carnot inaugurera à cette occasion un monument commémoratif aujourd'hui dénommé la Marianne de Vizille et situé face à l'entrée du domaine.
Malgré des tentatives de la famille Périer pour vendre le château au Conseil général de l'Isère, celui-ci finit par être vendu pour 400 000 francs à Jean Imbert, industriel de Saint-Étienne. En 1901, celui-ci est à nouveau vendu à une société anglaise dénommé "The anglo French Syndicate Limited", avec un bénéfice de 50 000 francs. Cette société désirait transformer le château en "Grand Hôtel Restaurant du Château de Vizille", mais le projet ne put aboutir car la société anglaise fit faillite en 1906

#### LeXXesiècle
En 1906, le château est acheté par le comte Alberto Marone, gendre de Giovanni Cinzano, propriétaire de la grande marque homonyme de vermouth. Après avoir songé d'utiliser le domaine à des fins industriels, le comte finira par vendre le château et le domaine à l'État, le 17 septembre 1924.

##### Vizille, symbole de la République

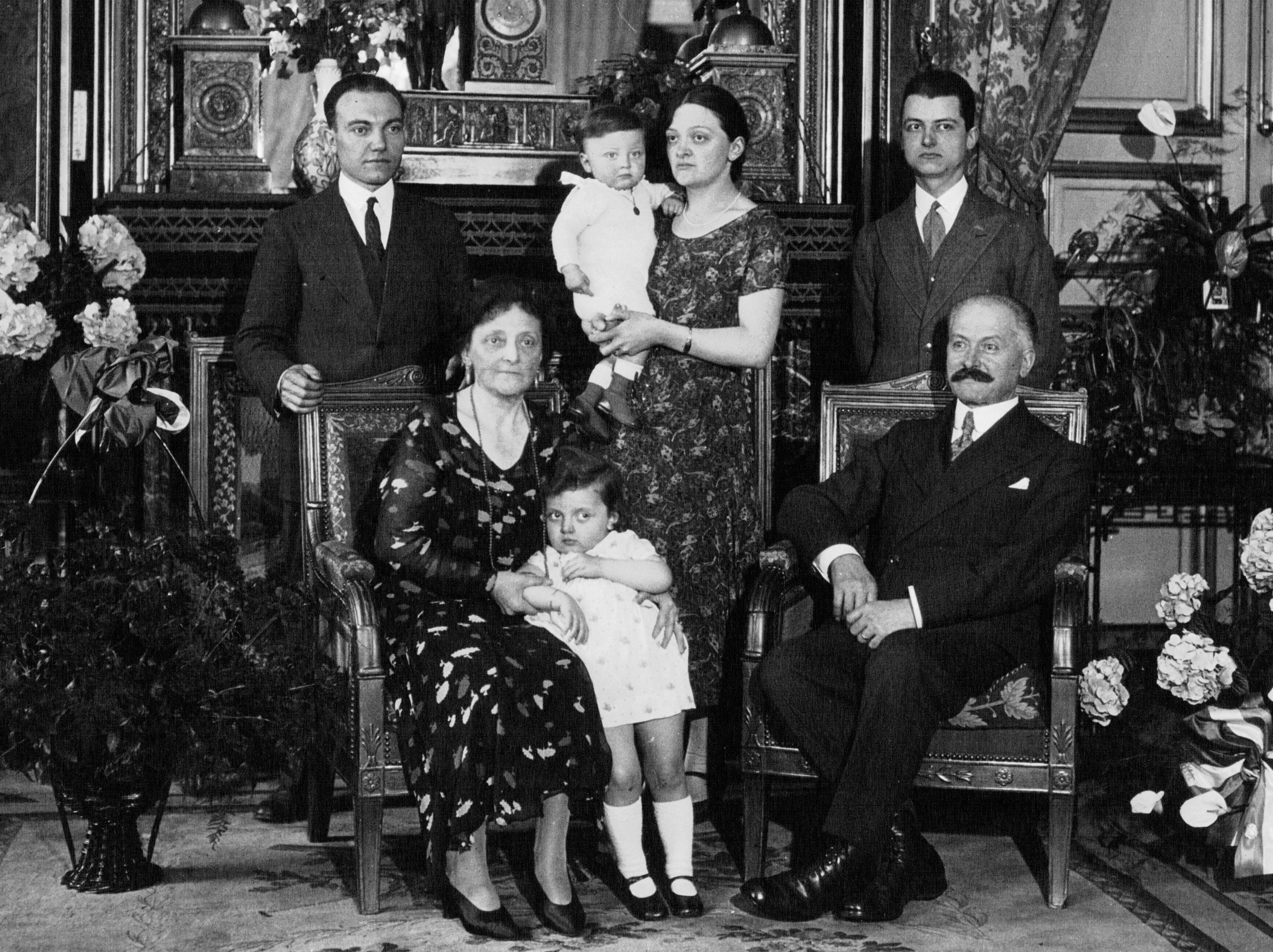
Albert Lebrun et sa famille.

Le premier président de la République à séjourner au château est Gaston Doumergue, qui y séjourne en août 1925 à l'occasion de l'inauguration de l'exposition de la houille blanche et du tourisme à Grenoble. Albert Lebrun, élu en 1932 y séjourne deux mois avec sa famille, notamment durant les étés 1936 et 1938. Albert Lebrun y présidera d'ailleurs le seul et unique conseil des ministres de l'histoire de la ville le 19 août 1936. Plus tard, en 1943 ce sera encore à Vizille, alors qu'il est hébergé chez son gendre Jean Freysselinard et sa fille Marie (et non au château, comme on aurait pu le supposer) que le courageux Albert Lebrun (il avait refusé de quitter la France) sera arrêté par les nazis et déporté dans le Tyrol en Autriche rattachée au IIIe Reich.

##### La Seconde Guerre mondiale
Dès 1942, le territoire de Vizille et ses environs abrite de nombreux groupes de résistance dont les FTP. La répression est menée par les troupes allemandes d'occupation les 17 et 18 février 1944 une vingtaine de Vizillois seront arrêtés et déportés.
Le 22 août 1944 de nombreux Vizillois, aidés des membres du maquis de l'Oisans et des armées alliées libèreront la ville.

##### Le retour de la République à Vizille
Vincent Auriol, élu à son tour président de la République en 1947, ne viendra à Vizille qu'une fois au début de son investiture.
René Coty, son successeur, élu président de la République en 1954, sera l'hôte le plus fidèle au château, car il s'y rendra six fois, même après la mort de son épouse. À l'époque, de nombreux Vizillois pourront rencontrer cet homme simple, en promenade dans les rues de leur ville, sa femme Germaine Coty, Elle offrait des pâtisseries à un groupe d'enfants qui la suivait dans les rues de Vizille.
Le général Charles de Gaulle, successeur de René Coty, élu en 1959, ne viendra qu'une seule nuit à Vizille, celle du 6 au 7 octobre 1960, à l'occasion d'un voyage officiel dans la région.

##### Le «transport» du château et son domaine au conseil général
L'Histoire semble se répéter car le domaine de Vizille change encore de propriétaire mais pour le bien de tous. En effet, le domaine et son château furent cédés au Conseil général de l'Isère en 1973.
En 1983, anticipant sur la célébration du Bicentenaire de la Révolution française, le musée de la Révolution française prend place dans les différentes salles du château.

#### LeXXIesiècle

Logo de la métropole de Grenoble, que Vizille a rejointe en 2014.

Vizille, ville historique, n'est pourtant pas une réelle destination de vacances pour les citadins de France et d'ailleurs. Passage obligé des touristes se rendant dans les stations du sud de l'Isère, et lieu d'intérêt pour les amateurs de l'Histoire révolutionnaire, la ville ne reste généralement qu'une simple étape sur un plus long voyage.
La ville a également investi dans son aménagement urbain : de grands parkings, un office de tourisme bien documenté et des bâtiments civils (notamment l'hôtel de ville), refaits à neuf et ravalés. De plus, en raison des nombreuses activités festives, la ville est devenue, au fil du temps, plus attractive.
Depuis le 1er janvier 2014, Vizille et la communauté de communes du Sud Grenoblois ont rejoint la communauté d'agglomération Grenoble-Alpes Métropole, devenue la métropole Grenoble-Alpes Métropole en 2015.

#### Autres événements ou faits divers
Deux accidents de cars parmi les plus meurtriers de France sont appelés accidents de Vizille (1973 et 2007). En fait, ces accidents se sont produits sur le territoire de la commune voisine de Notre-Dame-de-Mésage, sur la RN85, la route Napoléon, en bas de la descente de Laffrey et juste avant le pont franchissant la Romanche et qui marque l'entrée dans la ville de Vizille.
Le dimanche 22 juillet 2007, un car polonais descendant la côte de Laffrey et revenant de Notre-Dame de la Salette rate le dernier virage et s'écrase en contrebas sur les rives de la Romanche. Cet accident fait 27 morts et 24 blessés.
Ce n'est pas le premier accident de ce type que la ville connaît, 3 autres similaires se sont produits dans les années 1970.

## Politique et administration

### Tendances politiques et résultats
En 2020, la liste d'union DVG-EÉLV-LFI-Gs-PS menée par Catherine Troton obtient la majorité relative avec 44,46 % des voix devant la liste menée par le maire sortant qui obtient 31,75 % des voix. L'abstention atteint un record avec 61,11 % des électeurs inscrits.

### Liste des maires

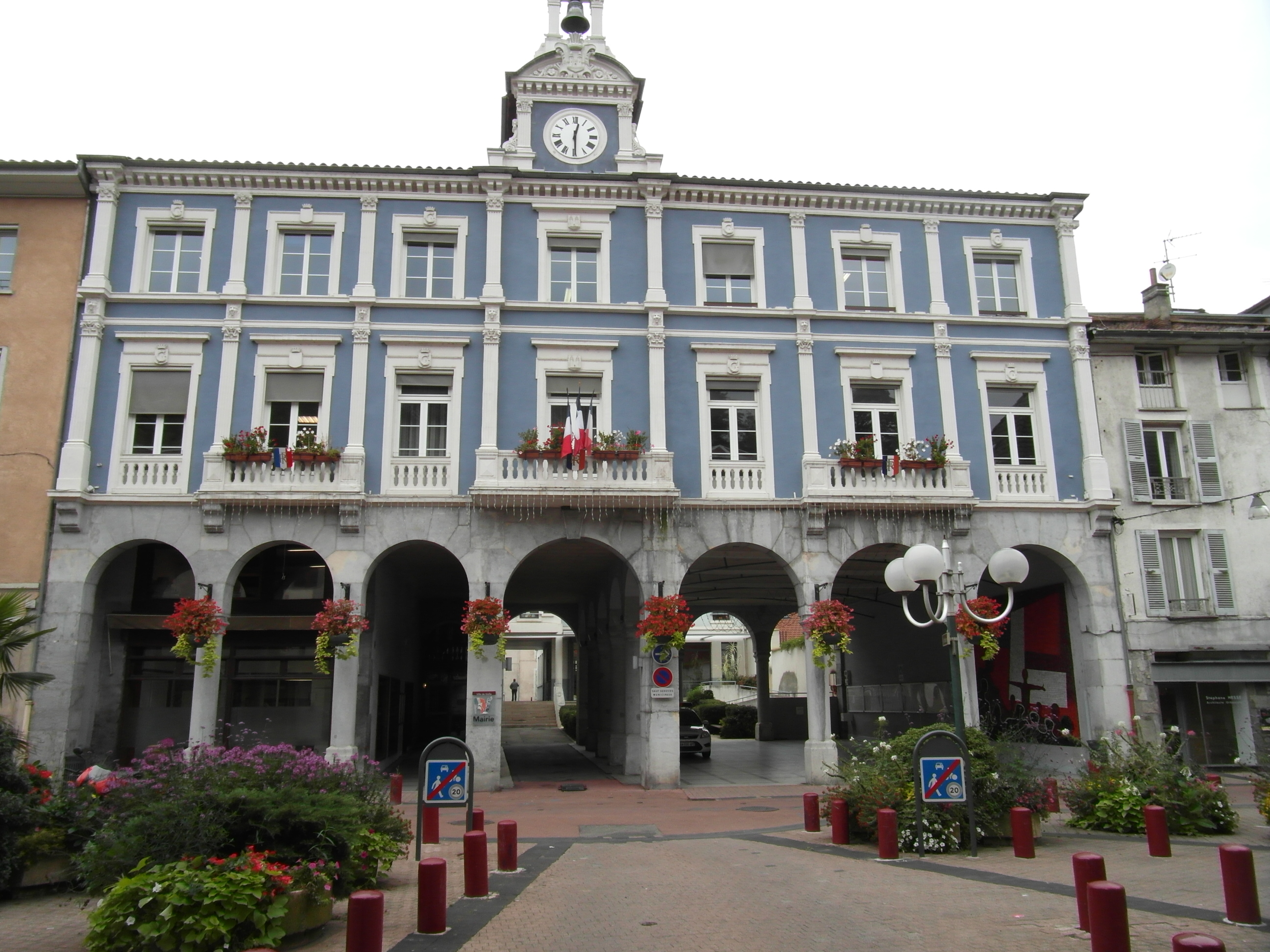
La mairie de Vizille.

| Période                                  | Période        | Identité                               | Étiquette | Qualité                                                                         |
| ---------------------------------------- | -------------- | -------------------------------------- | --------- | ------------------------------------------------------------------------------- |
| Les données manquantes sont à compléter. |                |                                        |           |                                                                                 |
| avant 1925                               | après 1938     | César Ferrafiat                        |           | Représentant en vin                                                             |
| Les données manquantes sont à compléter. |                |                                        |           |                                                                                 |
| août 1944                                |                | Jean Métral                            |           | Président du Comité local de libération                                         |
| octobre 1947                             | mai 1953       | Marius Alfred Poncet dit Alfred Poncet | SFIO ?    | Industriel                                                                      |
| mai 1953                                 | mars 1965      | Jacques Fourrier                       | PCF       | Professeur de collège Conseiller général de Vizille (1961 → 1964)               |
| mars 1965                                | 9 avril 1998   | Alfred Gryelec                         | PCF       | Instituteur retraité Conseiller général de Vizille (1970 → 2001) Démissionnaire |
| 9 avril 1998                             | 16 mars 2008   | Alain Berhault                         | PCF       | Directeur à la DDE Premier adjoint au maire (1977 → 1998)                       |
| 16 mars 2008                             | 9 février 2013 | Serge Gros                             | PG        | Instituteur et directeur d'école retraité Décédé en fonction                    |
| 25 février 2013                          | avril 2014     | Lionel Coiffard                        | EELV      | Cadre administratif Premier adjoint au maire (2008 → 2013)                      |
| avril 2014                               | 3 juillet 2020 | Jean-Claude Bizec                      | MoDem     | Employé                                                                         |
| 3 juillet 2020                           | En cours       | Catherine Troton                       | DVG       | Ancienne assistante sociale scolaire Adjointe au maire (2008 → 2014)            |

### Services publics

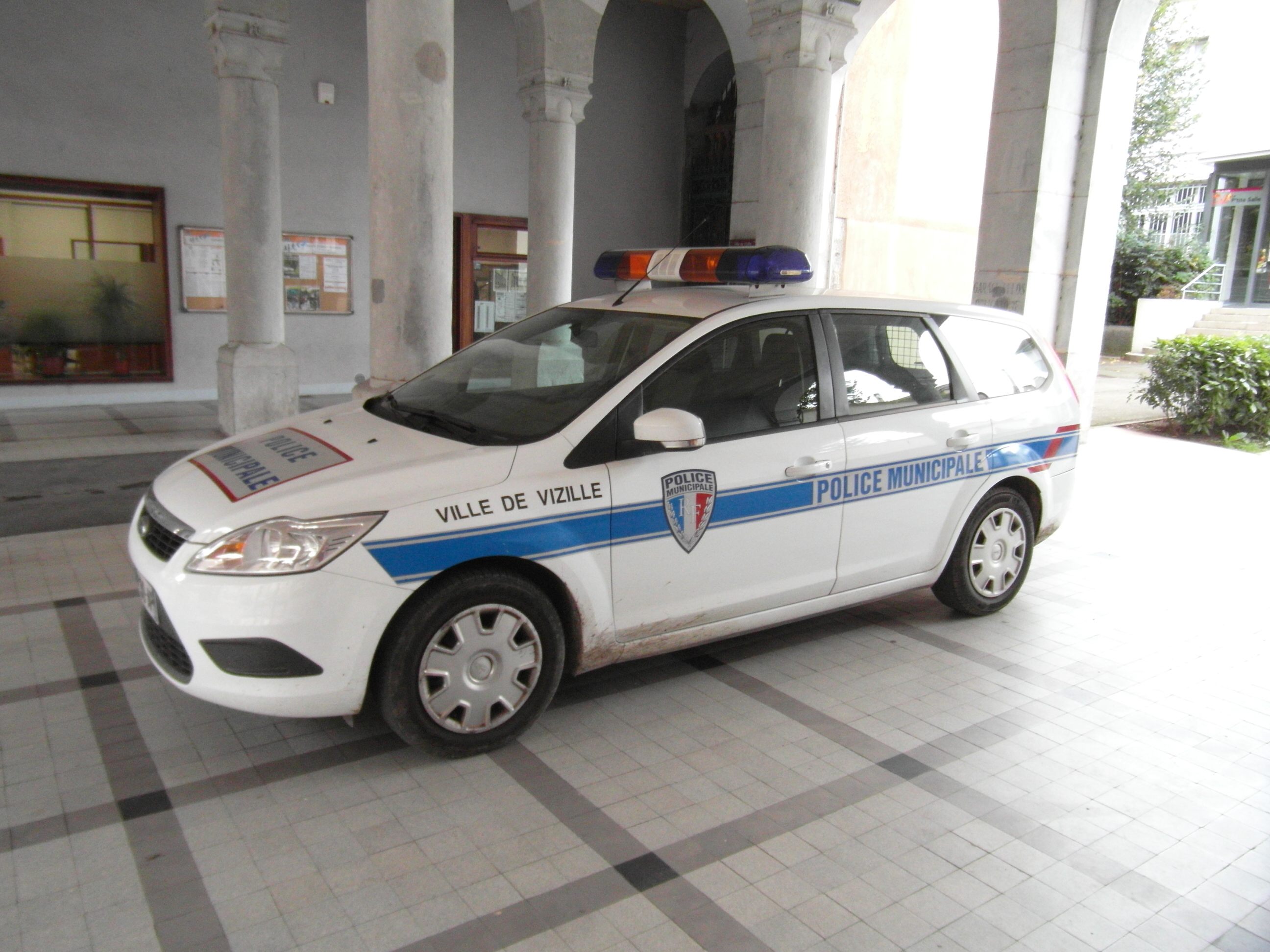
Voiture de police municipale de Vizille.

La commune dispose des services suivants :
- une police municipale ;
- une caserne de pompiers (SDIS de l'Isère. Bâtiments situés Avenue de Vénaria ;
- une gendarmerie nationale[48] (située avenue Pasteur) ;
- un trésor public (situé square Poncet) ;
- un bureau de poste (situé square Poncet) ;
- un office de tourisme (situé, place du château, devant la statue de Marianne).

### Eau et assainissement
La commune est adhérente au Sierg depuis 1955 (arrêté préfectoral du 20 juin 1955) qui dessert 32 communes et alimente en eau potable plus de 200 000 usagers en Isère (région Auvergne-Rhône-Alpes), le SIERG. la qualité de l'eau traitée est excellente et les fontainois à l'instar des grenoblois ont une excellente qualité d’eau directement au robinet.

### Jumelages
La ville est jumelée avec :
- Venaria Reale (Italie) depuis 1979[50]

Venaria Reale est une ville italienne de la province de Turin dans la région du Piémont.
- Vöhringen (Schwaben), (Allemagne).

Vöhringen est une ville de Bavière (Allemagne), située dans l'arrondissement de Neu-Ulm, dans le district de Souabe.

Les villes jumelées avec Vizille
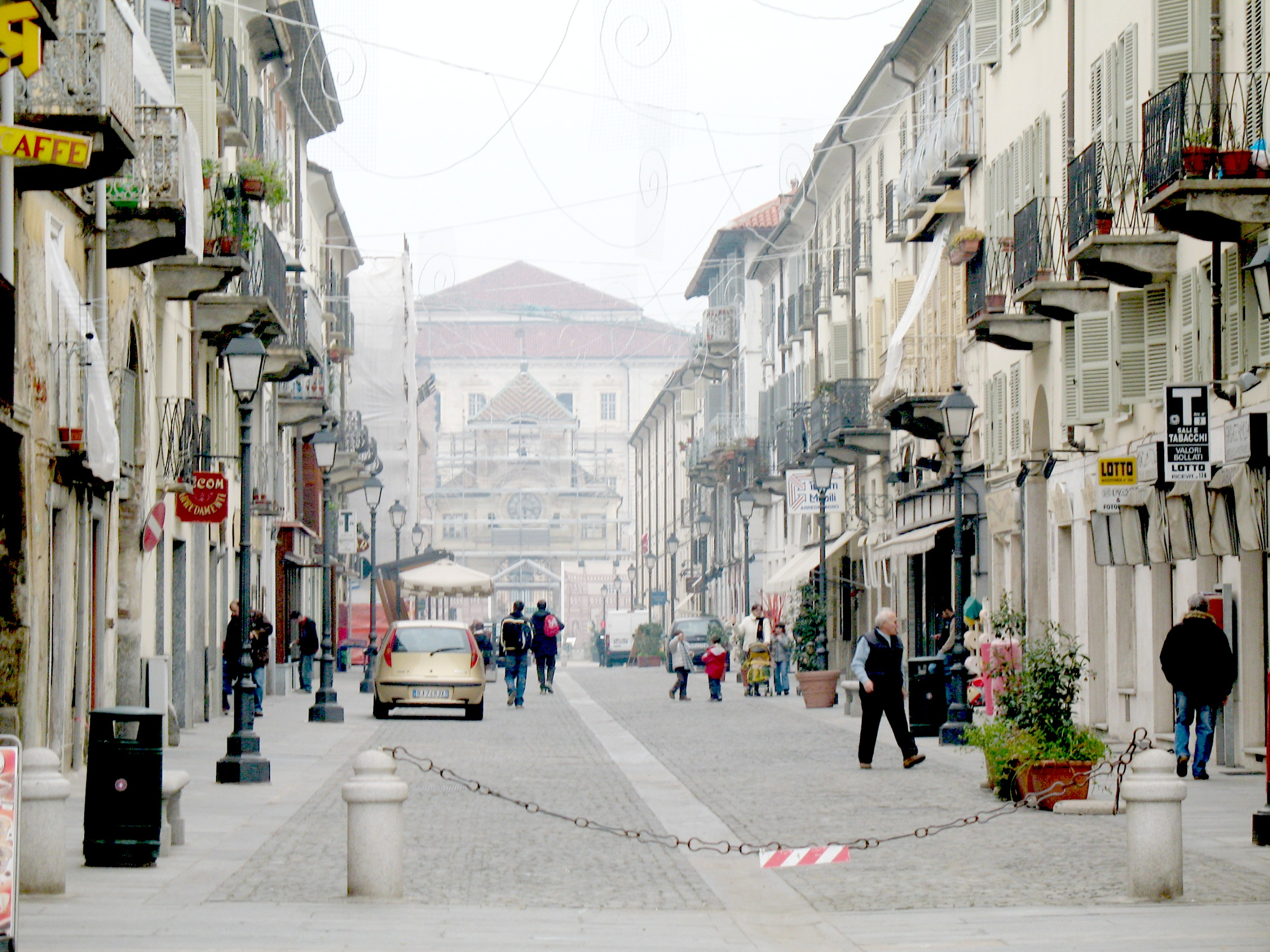
Une rue de Venaria Reale.
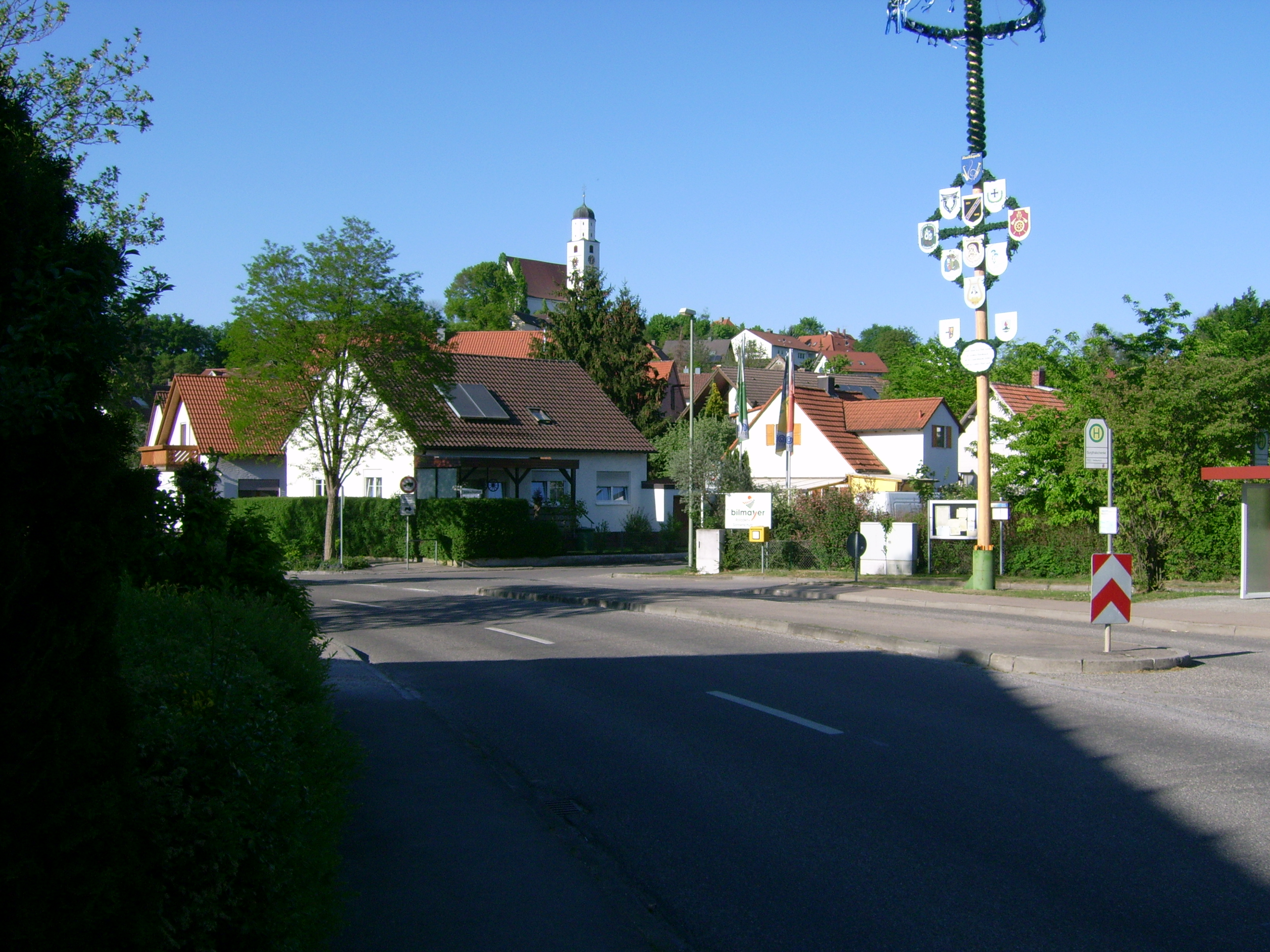
Hameau de Illerberg à Vöhringen.
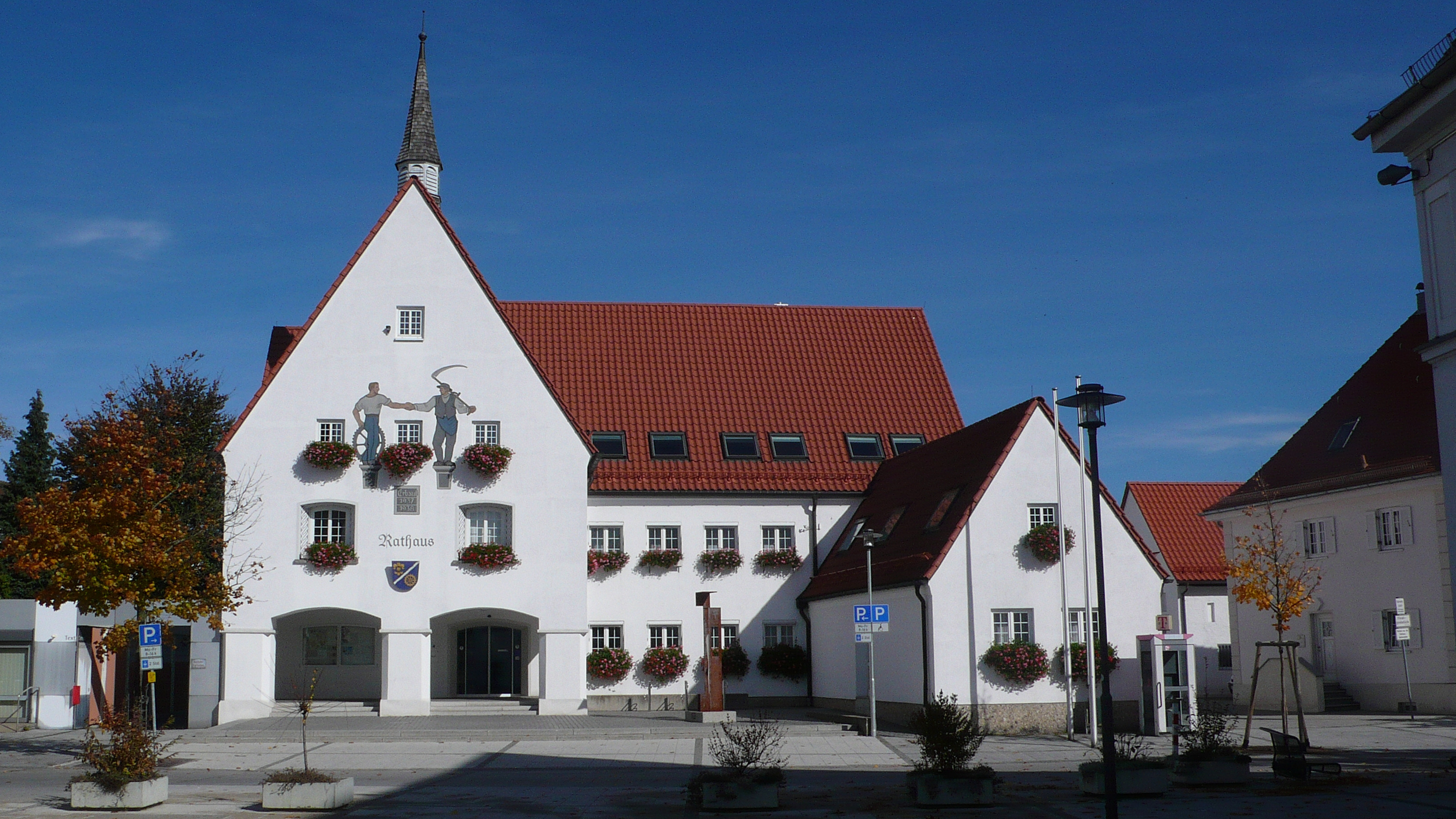
Mairie de Vöhringen.

## Population et société

### Démographie
L'évolution du nombre d'habitants est connue à travers les recensements de la population effectués dans la commune depuis 1793. Pour les communes de moins de 10 000 habitants, une enquête de recensement portant sur toute la population est réalisée tous les cinq ans, les populations de référence des années intermédiaires étant quant à elles estimées par interpolation ou extrapolation. Pour la commune, le premier recensement exhaustif entrant dans le cadre du nouveau dispositif a été réalisé en 2004.

En 2022, la commune comptait 7 316 habitants, en évolution de −1,51 % par rapport à 2016 (Isère : +3,07 %, France hors Mayotte : +2,11 %).
| 1793  | 1800  | 1806  | 1821  | 1831  | 1836  | 1841  | 1846  | 1851  |
| ----- | ----- | ----- | ----- | ----- | ----- | ----- | ----- | ----- |
| 1 593 | 1 655 | 1 927 | 2 023 | 2 750 | 3 105 | 2 907 | 3 004 | 3 125 |

| 1856  | 1861  | 1866  | 1872  | 1876  | 1881  | 1886  | 1891  | 1896  |
| ----- | ----- | ----- | ----- | ----- | ----- | ----- | ----- | ----- |
| 3 291 | 3 546 | 3 928 | 3 903 | 3 922 | 3 904 | 4 310 | 4 252 | 4 516 |

| 1901  | 1906  | 1911  | 1921  | 1926  | 1931  | 1936  | 1946  | 1954  |
| ----- | ----- | ----- | ----- | ----- | ----- | ----- | ----- | ----- |
| 4 951 | 4 328 | 4 102 | 4 461 | 4 512 | 5 053 | 5 160 | 5 043 | 5 977 |

| 1962  | 1968  | 1975  | 1982  | 1990  | 1999  | 2004  | 2006  | 2009  |
| ----- | ----- | ----- | ----- | ----- | ----- | ----- | ----- | ----- |
| 6 493 | 6 882 | 6 986 | 7 162 | 7 094 | 7 465 | 7 868 | 7 781 | 7 592 |

| 2014  | 2019  | 2022  | - | - | - | - | - | - |
| ----- | ----- | ----- | - | - | - | - | - | - |
| 7 494 | 7 246 | 7 316 | - | - | - | - | - | - |

### Enseignement
Relevant de l'académie de Grenoble, la commune de Vizille gère quatre écoles primaires, le conseil départemental de l'Isère gère le collège et le conseil régional d'Auvergne-Rhône-Alpes gère le lycée.
Enseignement primaire
- École Jean-Jaurès, place Henri-Barbusse,
- École Joliot-Curie, avenue de Vénaria,
- École Paul-Langevin, chemin du Maniguet,
- École du Château, rue Emile-Cros.

Enseignement secondaire

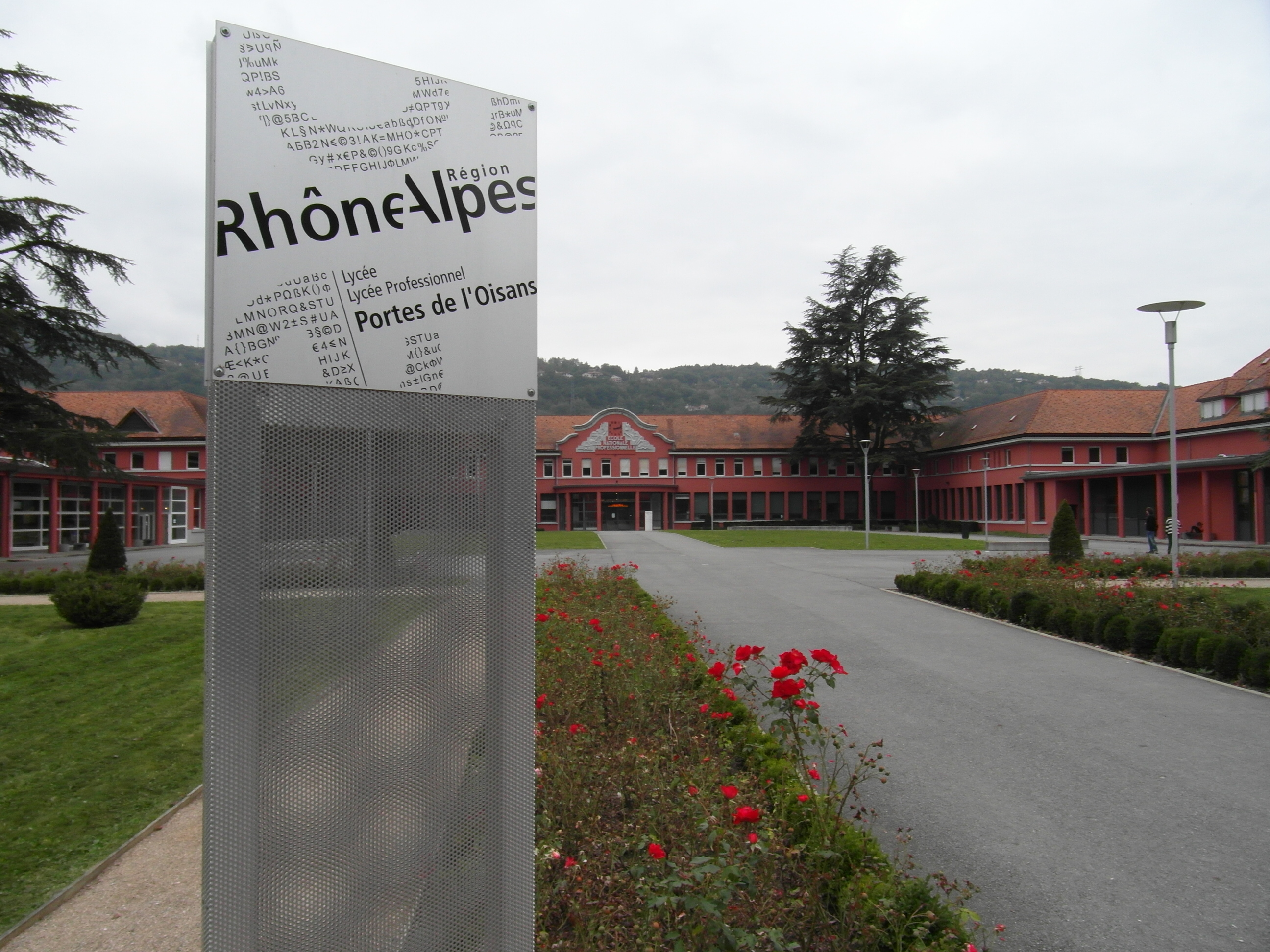
le Lycée de Vizille.

Vizille comprend un collège : le collège des Mattons, composé de trois bâtiments scolaires, plus un bâtiment réservé à la restauration et un autre pour le gymnase, le collège accueille 643 élèves répartis en 25 classes
La ville accueille également le lycée des Portes de l'Oisans : lycée des métiers de l'électronique et du numérique à Vizille, il présente la particularité d'accueillir un internat d'une capacité d’accueil de 135 places. Il accueille des élèves issus de la ville et des communes environnantes, mais aussi de communes plus éloignées, qui peuvent loger à l'internat.

### Équipements culturels
Musée

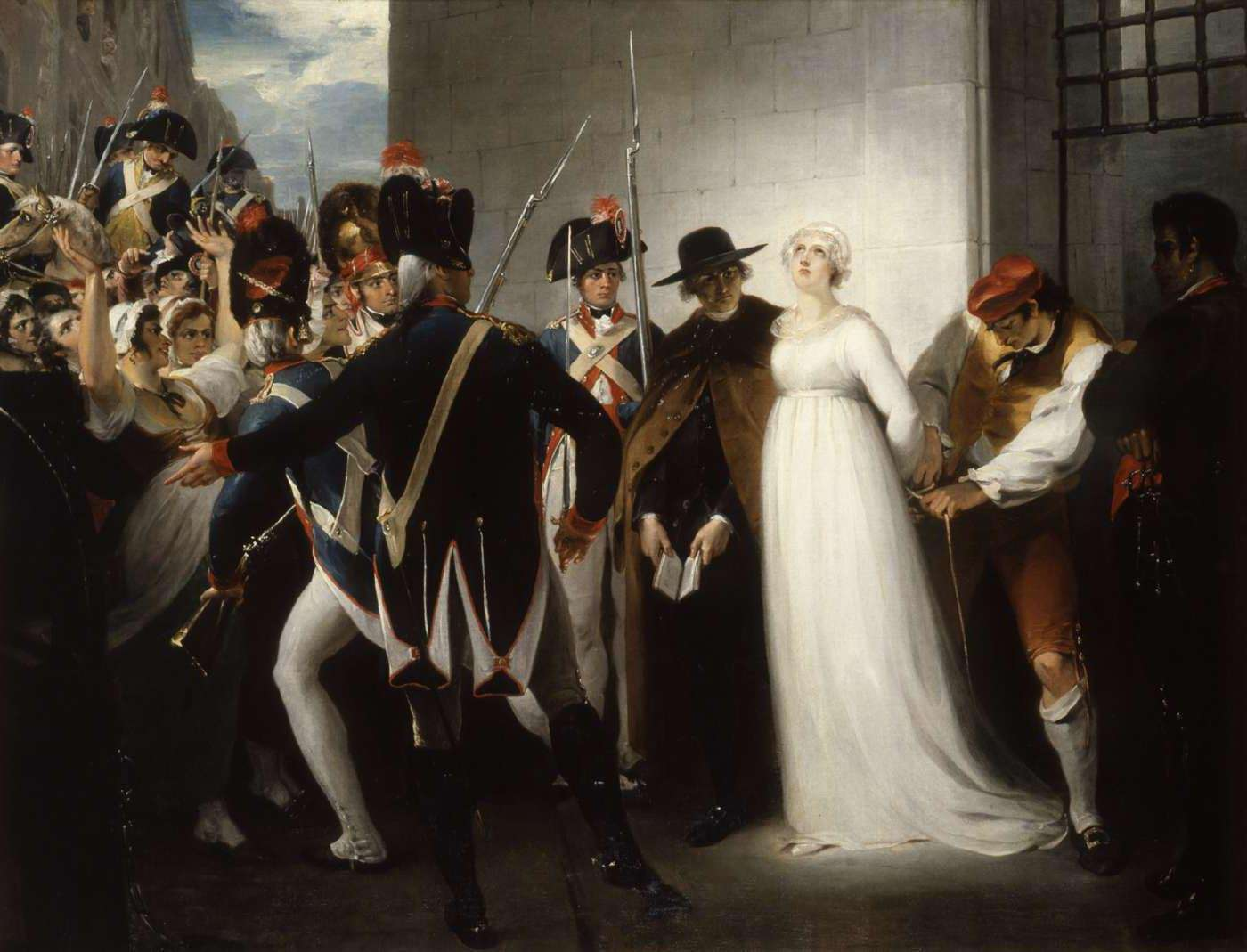
Marie-Antoinette consuite à son exécution, par William Hamilton, 1794. (musée de la Révolution française)

Le musée de la Révolution française a ouvert ses portes en 1984 dans le château de Vizille. D'importantes collections de peintures, de sculptures, d'arts décoratifs d'instruments de musique ou d'objets historiques relatifs à la période de la Révolution française sont regroupées dans les différentes salles du château.
Le musée organise chaque année une exposition temporaire et un centre de documentation-bibliothèque met à la disposition du public un fonds riche d'une vingtaine de milliers d'ouvrages. Installé dans une vingtaine de salles, le musée reçoit environ 60 000 visiteurs par an.
Autres équipements culturels
La commune dispose de la médiathèque Jules-Vallès, d'une ludothèque, du cinéma le Jeu de paume, de la maison des Pratiques artistiques.

### Manifestations culturelles et festivités
Les Fêtes Révolutionnaires de Vizille
En juillet, (généralement autour du 20 juillet), la ville de Vizille, en partenariat avec l’office de Tourisme de la commune, la Communauté de communes du Sud Grenoblois , le Domaine de Vizille, et le Conseil général de l'Isère, reconduisent chaque année les « Fêtes Révolutionnaires de Vizille ». Cette manifestation autour de la Révolution française est devenue un événement unique en France avec notamment les animations suivantes :
- Place du Château : un marché de producteurs locaux et des animations festives (reconstitution de scènes révolutionnaires) ;
- Parc du Domaine : des évocations de la Prise des Tuileries et un feu d'artifice et/ou un spectacle son et lumière en soirée ;
- Musée de la Révolution française : conférences sur des sujets historiques liés à la Révolution française.

Le Festival du film pour enfants
Ce festival local a généralement lieu durant la période de vacances scolaires de la Toussaint. Le but premier de ce festival est de transmettre aux enfants le plaisir d'aller au cinéma. Une grande partie du public composant le jury chargé de visionner l'ensemble des films sont des enfants.
Le programme de ce festival est généralement autour d'un thème (Le thème est « Braver les interdits » pour l'édition 2013). Les projections ont lieu sur 3 salles, entre 10 h et 20 h, pendant 9 jours, ce qui donne un total de 140 séances sur la semaine.
La soirée de clôture comprend une remise de prix par le jury d'enfants.
Autres festivals
- Le festival P'tits mots, p'tits mômes, du 30 mars au 6 avril 2010[réf. nécessaire]
- Le festival D'ici Danse, les 13 et 14 mai[réf. nécessaire]

### Santé
Le territoire de la commune héberge sur son territoire un centre médico-psychologique adulte, un centre médico-psychologique infanto juvénile, un centre médico-scolaire, un centre de planification familiale et un service de médecine du travail (MT2I).

### Sports
Clubs
L'US Vizille Rugby a évolué en première division fédérale au début des années 2000.
Équipements sportifs
La commune dispose du gymnase de l'école du Château, du gymnase de l'école Jean-Jaurès, du gymnase Guy-Môquet, du gymnase des Mattons, de l'espace sportif du Parc avec un gymnase, des terrains de football et rugby, et des courts de tennis.
Événements sportifs
Vizille a souvent vu passer le Tour de France cycliste sur son territoire, notamment pour la fameuse étape de l'Alpe d'Huez.
- Tour de France 1998 16e étape : Vizille - Albertville : l'étape a été gagnée par Jan Ullrich.

La ville est le lieu de départ de l'Échappée Belle, un ultra-trail parcourant la chaîne de Belledonne du sud au nord, mais également le lieu d'arrivée de la course Grenoble-Vizille sur route de 22 km ayant son point final dans le parc du château de Vizille.

### Médias

#### Presse écrite
Historiquement, le quotidien régional Le Dauphiné libéré consacre, chaque jour, y compris le dimanche, dans son édition de Grenoble-Isère Sud, un ou plusieurs articles à l'actualité de la ville ainsi que des informations sur les éventuelles manifestations locales.
Le service communication de la ville de Vizille publie un magazine mensuel dénommé Vivre à Vizille à l'intention de ses concitoyens l'informant de tous les travaux, les projets municipaux ainsi que les principales manifestations et les festivités notables organisées au niveau local.

#### Presse audiovisuelle
Ici Isère, anciennement France Bleu Isère, est la station de radio locale publique de la commune qui couvre l'ensemble du département de l'Isère.
En ce qui concerne la réception de la télévision, les habitants de la commune et de ses environs peuvent recevoir les 22 chaines de la TNT, comprenant l'édition de France 3 : France 3 Alpes - Grenoble ainsi que la chaîne locale TéléGrenoble.

### Cultes

#### Culte catholique
La communauté catholique et l'église paroissiale (propriété de la commune) dépendent de la paroisse Saint Jean de la Croix, elle-même rattachée au diocèse de Grenoble.

## Économie

### Revenus de la population et fiscalité
En 2010, le revenu fiscal médian par ménage était de 25 708 €.

### Emploi
Le territoire de Vizille à l'instar de ses communes voisines, présente des potentiels de développement économique dans de nombreux secteurs.

#### Secteur social et solidaire
L’économie sociale et solidaire représente 8,5 % de l’emploi et offre des possibilités de création d’emplois et de maintien d’entreprises locales.

#### Secteur commercial et artisanal
La commune de Vizille présente sur son territoire une grande surface de grande distribution, de type supermarché avec distribution de carburant, une enseigne Intermarché située sur la route de Grenoble et des commerces de grande distribution plus modestes comme Netto, Lidl et Carrefour Market.

#### Secteur agricole et forestier
L’activité agricole est encore très présente et les systèmes de production et de commercialisation se sont diversifiés en développant des outils collectifs de qualité.
L’activité forestière amorce le développement d’une filière bois-énergie prometteuse.

## Culture locale et patrimoine

### Lieux et monuments
Le château de Lesdiguières et l'église prieurale Notre-Dame de Vizille sont classés au titre des Monuments historiques,.

#### Château et domaine départemental de Vizille
Le domaine départemental de Vizille est situé aux portes de Grenoble et du massif de l'Oisans, sur la RN 85 Route Napoléon. Sur le même site, un prestigieux patrimoine représenté par le château de Vizille avec un musée, et le parc du domaine départemental de Vizille composé de jardins et un parc animalier. Le domaine est ouvert au public, l'entrée est libre.
Le château de Vizille, anciennement château du duc de Lesdiguières ayant appartenu par la suite à la famille Casimir-Perier, devient une résidence des Présidents de la République française avant d'être revendu au conseil général de l'Isère.
Les jardins du Parc du domaine départemental de Vizille s'étendent devant le château sur une centaine d'hectares. Ils étaient autrefois territoire privé de chasse du duc de Lesdiguières. Ils comprennent de larges étendues de pelouses bordant un canal, des parterres à la française, une forêt avec des arbres centenaires aux essences multiples, une roseraie et un parc animalier d'une soixantaine d'hectares. De nombreuses espèces d'oiseaux se rencontrent sur les pelouses : canards, cygnes, bernaches, hérons, etc. Les eaux courantes du canal sont peuplées de truites et carpes. Un petit train permet d'en faire le tour par les allées cavalières, d'avril à octobre.

Vues du château de Vizille
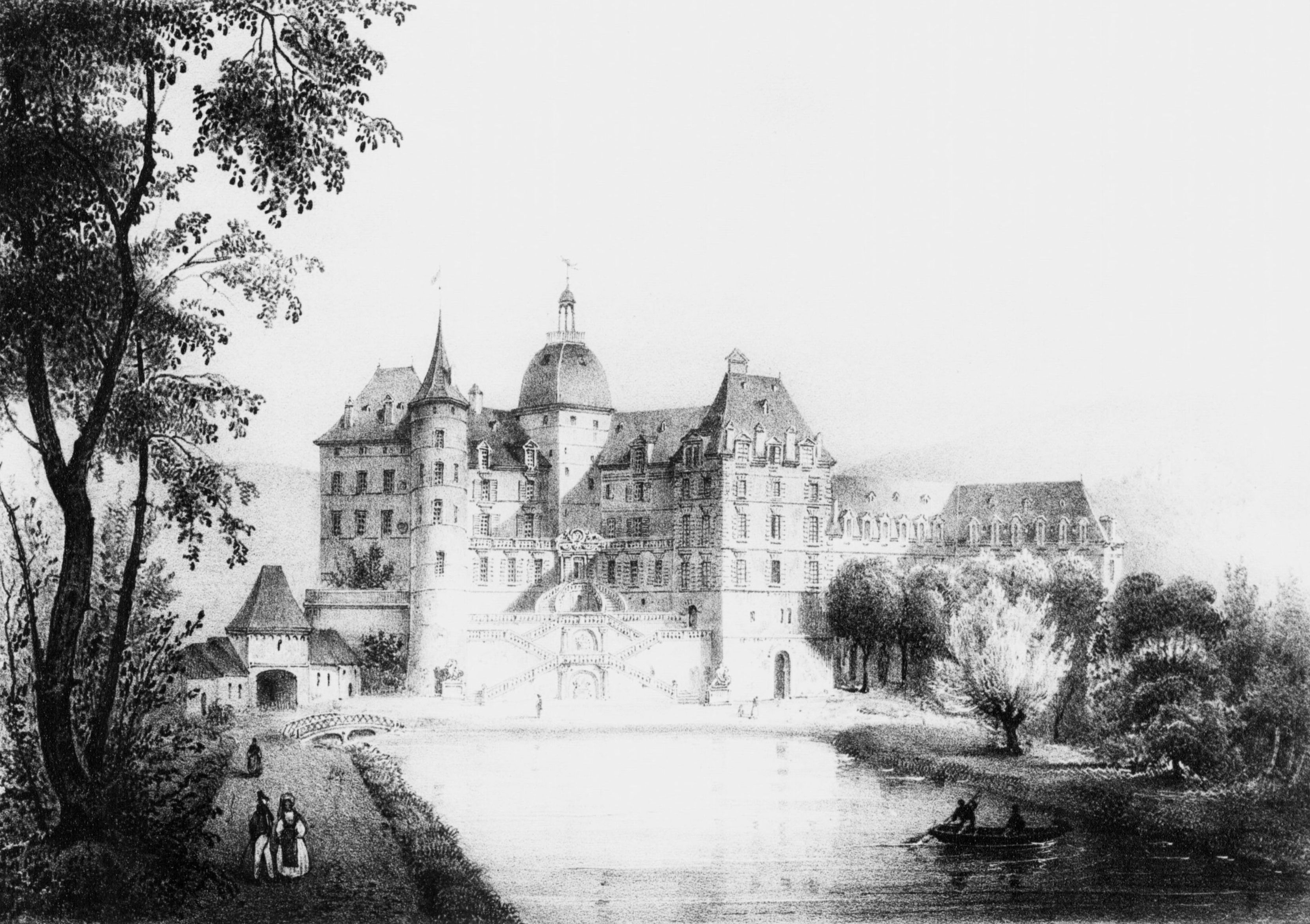
Vue du château de Vizille, par Alexandre Debelle, dans "Album du Dauphiné" (1835).
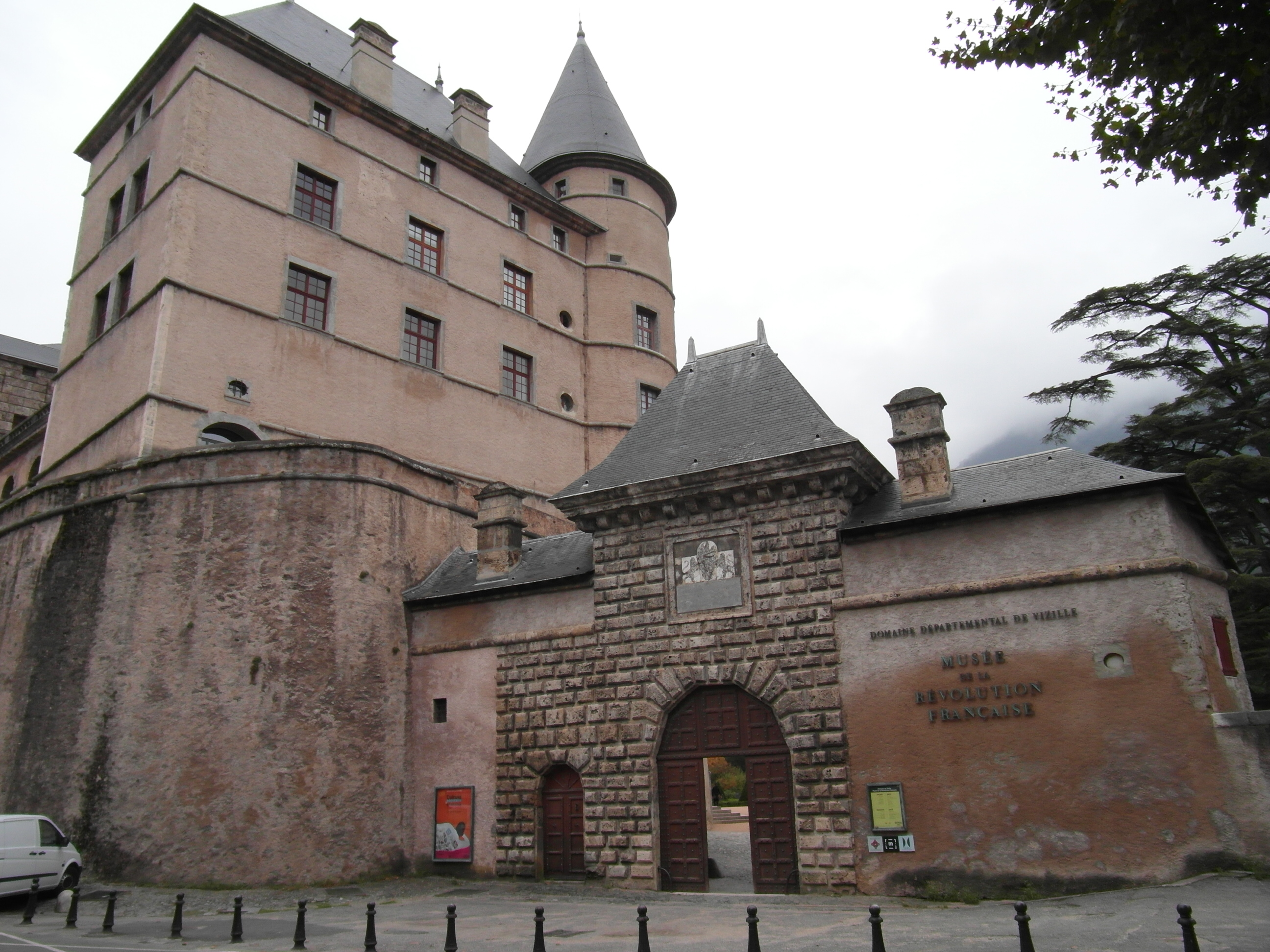
Entrée du domaine du château de Vizille.
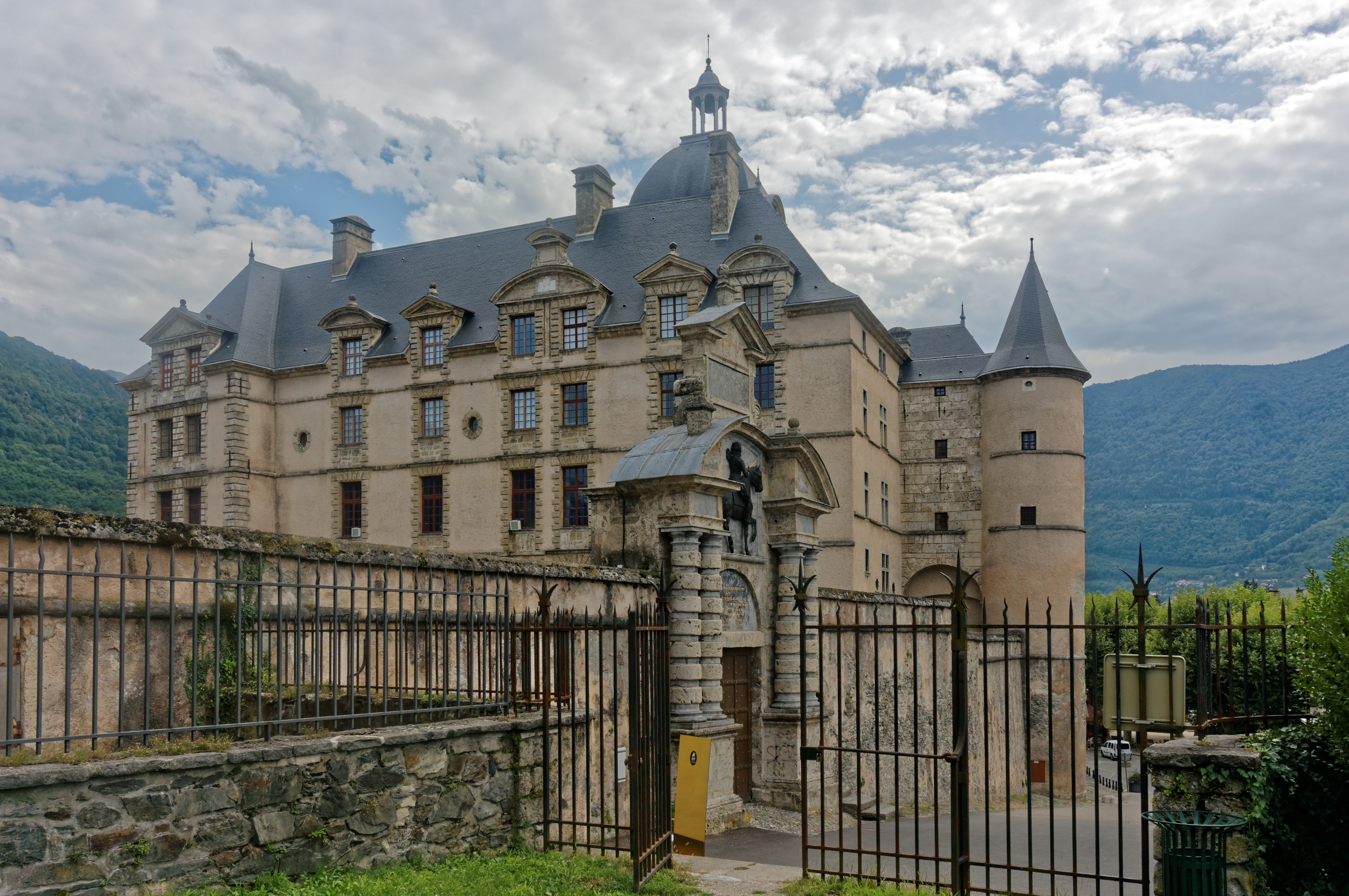
Château de Vizille et portail Lesdiguières.
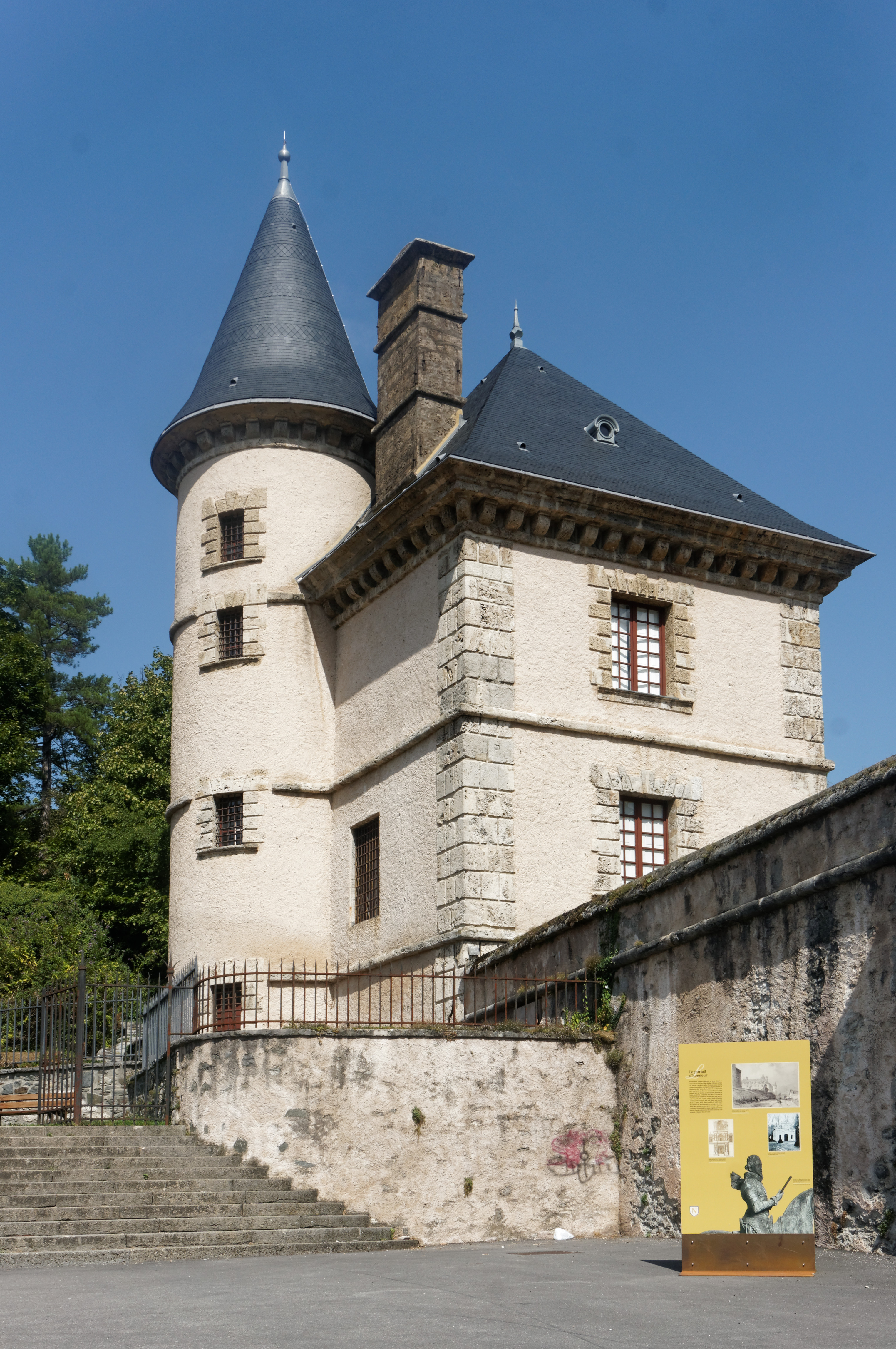
Pavillon du château de Vizille.

Vues du Parc paysager de Vizille
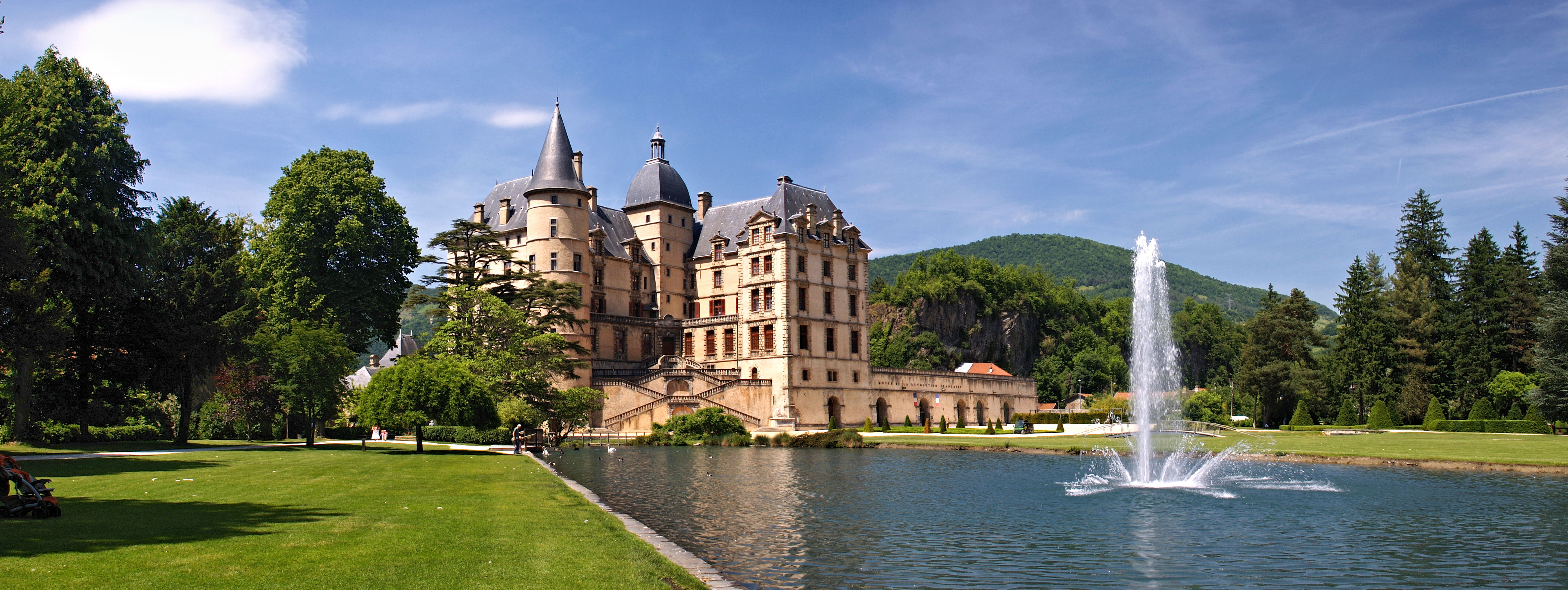
Le château de Vizille vu depuis le parc et le bord du canal.
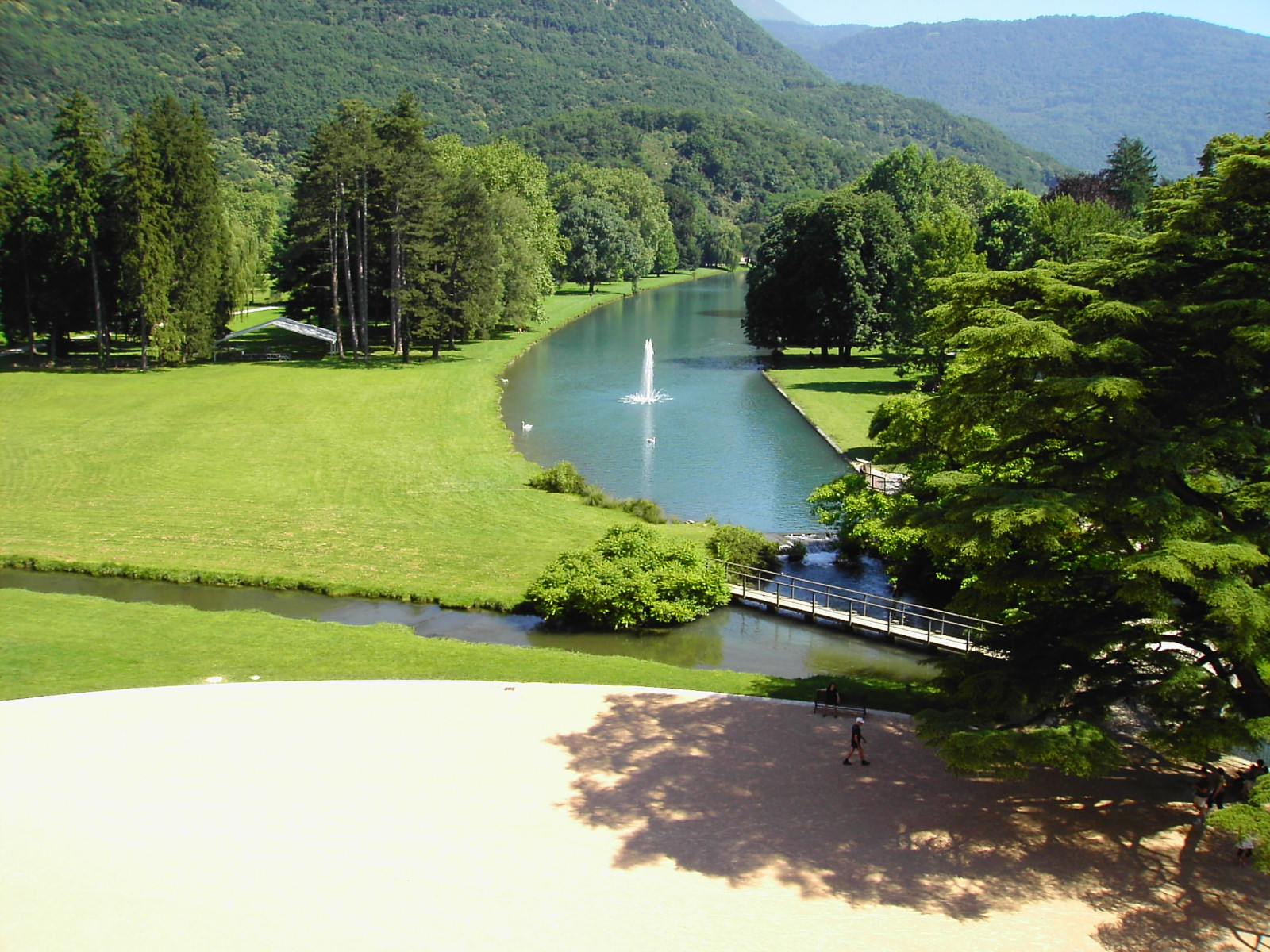
Parc paysager du château de Vizille.
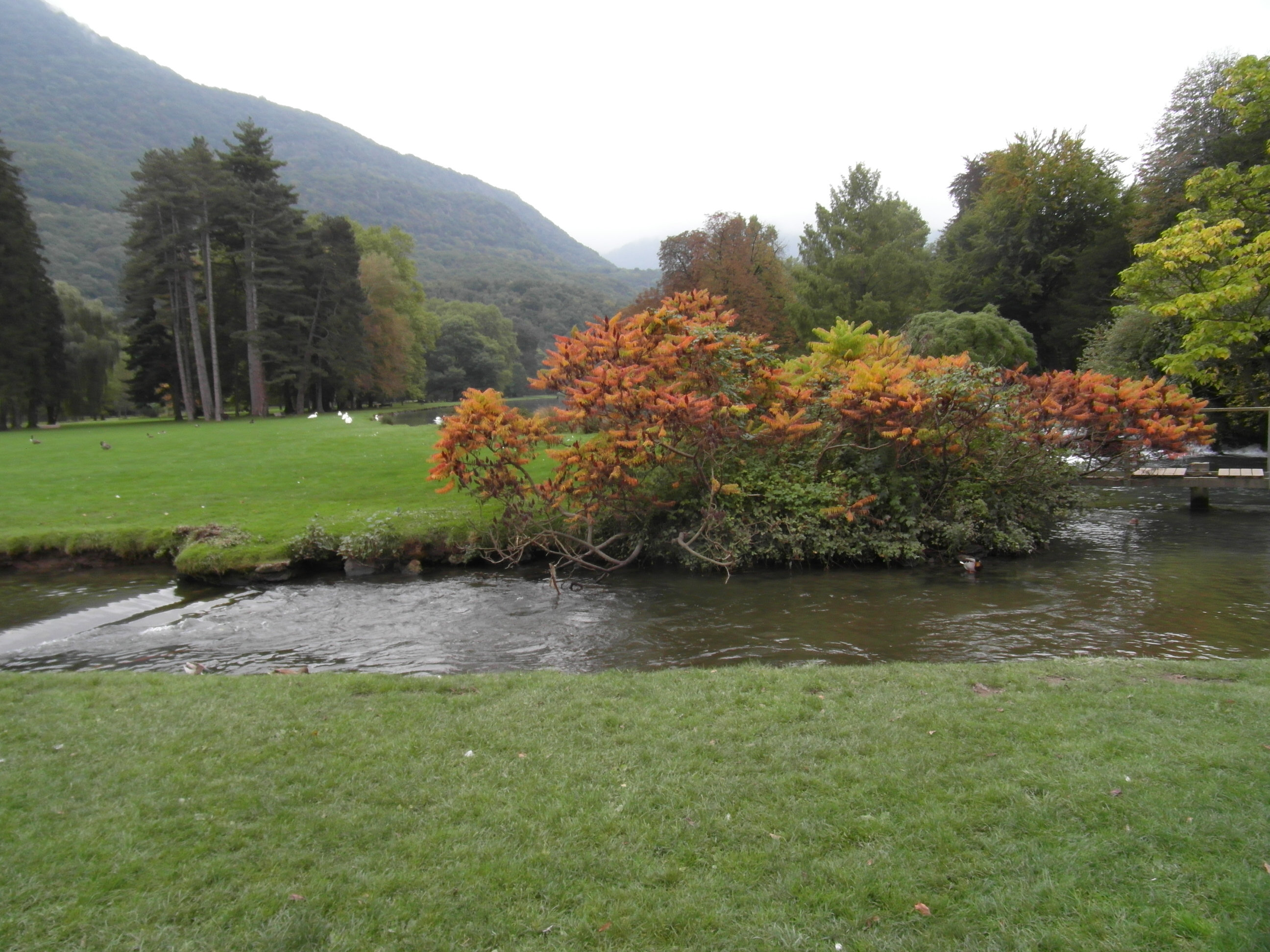
Parc paysager du château de Vizille.
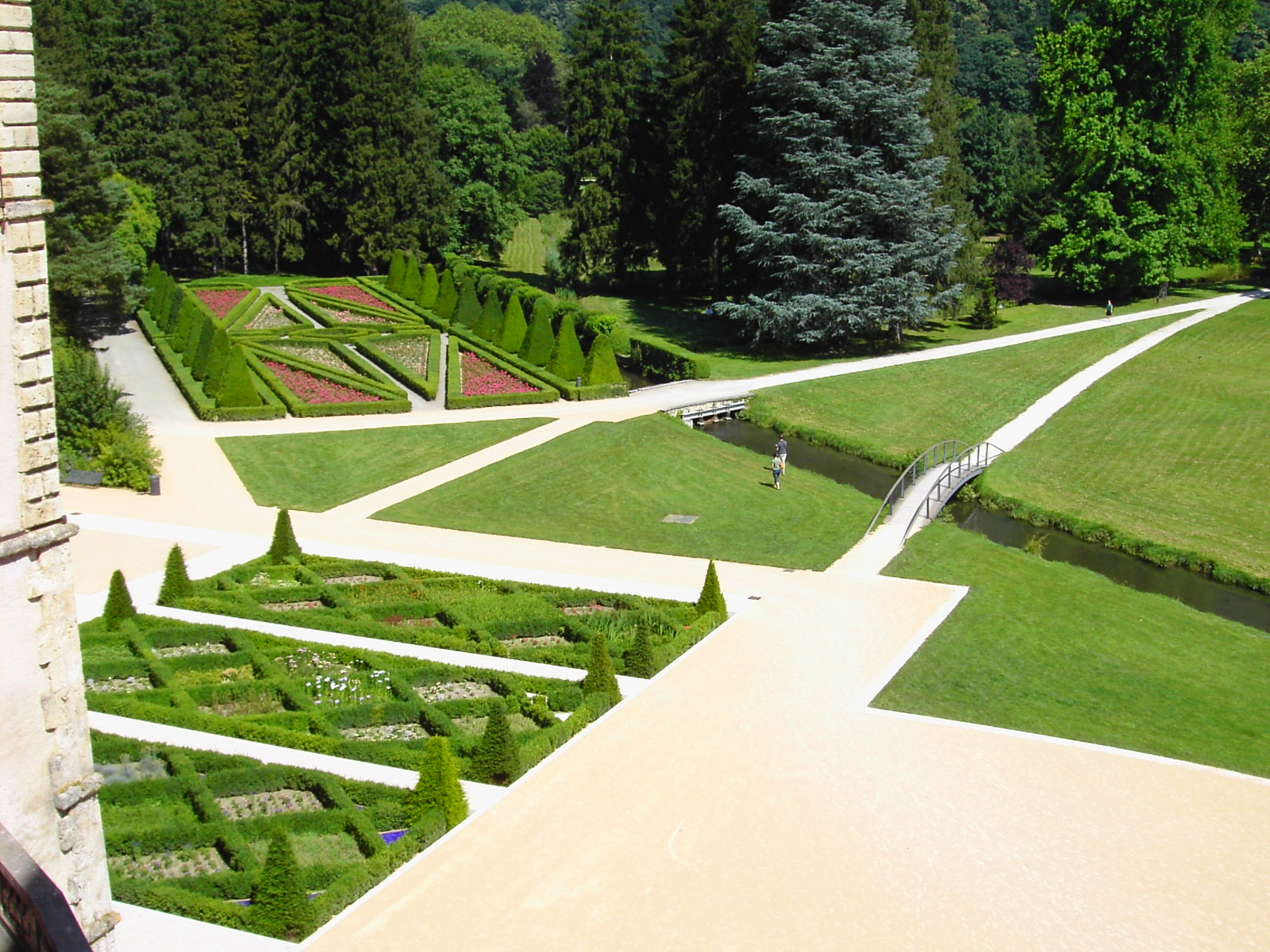
Parc paysager du château de Vizille.

#### Le Prieuré

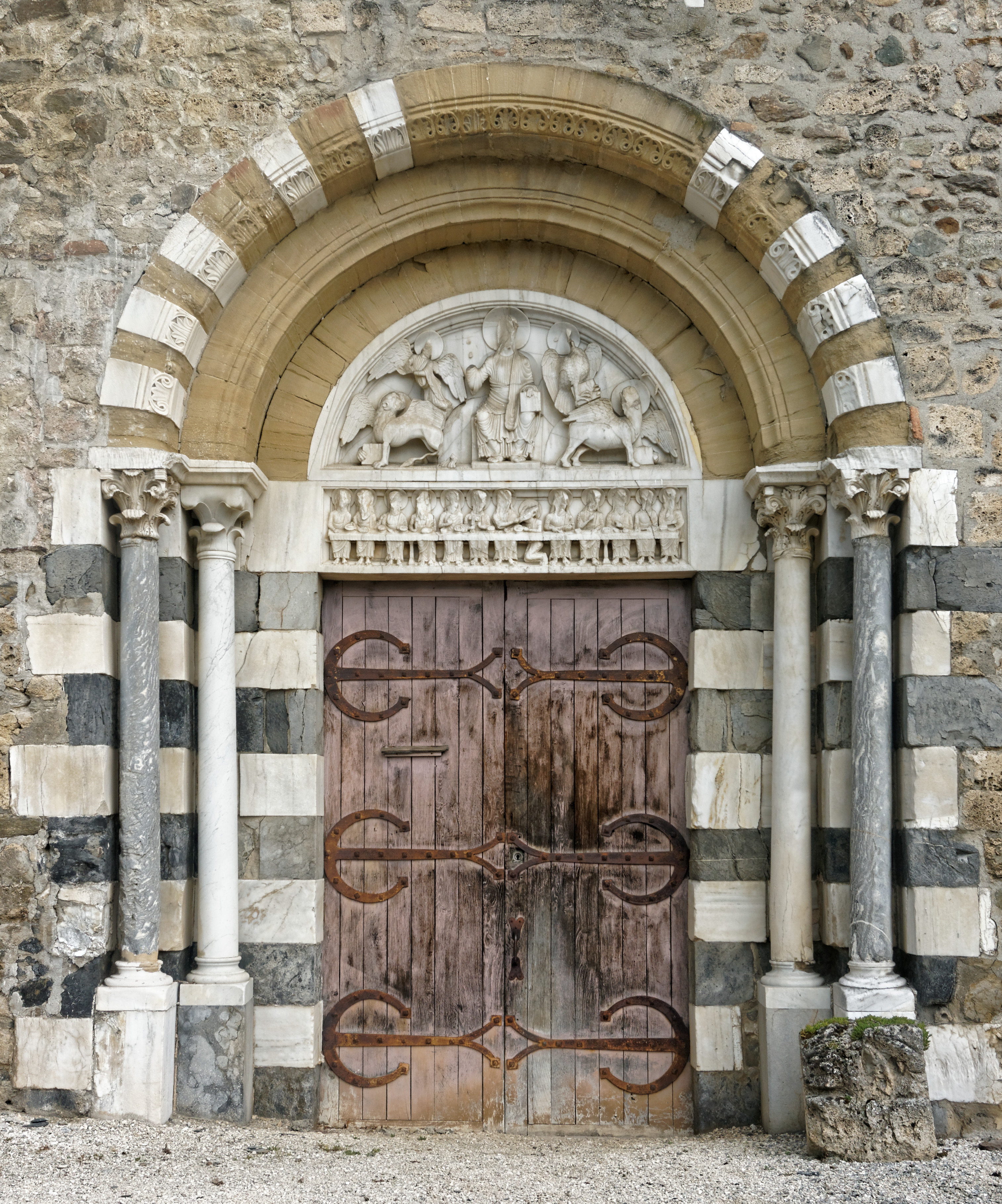
Portail du prieuré de Vizille.

Situé dans le cimetière, le plus ancien établissement religieux de Vizille, le monastère de Sainte-Marie-de-Visiliae aurait déjà existé en l'an 726. L'abbaye de Cluny en devint propriétaire et fit construire un prieuré à cet emplacement dès 993. De l'église du XIIe siècle, il reste sur la façade le plus remarquable portail roman du Dauphiné, classé monument historique. Le linteau et le tympan sont réalisés en marbre de Notre-Dame de Mésage.
Au centre du tympan sculpté trône le Christ entouré des quatre évangélistes, tandis que sur le linteau figure la Cène. Les têtes et les mains ont été enlevées ou mutilées par les protestants durant les guerres de religion.

#### Le château de paille
Le bourg s’est développé au pied de l’éperon rocheux, sur un espace pentu et exigu protégé des inondations de la Romanche. Ce quartier aux toits de chaume dénommé « château de paille », accessible par une ruelle située en face de la mairie, fut en partie détruit par un incendie.

#### Le château du Roy

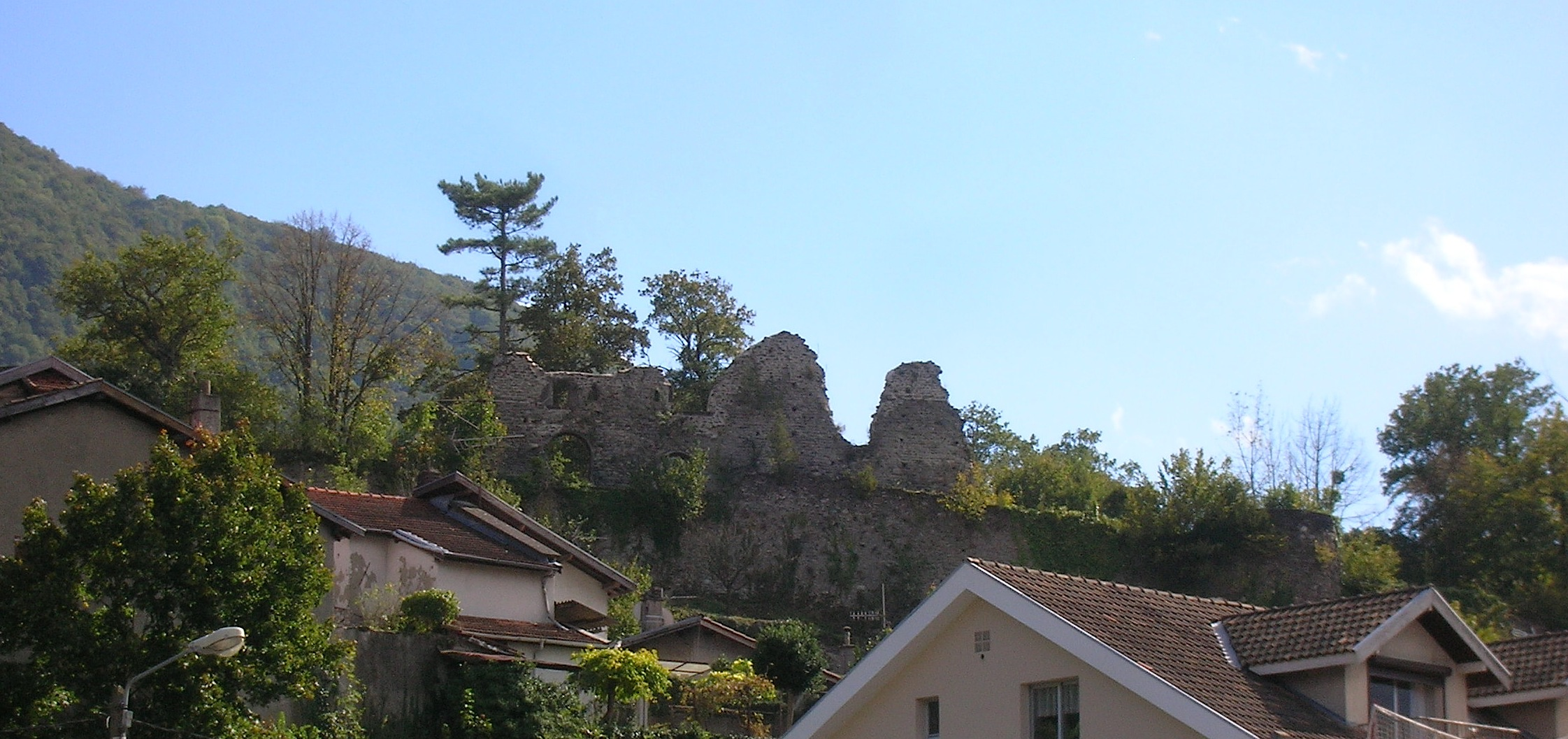
Le château du Roy, Vizille.

Accessible par le quartier du château de paille ou par la montée située à gauche de l’entrée principale du château, cette antique forteresse, remanié aux XIVe, XVe et XVIe siècles, fut l’un des fiefs des comtes d’Albon. Les Dauphins y séjournèrent fréquemment. En 1349, avec le transfert du Dauphiné à la France, le château devient château royal. Il fut ravagé par un incendie à l’époque de Lesdiguères.
De cet ensemble subsiste la tour reprise dans la construction du XVIe siècle de Lesdiguères et une partie des murs d’enceinte qui entouraient le château. Du jardin on découvre un point de vue sur le massif de Belledonne et la vallée de Vaulnaveys.

#### L'Hôtel de ville
Cet édifice auquel on accède par la rue Général-de-Gaulle, fut édifié Place Stalingrad sur l’emplacement de deux maisons bourgeoises de la fin du XVIIIe siècle, appartenant à la famille de Viennois. La façade de conception symétrique est l’œuvre de l’architecte Alfred Berruyer. Un très bel escalier à balustre en pierre dessert les deux étages.
À proximité, sur la façade du Café de la Paix, on peut remarquer une méridienne du XIXe siècle, indiquant la période de l’année en fonction du soleil.

#### La «Marianne» de Vizille
Cette statue de Marianne est aussi dénommé « statue de la Liberté ». Ce monument est situé sur la place du château, face à l'entrée du Domaine départemental de Vizille.
Elle a été inaugurée le 21 juillet 1888 en présence du président Sadi Carnot afin de célébrer le centenaire de l’Assemblée de Vizille. Sur son socle sont gravées quelques phrases de la Déclaration des droits de l'homme et du citoyen de 1789 ainsi que des noms de représentants des trois ordres du Dauphiné.

Quelques monuments de Vizille
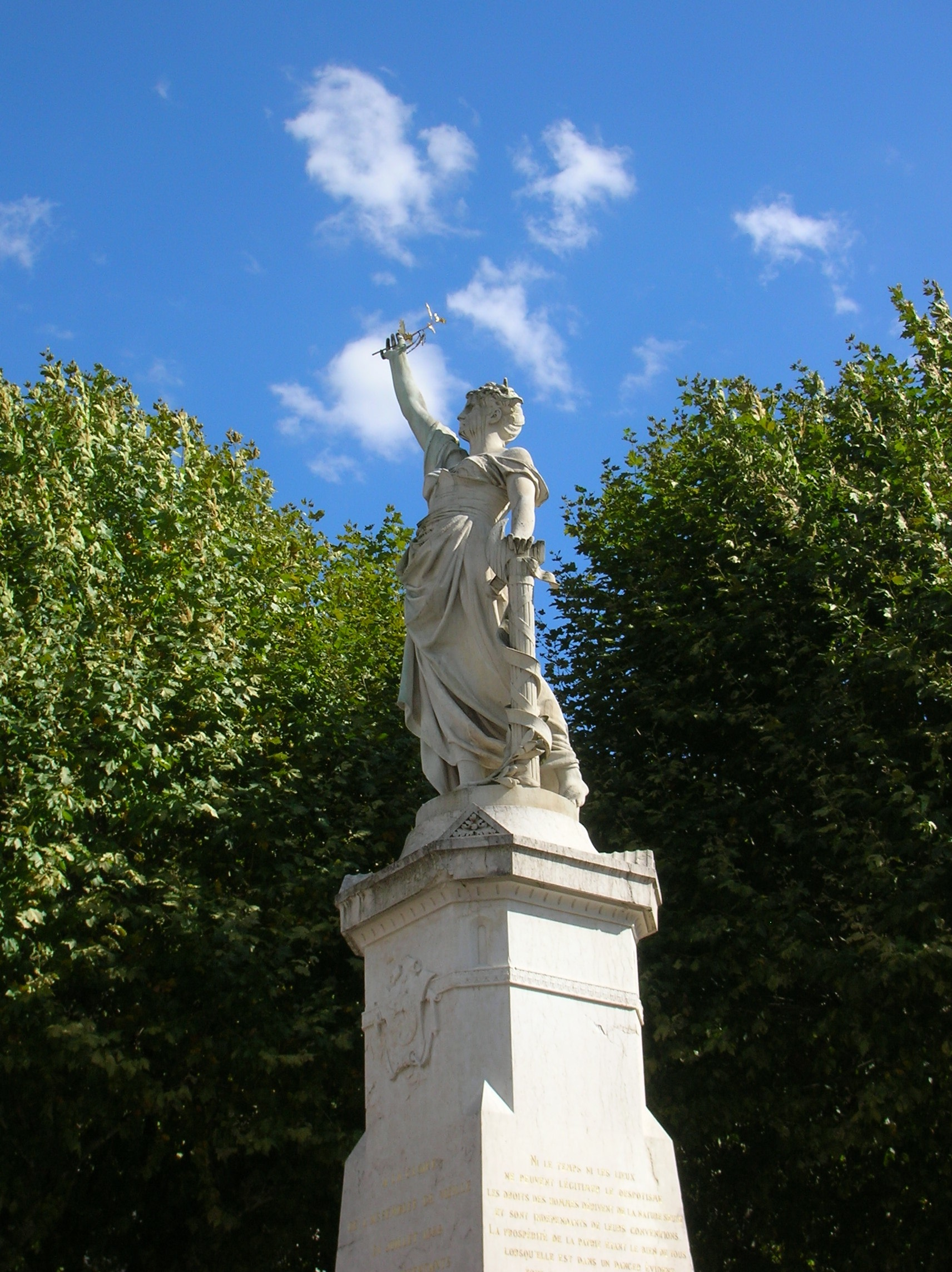
La Marianne de Vizille
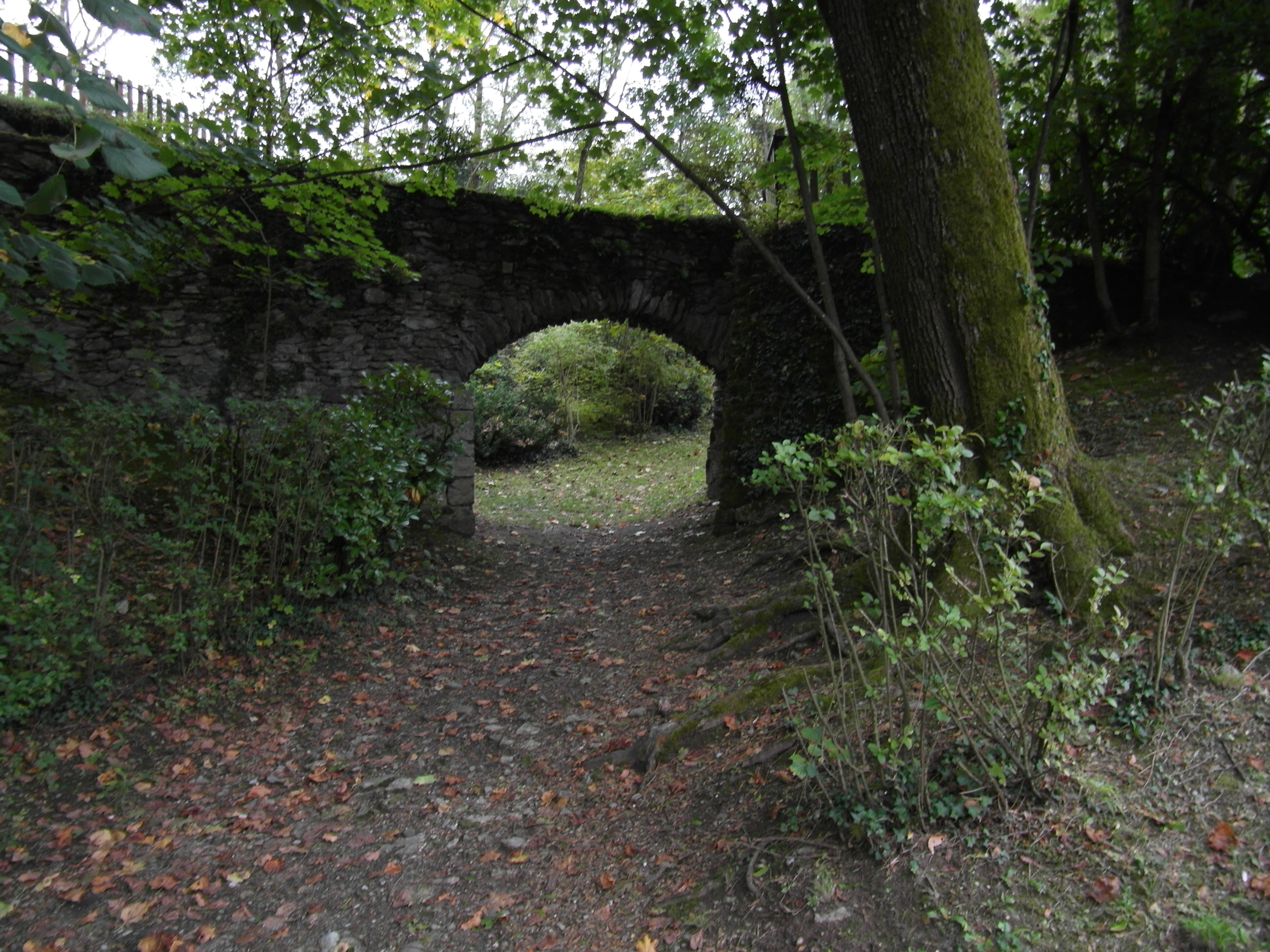
Mur du Parc du Rocher de Vizille
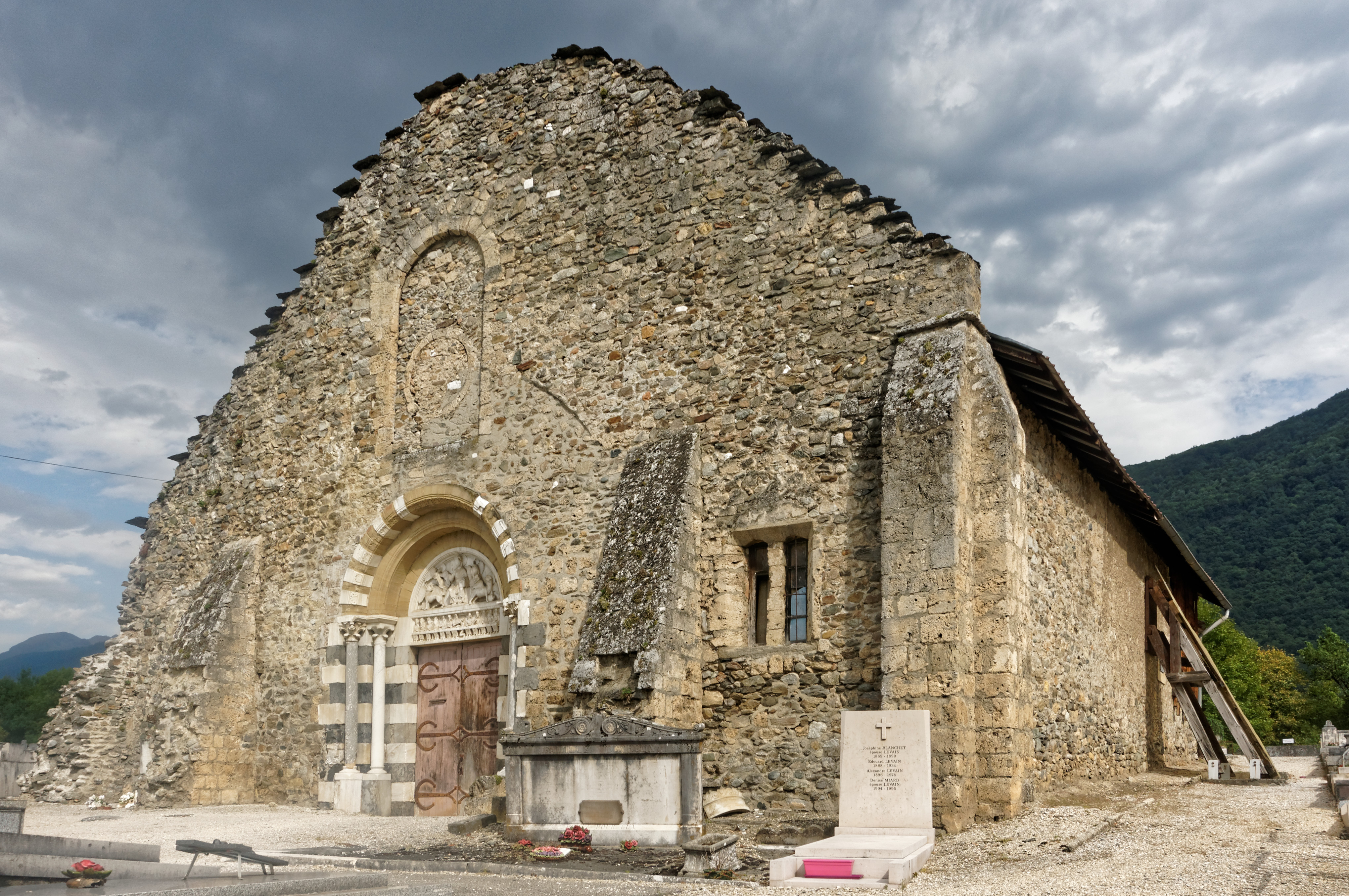
Le Prieuré de Vizille
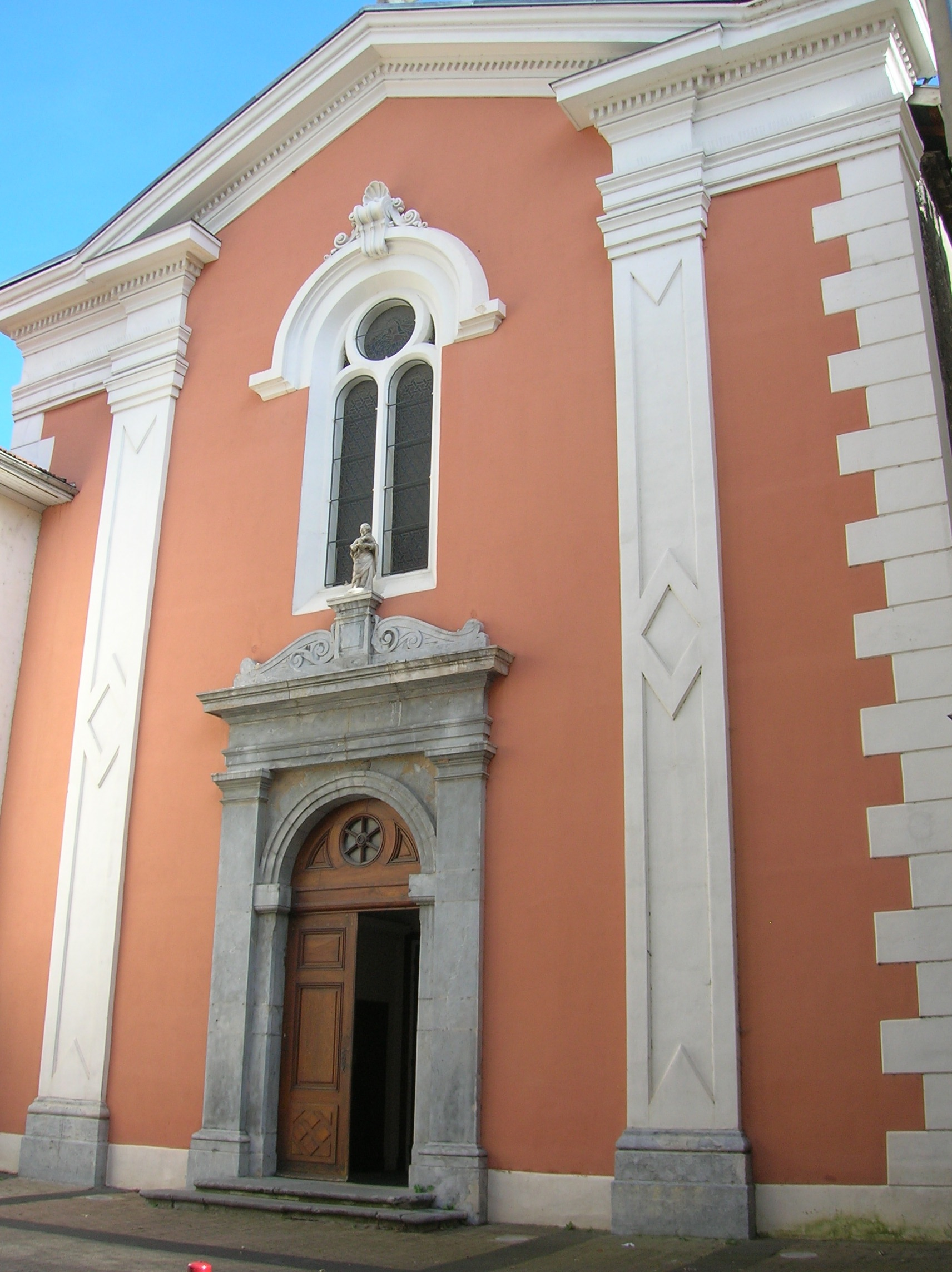
L'église Sainte-Mairie.

#### La Commanderie
Au sud du bourg de Vizille se trouve le lieu-dit « La Commanderie » qui est l'emplacement d'une ancienne commanderie de l'ordre de Saint-Jean de Jérusalem dont l'existence est attesté dès 1290. On trouve encore cette commanderie en 1374/75 puis elle devient membre de la commanderie de Chambéry sous le nom de « Membre de Mésage et Vizille ». Mésage se situant juste en face sur l'autre rive de La Romanche où se trouve la chapelle Saint-Firmin-de-Mésage et également un lieu-dit « La Commanderie ». D'après l'auteur Paul Hamon, la commanderie des Hospitaliers a toujours été côté Notre-Dame-de-Mésage.

#### Autres monuments
- L'église Sainte-Marie, de la paroisse Saint Paul de la Romanche, Diocèse de Grenoble.
- L'Église de l'Immaculée-Conception du Péage-de-Vizille.
- L'église prieurale Notre-Dame de Vizille ( Classé MH).
- Dans le village, diverses maisons anciennes se font remarquer, notamment la maison avec une tourelle à escalier rue Stalingrad[70].

#### Monuments disparus
- Au lieu-dit Mollard-Rond une fortification en bois a probablement existé au XIe siècle, peut-être une tour de défense des comtes d'Albon selon Eric Tasset. L'implantation d'une carrière a bouleversé le site[70].
- À l'Aup Morel une autre motte castrale est présumée au Moyen Âge[70].

### Patrimoine culinaire
Le vizillois est aussi une pâtisserie à base de biscuit à la noix de coco, de chocolat, et de framboise.

### Personnalités liées à la commune
Les familles Périer et Casimir-Périer
- Claude Périer, banquier et industriel français né à Grenoble le 28 mai 1742 et décédé à Paris le 6 février 1801, propriétaire du château de Vizille
- Camille Teisseire, gendre du précédent, négociant, industriel et homme politique français né à Grenoble (Isère) le 22 septembre 1764 et mort Grenoble (Isère) le 10 septembre 1842, fonda avec Augustin Perier la première école publique de Vizille en 1817[71].
- Augustin Perier, fils de Claude Périer, négociant, industriel et homme politique français né à Grenoble (Isère) le 12 mai 1773 et mort au château de Frémigny à Bouray-sur-Juine (Seine-et-Oise), propriétaire du château de Vizille.
- Casimir Perier, frère du précédent, banquier et homme politique français né à Grenoble (Isère) le 11 octobre 1777 et mort à Paris le 16 mai 1832, a vécu son enfance au château de son père.
- Auguste Casimir-Perier, fils du précédent, diplomate et homme politique français né le 20 août 1811 à Paris où il est mort le 6 juin 1876, propriétaire du château de Vizille avec son épouse.
- Jean Casimir-Perier, fils du précédent, homme d'État français né le 8 novembre 1847 et mort le 11 mars 1907 à Paris, propriétaire du château de Vizille. Président de la République française du 27 juin 1894 au 16 janvier 1895.

Les présidents de la République
Liste des présidents de la République qui séjournèrent au château de Vizille :
- Gaston Doumergue, né le 1er août 1863 à Aigues-Vives (Gard) et décédé le 18 juin 1937 y séjourna quelques nuits.
- Albert Lebrun, né le 29 août 1871, président de la République française de 1932 à 1940, vécut à Vizille en compagnie de son épouse, Marguerite, durant la Seconde Guerre mondiale.
- Vincent Auriol, né le 27 août 1884 à Revel (Haute-Garonne) et mort le 1er janvier 1966, y séjourna assez régulièrement.
- René Coty, né le 20 mars 1882, président de la République française de 1954 à 1959, fut le dernier président de la République française à demeurer plusieurs nuits au Château et dont la rampe qui mène au rocher porte son nom.
- Charles de Gaulle : celui-ci fit un passage dans la nuit du 6 au 7 octobre 1960 et marqua la dernière visite d'un président dans les lieux.

Présidents de la République ayant séjourné à Vizille
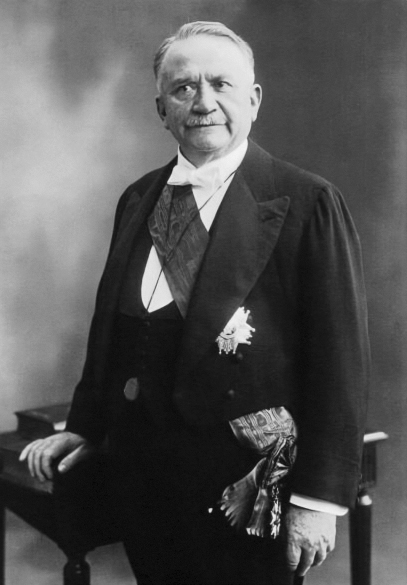
Gaston Doumergue.
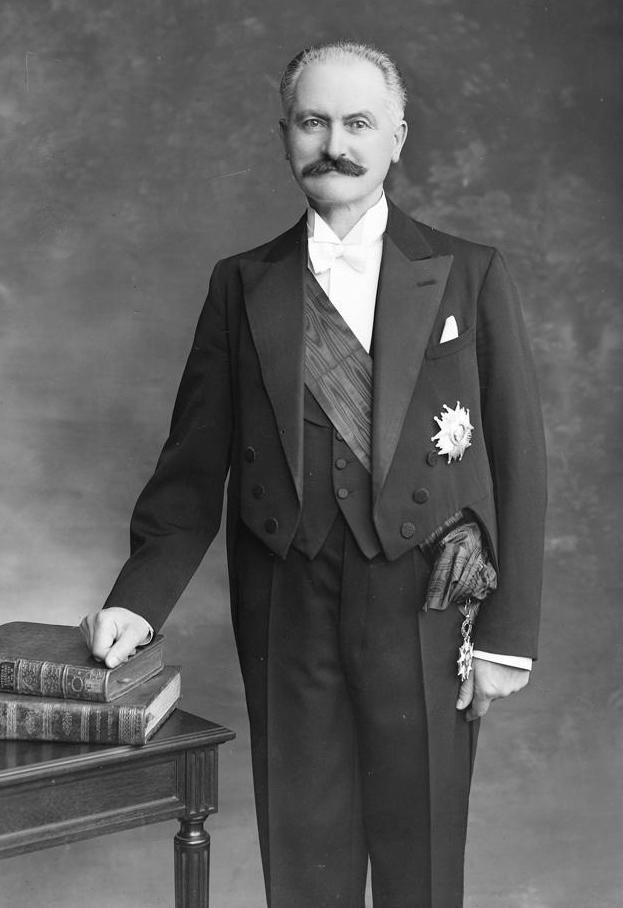
Albert Lebrun.
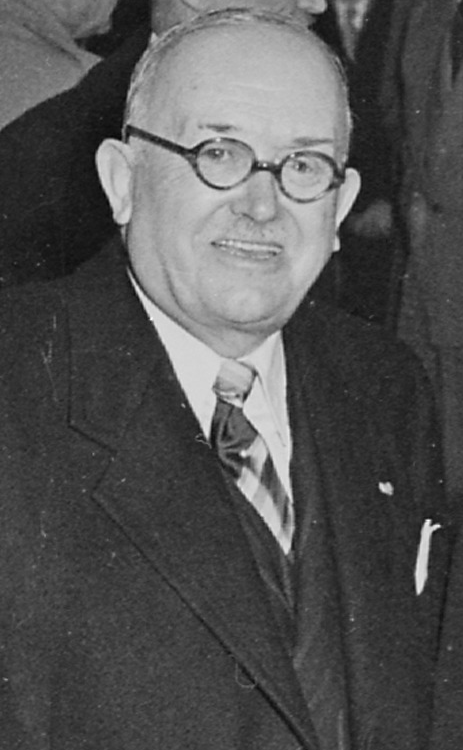
Vincent Auriol.
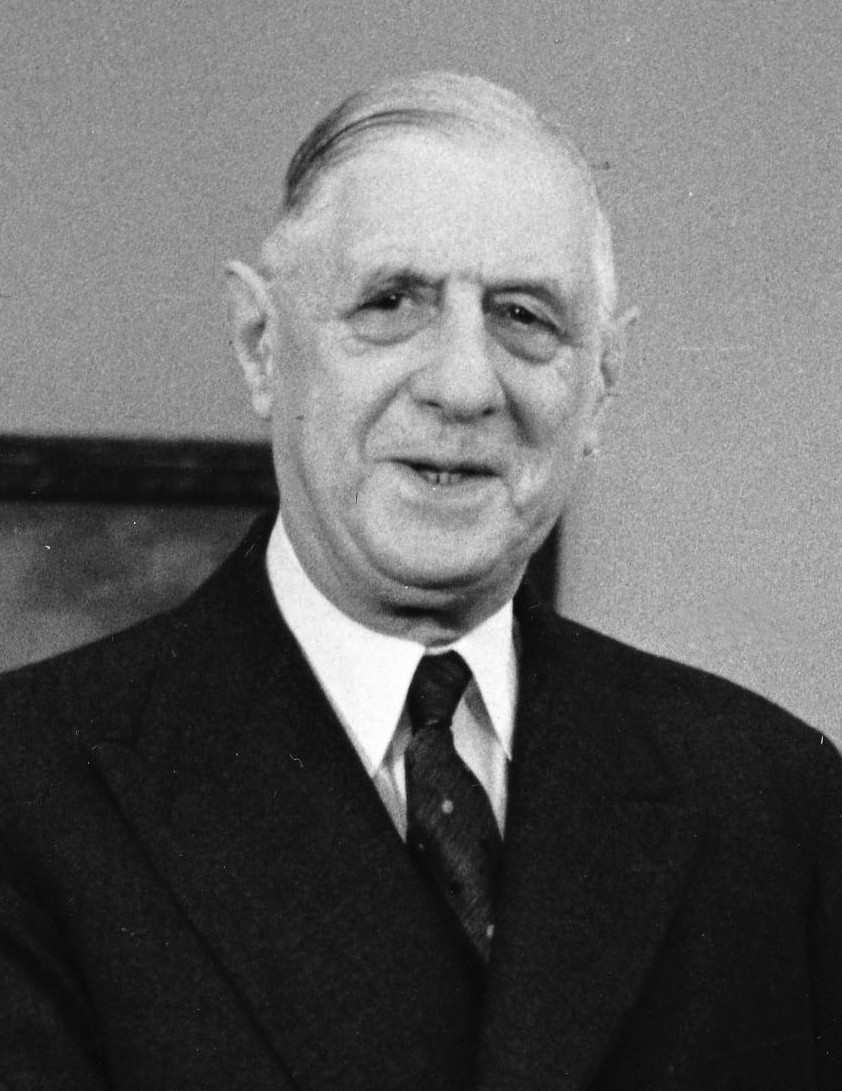
Charles de Gaulle.

Autres personnalités

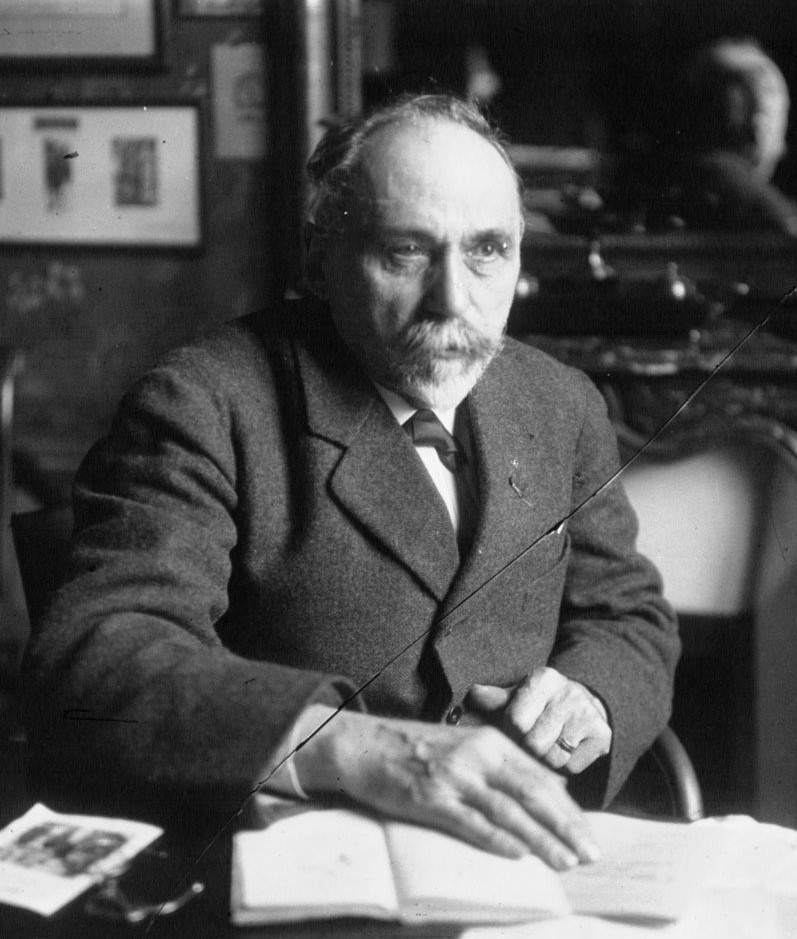
Victor-Eugène Ardouin-Dumazet.

- Béatrice d'Albon (1161-1228), dauphine du Viennois
- Paul Émile Breton de Champ (1814-1885), dénonciateur des plagiats et des erreurs de quelques-uns de ses contemporains.
- Victor Muzet, photographe né à Vizille en 1828.
- Victor-Eugène Ardouin-Dumazet (1852-1940), journaliste, auteur de Voyage en France, guides touristiques (une soixantaine de volumes).
- Lucie Baud (1870-1913), ouvrière tisseuse en soierie et syndicaliste, active à Vizille.
- Jo Carignon, père d'Alain et auteur d'un livre dénommé Berceau de la Révolution française : vingt siècles d'histoire dauphinoise.
- Pierre Giolitto (1932-2012), pédagogue et historien français, y naquit.
- Alain Carignon (1949-), maire de Grenoble de 1983 à 1995, député l'Isère, président du conseil général de l'Isère, ministre à deux reprises dans la Ve République, est né à Vizille en 1949.
- Thierry Claveyrolat, (1959-1999) coureur cycliste français, surnommé l'« Aigle de Vizille ». Après sa carrière, il fut propriétaire d'un restaurant, situé face à l'entrée du Domaine de Vizille.
- Florence Masnada (1968-), ancienne skieuse. Elle est la seule française à avoir remporté la coupe du monde de combiné, en 1991.

### Vizille dans les arts et la culture

#### Dans les films

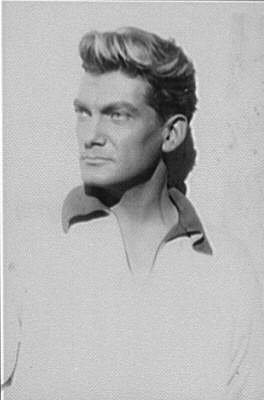
Jean Marais en 1947.

- 1947 : L'Aigle à deux têtes de Jean Cocteau

Les extérieurs du film L'Aigle à deux têtes de Jean Cocteau furent tournés en trois semaines, à partir du 15 octobre 1947, au château de Vizille, surtout dans les jardins, puis au bord du grand canal qui servit de décors extérieurs, alors que toutes les scènes en intérieur furent filmées peu après dans les studios d'Épinay, puis au château de Pierrefonds dans l'Oise.
Une exposition a été organisée au Château de Vizille entre le 25 avril et le 20 juin 1998 sur cet évènement artistique qui a réuni dans ce lieu les acteurs Jean Marais et Jean Debucourt, et les actrices Edwige Feuillère et Silvia Monfort.
Le scénario et la réalisation furent assurés par Jean Cocteau, assisté à la régie générale par le futur cinéaste Claude Pinoteau.
- 2002 : La Vie promise d'Olivier Dahan

Ce film, tourné dans la région de Vizille, avec comme actrice principale Isabelle Huppert, présente des scènes tournées autour de Jarrie et Livet-et-Gavet.
- 2003 : Petites Coupures de Pascal Bonitzer

Ce film, avec comme acteurs notables Daniel Auteuil, Emmanuelle Devos, Ludivine Sagnier et Jean Yanne, fut tourné dans la région vizilloise et les Alpes dauphinoises. On peut y découvrir, en particulier, de belles images d'Uriage et le site de La Salette.

### Héraldique
| Blason de Vizille | D'azur à un château, mouvant des deux flancs, flanqué de deux tours, le tout d'argent, maçonnés, ajourés et essorés de sable, et reposant sur une terrasse d'argent. |